# Histoire des Canaries
L'histoire des Canaries commence avec l'arrivée, à une date qui n'est pas précisément connue, mais remonte à l'Antiquité, des premiers habitants, les Guanches. À partir du XIVe siècle, les îles Canaries sont redécouvertes par les Européens et au terme de plusieurs décennies de conflit entre la Castille et le Portugal, deviennent des possessions de la couronne de Castille, puis des rois d'Espagne. Le peuple guanche disparaît au cours des siècles suivants.
Les îles Canaries sont aujourd'hui une des communautés autonomes qui constituent le royaume d'Espagne.

Reconstitution (façon Renaissance) de la Description de la Terre du géographe romain Pomponius Mela (vers 43), f. 182

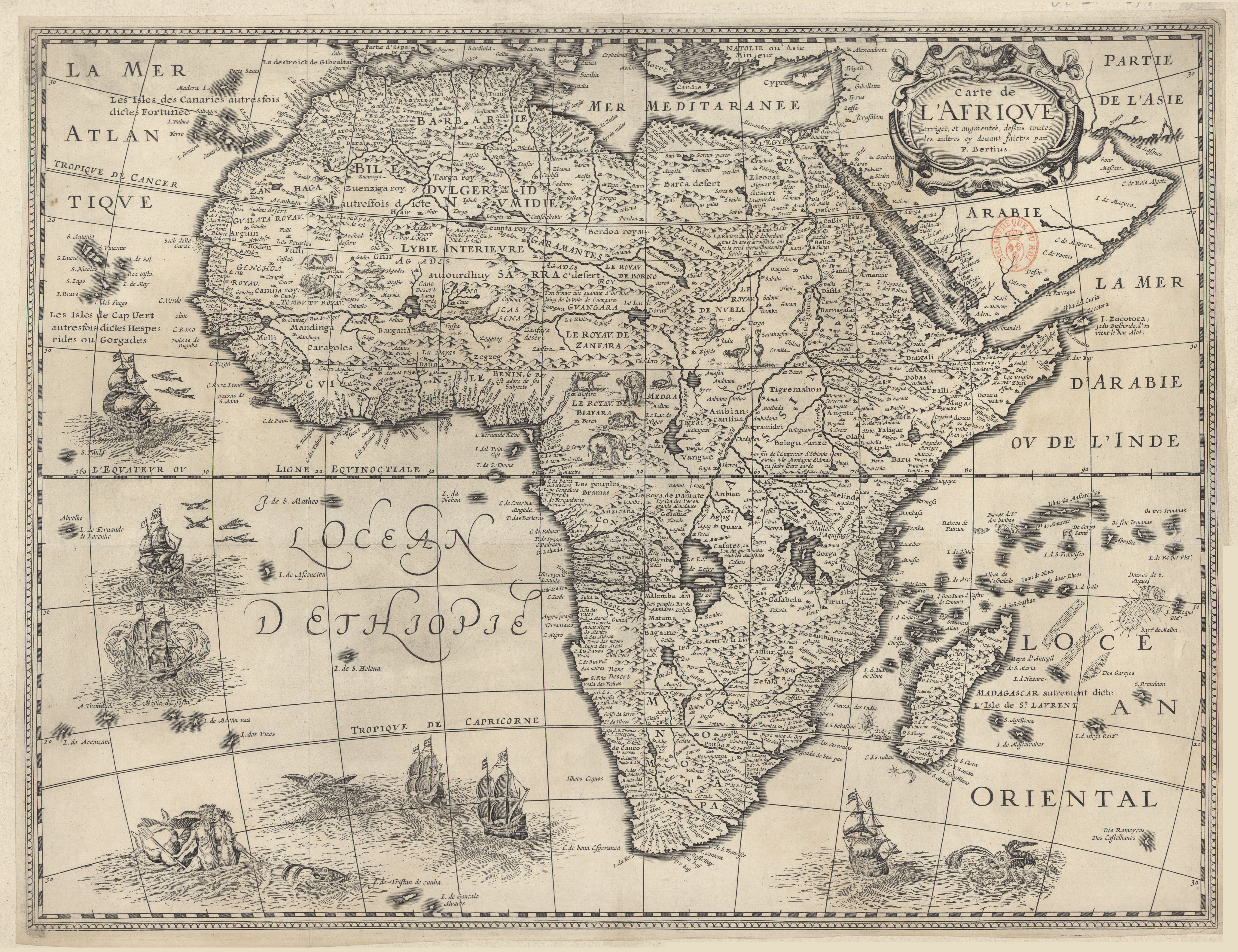
Pierre Bertius, Carte de l'Afrique (1640)

## Antiquité

### Les légendes de l'Océan atlantique
La mythologie grecque parle des Champs Élysées, mais aussi du fabuleux jardin aux pommes d'or du jardin des Hespérides, nymphes du Couchant, à la limite occidentale du monde, de l'autre côté du détroit de Gibraltar (Colonnes d'Atlas, Colonnes d'Héraclès, Colonnes d'Hercule, Djebel Tarik).
À partir d'Hésiode, les textes parlent d'Îles des Bienheureux (Macaronésie) ou Îles Fortunées, où les âmes vertueuses goûtent un repos parfait après leur mort. On a tenté d'identifier au cours des âges ce lieu mythologique situé aux extrêmes limites du monde avec des îles de la côte atlantique de l'Afrique. Il est également question d'Îles Satyrides.
L'océan atlantique est surtout perçu comme Mer des Ténèbres, au moins très longtemps à partir du Cap Boujdour.

### Carthaginois et Romains en Afrique du Nord
Vers 500 AEC, le navigateur carthaginois Hannon aurait été chargé par Carthage de franchir les Colonnes d'Hercule avec une flotte de soixante navires de cinquante rameurs chacun et 30 000 personnes à bord ; il doit débarquer à chaque étape pour y fonder des colonies ou peupler des comptoirs déjà existants et, une fois atteint le dernier comptoir, poursuivre sa route pour une expédition d'exploration. Son périple a été transcrit sur une stèle déposée dans le temple de Ba'al-Hammon à Carthage. De l'original punique non retrouvé, il existe une version grecque intitulée Récit du voyage du roi des Carthaginois Hannon autour des contrées qui sont au-delà des Colonnes d'Hercule, gravée sur des plaques suspendues dans le temple de Kronos : le périple d'Hannon. L'historien Raymond Mauny, autant que d'autres historiens, relève au minimum des inexactitudes, ou des impossibilités, dont le non-signalement des îles Canaries.

#### L'Afrique romaine et ses voisins numides et maurétaniens
La province d'Afrique (de 146 AEC à environ 400), correspondant globalement à la Tunisie et la Libye actuelles (Ifriqiya), de culture phénico-punique (littérature phénico-punique (es)), se romanise. Les romano-africains sont d'origine berbère, de souche locale, ou punique, mais peuvent aussi être des descendants de populations venues de Rome elle-même, ou de diverses régions de l'empire, notamment les légionnaires.
La Maurétanie antique, pour les Romains, est le territoire peuplé de Maures (Imuriyen) ou Mauri, partie du grand groupe des Libyens anciens ou Berbères, parlant des langues berbères.
Les multiples déplacements de population(s), quelles qu'en soient les modalités (exploration, colonie de peuplement, colonisation, relégation, déportation, accidents maritimes, exils collectifs volontaires), de Maurétanie aux îles Canaries, peuvent-être plus anciens (et puniques), mais dateraient plus sûrement du siècle des règnes de quelques grands rois de Numidie (orientale ou occidentale) puis de Maurétanie, de culture punico-berbère, lettrés[réf. nécessaire] :

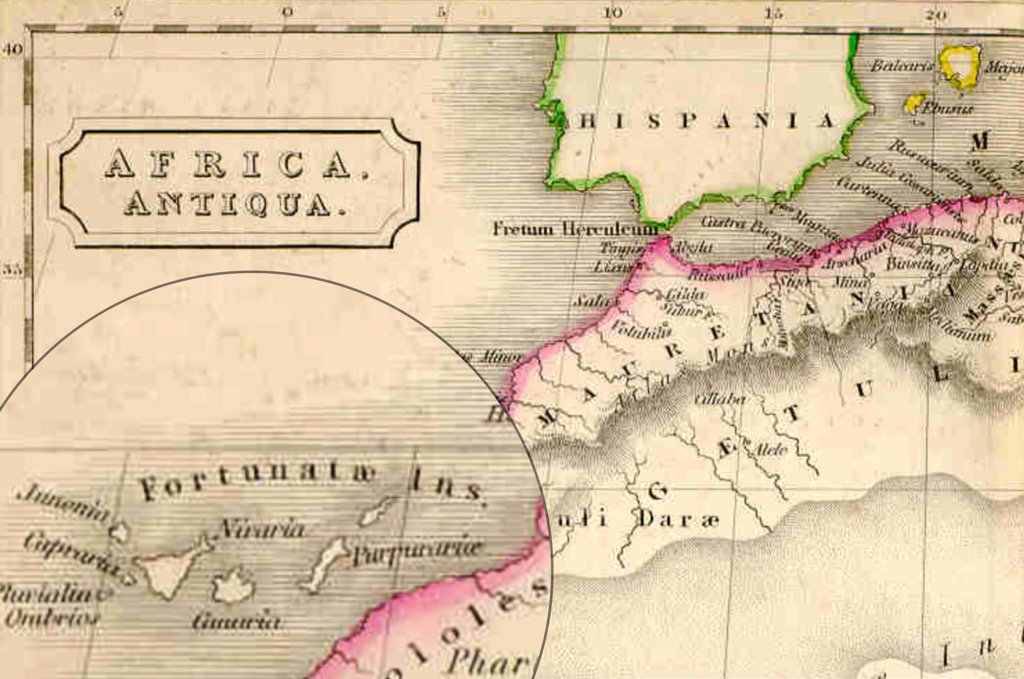
Carte antique supposée, façon Juba II

- Juba II, fils de Juba Ier, roi de -25 à + 23, otage à 5 ans, élevé à Rome par la sœur d'Auguste, duumvir, homme de lettres de sciences, connaissant (ou ayant favorisé des expéditions vers ces lieux) les Îles Purpuraires (Mogador), l'Île de Madère et les îles Canaries, enterré au mausolée royal de Maurétanie), admiré par Plutarque, Pline l'Ancien,

Selon Pline le Jeune, Juba II aurait donné leur nom aux îles Canaries, pour y avoir trouvé de grands chiens féroces (canarius, du latin canis chien), il y aurait collecté des informations sur la flore, la faune et l'ethnographie, et il aurait nommé cinq îles en latin : "Canaria" (aujourd'hui Grande Canarie), "Nivaria" (l'île de la neige perpétuelle, maintenant Tenerife), "Capraria", "Iunonia Maior" (probablement La Palma), "Iunonia Minor" et une en grec, "Ombrios" (actuelle El Hierro).
- Ptolémée de Maurétanie, son fils, roi de 23 à 40, grand voyageur, assassiné (sans doute à Lyon) par Caligula, qui annexe son royaume, remarqué par Suétone.

Présence carthaginoise sur la côte atlantique septentrionale de l'Afrique
Limes romain en province de Maurétanie Tingitane
Maurétanie tingitane : colonies et municipes romains
Maurétanie tingitane : villes, voies, limes
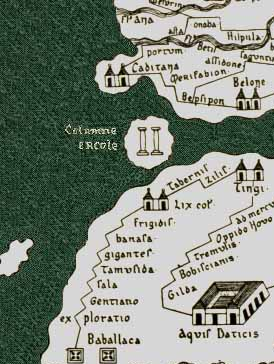
Voies de communication en Maurétanie Tingitane, Table de Peutinger (Konrad Peutinger), reconstitution hypothétique par Konrad Miller (1887)

### Géographie romaine de l'Afrique du Nord
Le géographe Pomponius Mela fournit vers +43 une Description de la Terre et une Chorographie assez sommaires (hors Méditerranée).
À la suite de ses prédécesseurs Posidonios d'Apamée et Marinos de Tyr, Ptolémée, dans sa Géographie (traité rédigé vers 150), considère que ces îles sont à la limite occidentale du monde habité (avec Thulé au Nord, pour mesurer la latitude).
Selon Ptolémée, l'écoumène s'étend entre la latitude 63° Nord (pour Ptolémée, il s'agit du parallèle de Thulé) et celle de 16° 25’ Sud (le parallèle d’Anti-Meroe, la côte orientale de l'Afrique), couvrant 180° en longitude. La localité le plus à l'Ouest, où il place le méridien de référence, se trouve sur les îles « Fortunata » (îles des Bienheureux), généralement associées aux îles Canaries, sans doute El Hierro ou Île du Méridien : méridien de Ferro.

## Le peuplement guanche aux Canaries de l'Antiquité au Moyen Âge

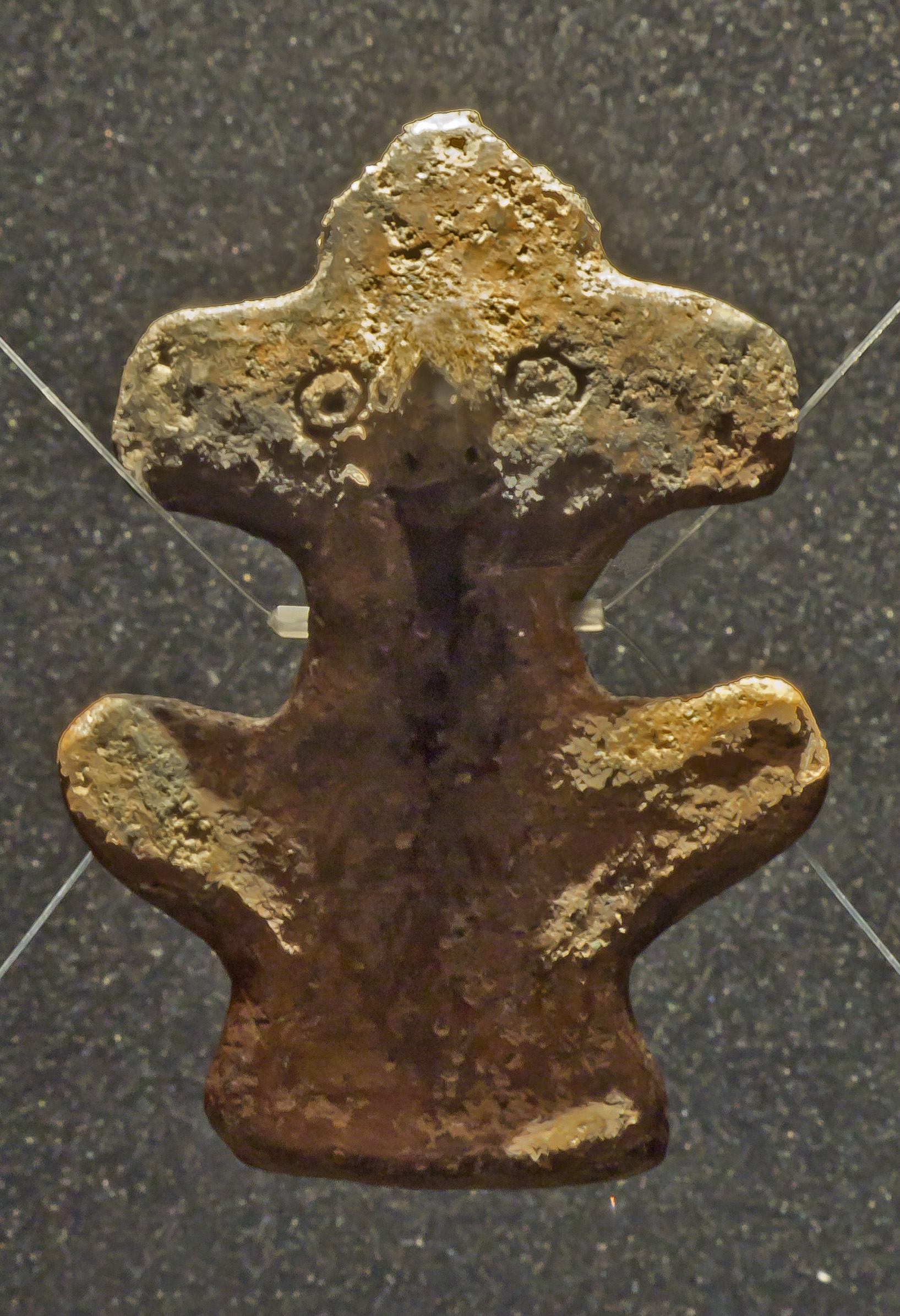
Guatimac, statuette d'argile appartenant à la culture guanche, découverte à Tenerife, Musée archéologique de Puerto de la Cruz

Les datations au radiocarbone suggèrent que les Canaries ont été peuplées pour la première fois entre le deuxième et le cinquième siècle de notre ère, les données génétiques indiquant une origine nord-africaine pour cette population indigène des Canaries. Le peuplement des îles Canaries a pu s'effectuer, en plusieurs vagues, par des populations de culture punico-berbère,,. La taille de la population effective ayant peuplé les îles semble relativement petite. Les données de paléogénétique montrent une différence dans les populations entre les îles occidentales et orientales. Cette différence semble exister depuis le début de la période de colonisation indigène et est restée inchangée : les îles les plus proches du continent ont une plus grande affinité avec les populations préhistoriques d'Europe, tandis que les îles occidentales s'apparentent davantage aux individus préhistoriques d'Afrique du Nord. De plus, les peuples autochtones montrent la présence d'une composante steppique, très probablement associée à la migration des populations nord-méditerranéennes vers l'Afrique du Nord au cours de l'âge du bronze ou du fer. L’ascendance de ces populations montre enfin une petite composante d’Afrique subsaharienne impliquant l’existence de migrations transsahariennes en Afrique du Nord déjà avant les premiers siècles de notre ère.
Indice de cette diversité de peuplement, les îles les plus proches du continent présentent un corpus d’inscriptions alphabétiques et de variations d’art rupestre plus diversifié que les îles occidentales. Si l'on retrouve des traces de la langue libyco-berbère dans toutes les îles, Lanzarote et Fuerteventura ont produit des inscriptions appartenant à l'alphabet dit latino-canarien qui ne sont présentes nulle part ailleurs dans l'archipel. Un autre exemple de différences entre les régions est la présence de figuiers (Ficus carica) exclusivement à Grande Canarie, ce qui suggère que certaines différences dans le contexte culturel et biologique des colons étaient présentes depuis le début du 1er millénaire de notre ère.
Les preuves archéologiques indiquent que les connexions ultérieures entre les îles et la côte africaine étaient très limitées et que les îles sont restées pratiquement isolées jusqu'au contact avec les marins et explorateurs européens au XIVe siècle.
Sur l'archipel des Canaries vit un groupe ethnique particulier, les Guanches, d'origine berbère.
Le guanche, aussi appelé berbère canarien, amazigh canarien ou tamazight insulaire, aujourd'hui disparu est la langue parlée par les Guanches des îles Canaries. Il appartient au groupe berbère de la famille des langues chamito-sémitiques. Le guanche s'éteint vers le xviiie siècle, bien que de petites communautés continuent à l'employer jusqu'au xixe siècle. Des toponymes guanches sont encore conservés de nos jours, surtout les noms de communes et de lieux-dits, mais aussi en élevage, flore, ethnonymie... La langue de chaque île étant très similaire, des indigènes de certaines îles sont utilisés comme interprètes dans la conquête des suivantes.

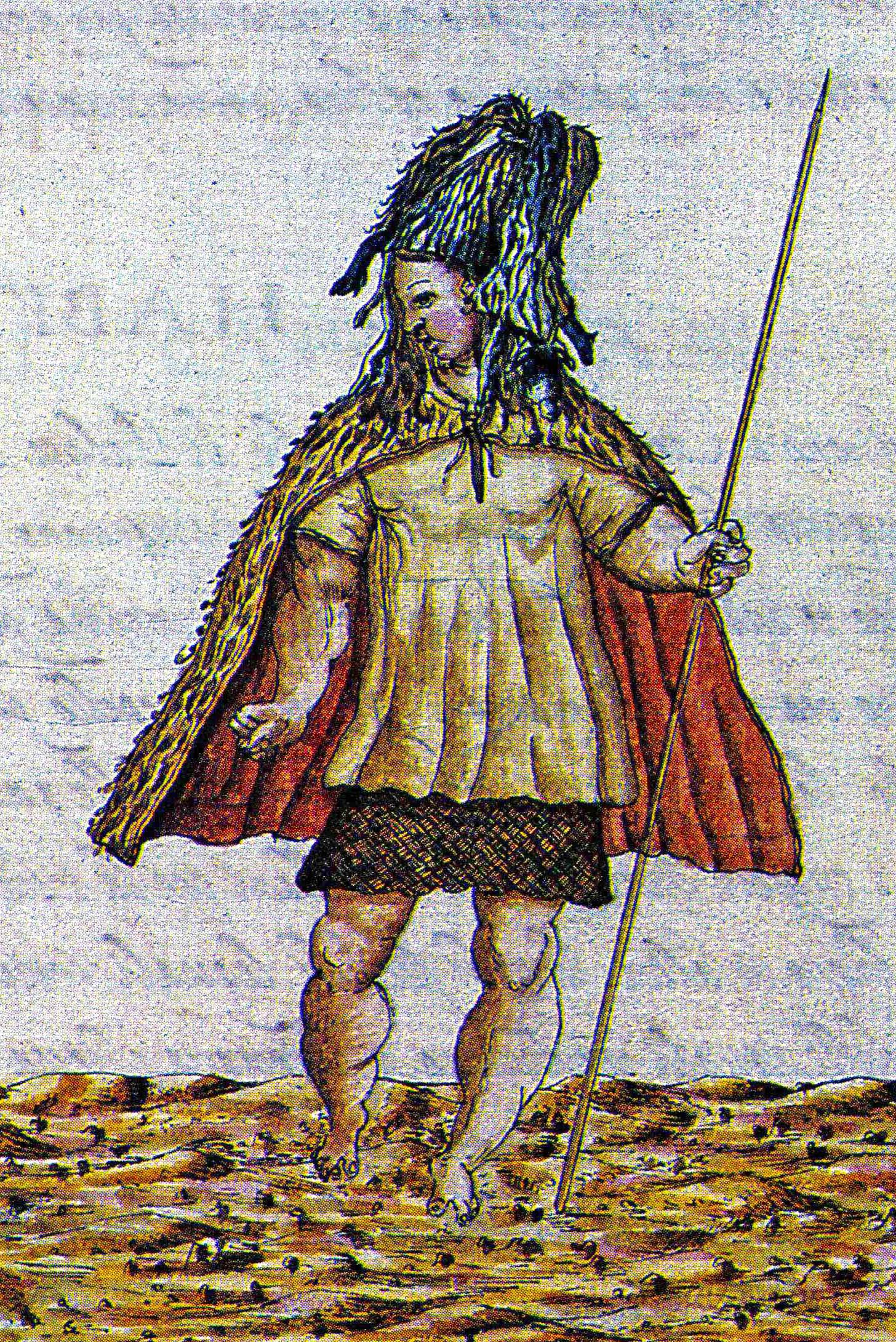
Canarien, d'après Leonardo Torriani (1592)
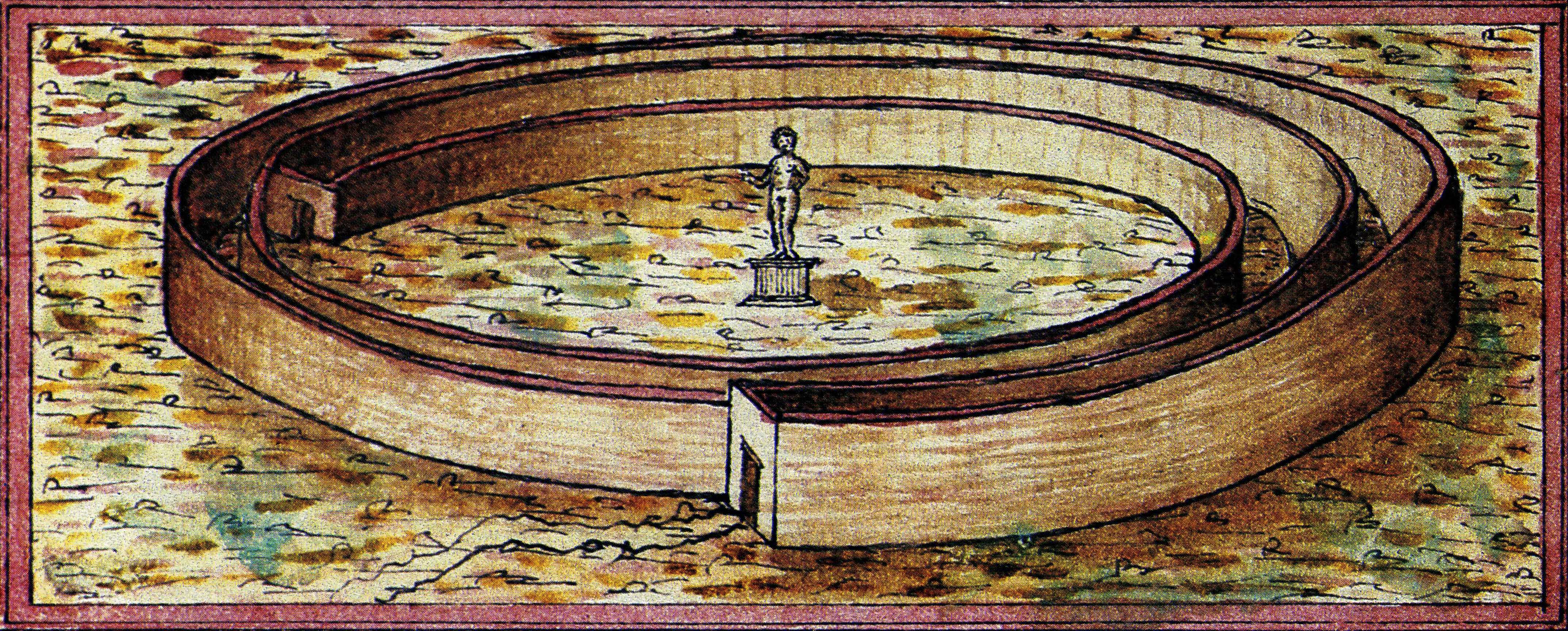
Efequén, lieu de culte des indigènes de Fuerteventura, d'après Leonardo Torriani (1592)
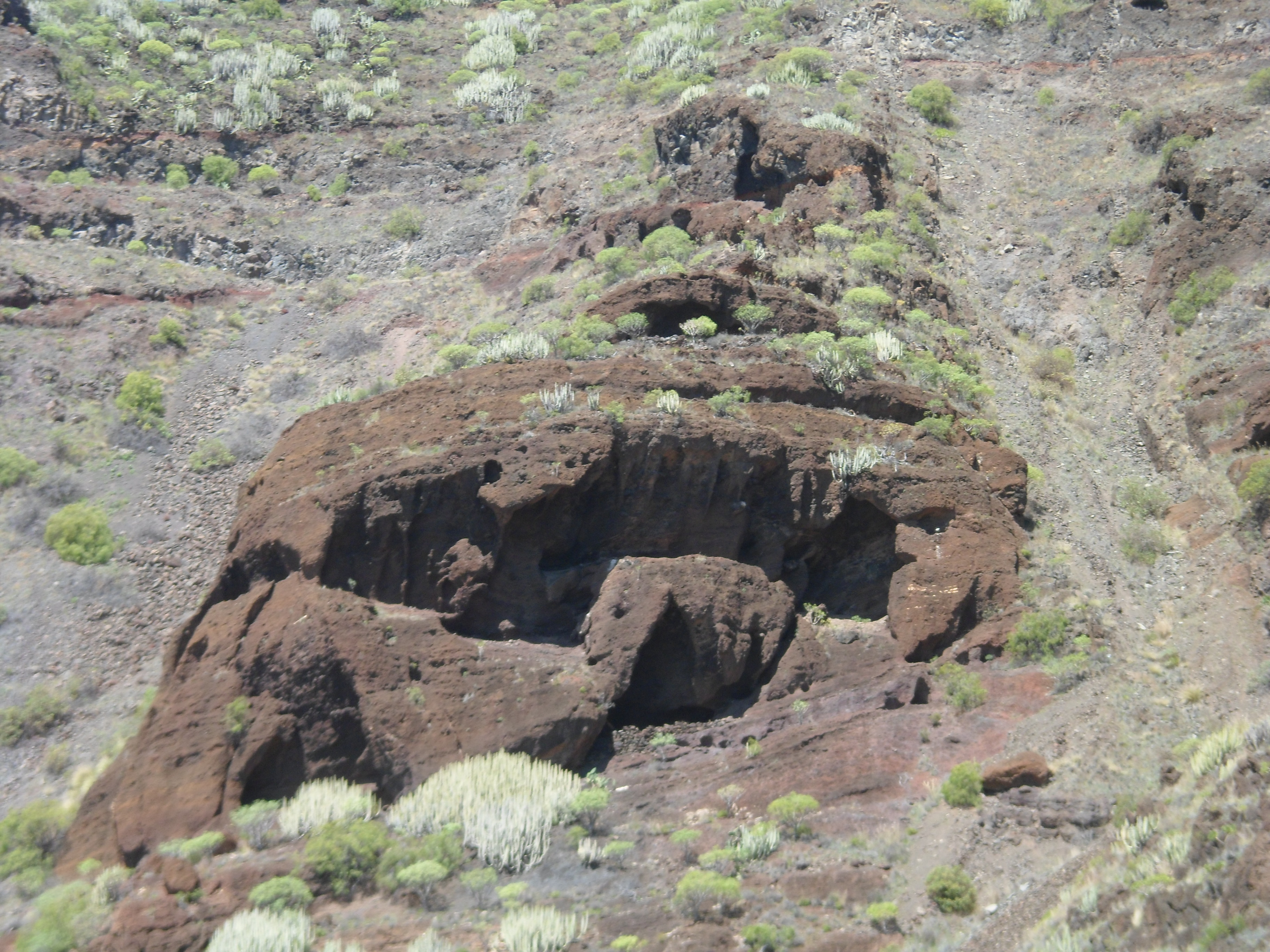
Grottes naturelles guanches
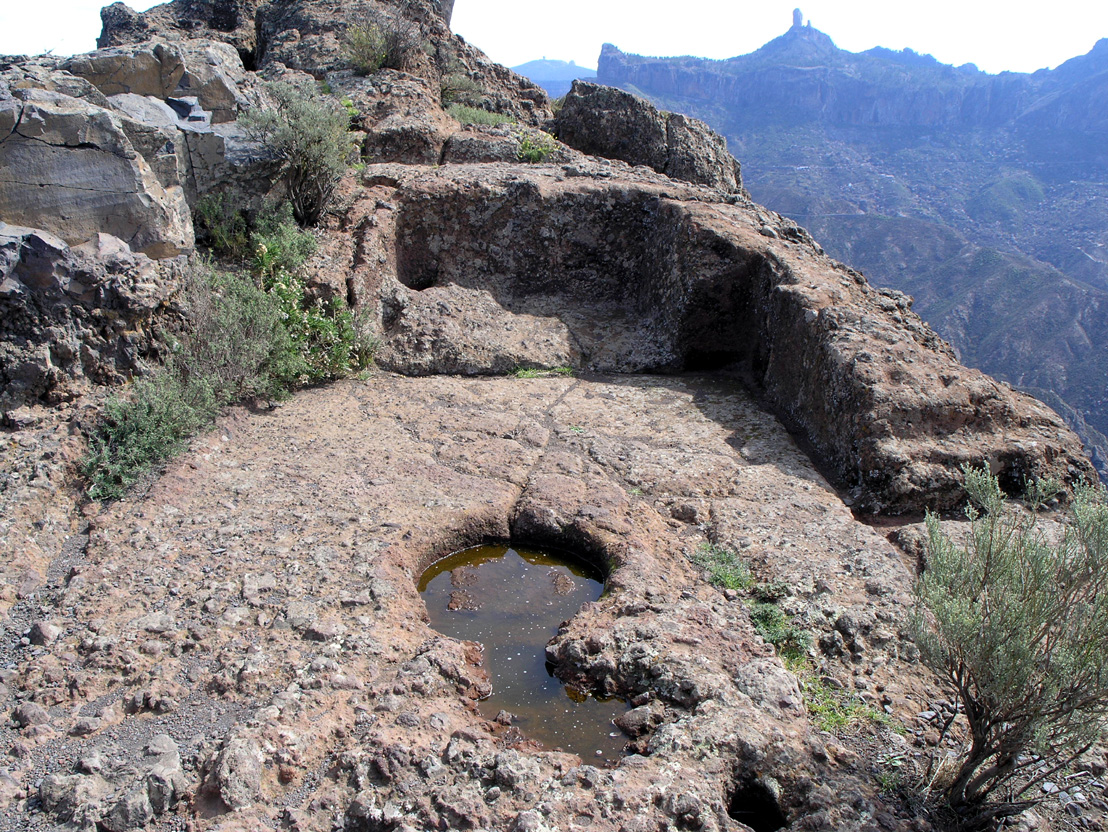
Trous artificiels, Roque Nublo (Grande Canarie)
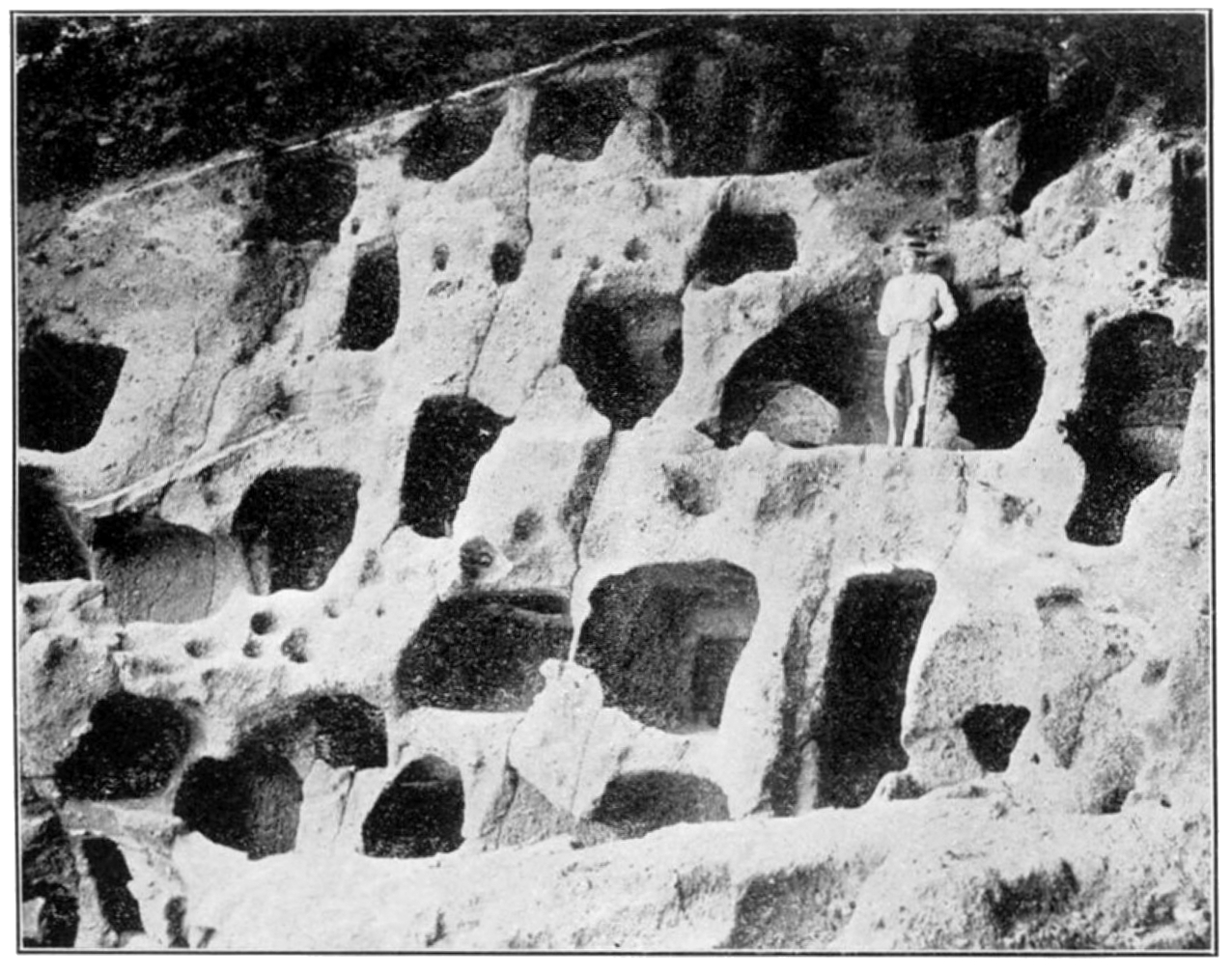
Grottes funéraires guanches, Santa María de Guía de Gran Canaria
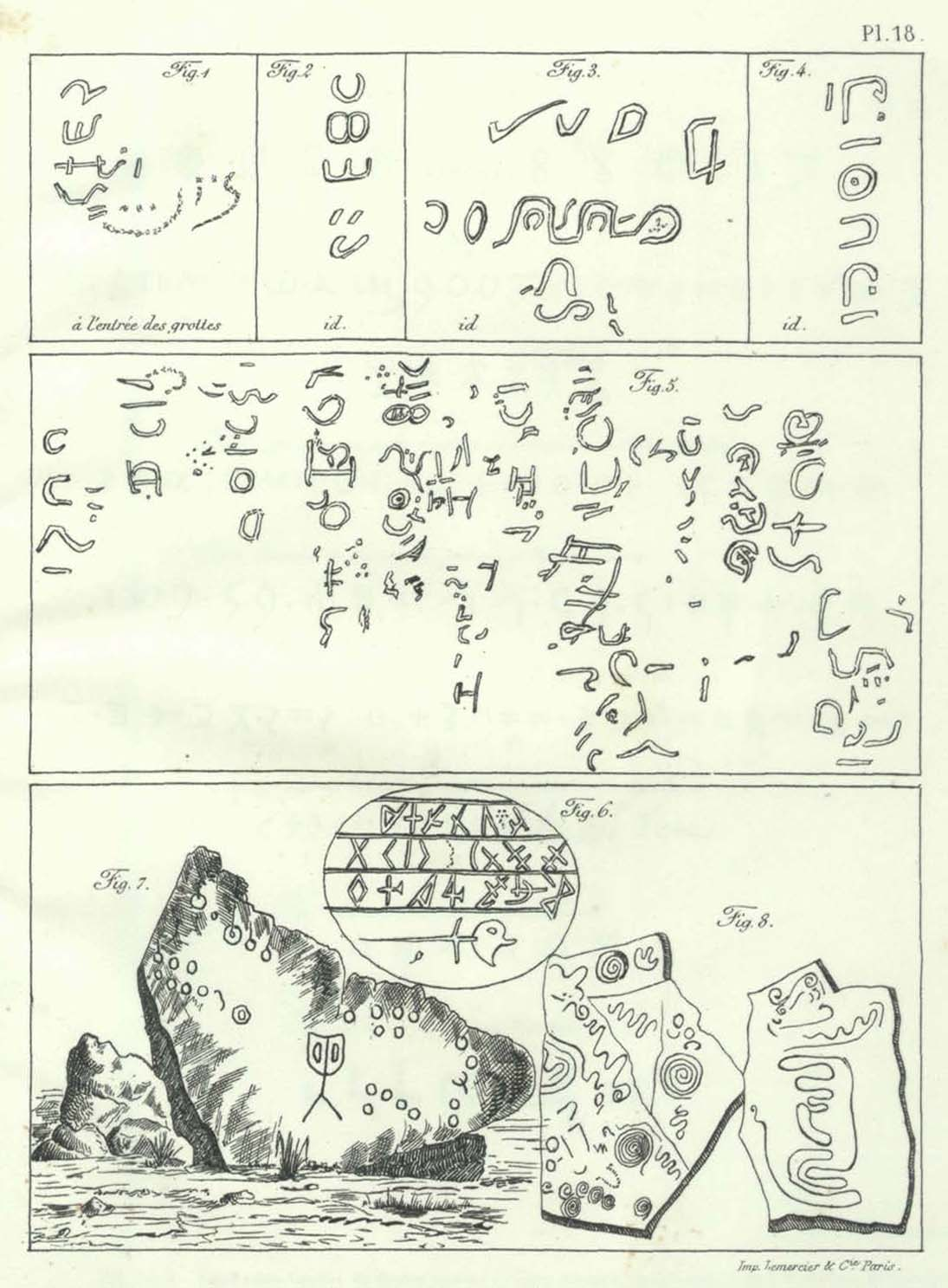
Relevé de pétroglyphes, El Hierro
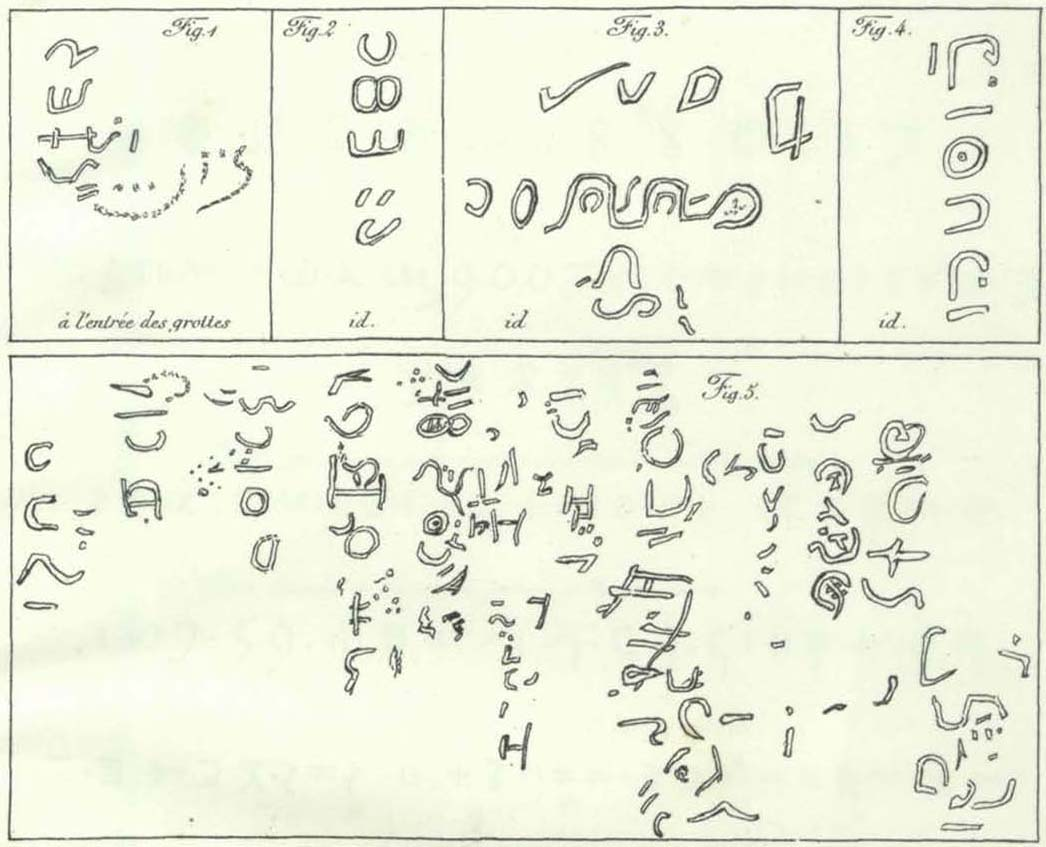
Relevé de pétroglyphes, El Hierro
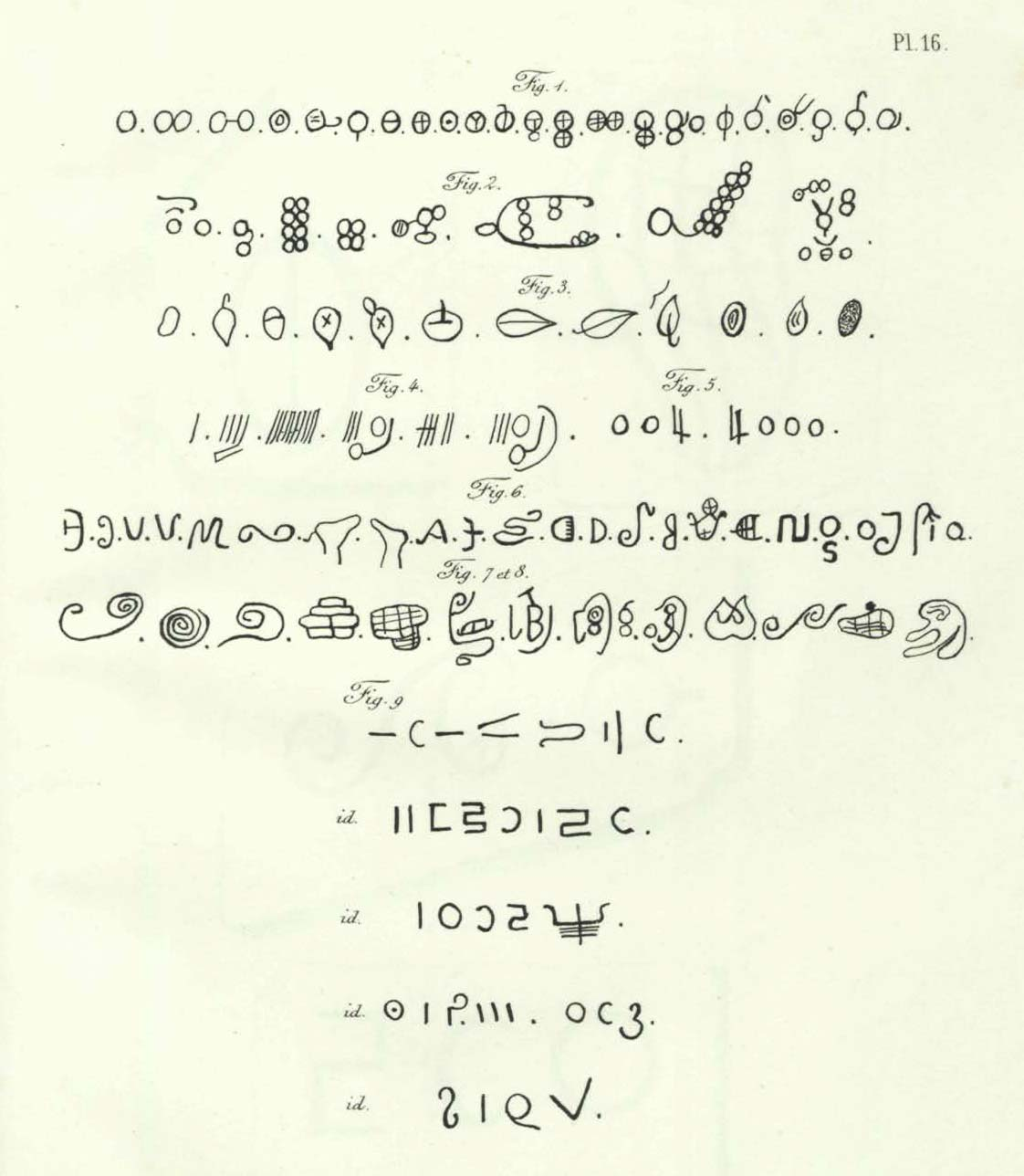
Relevé de pétroglyphes, El Hierro, par Sabin Berthelot
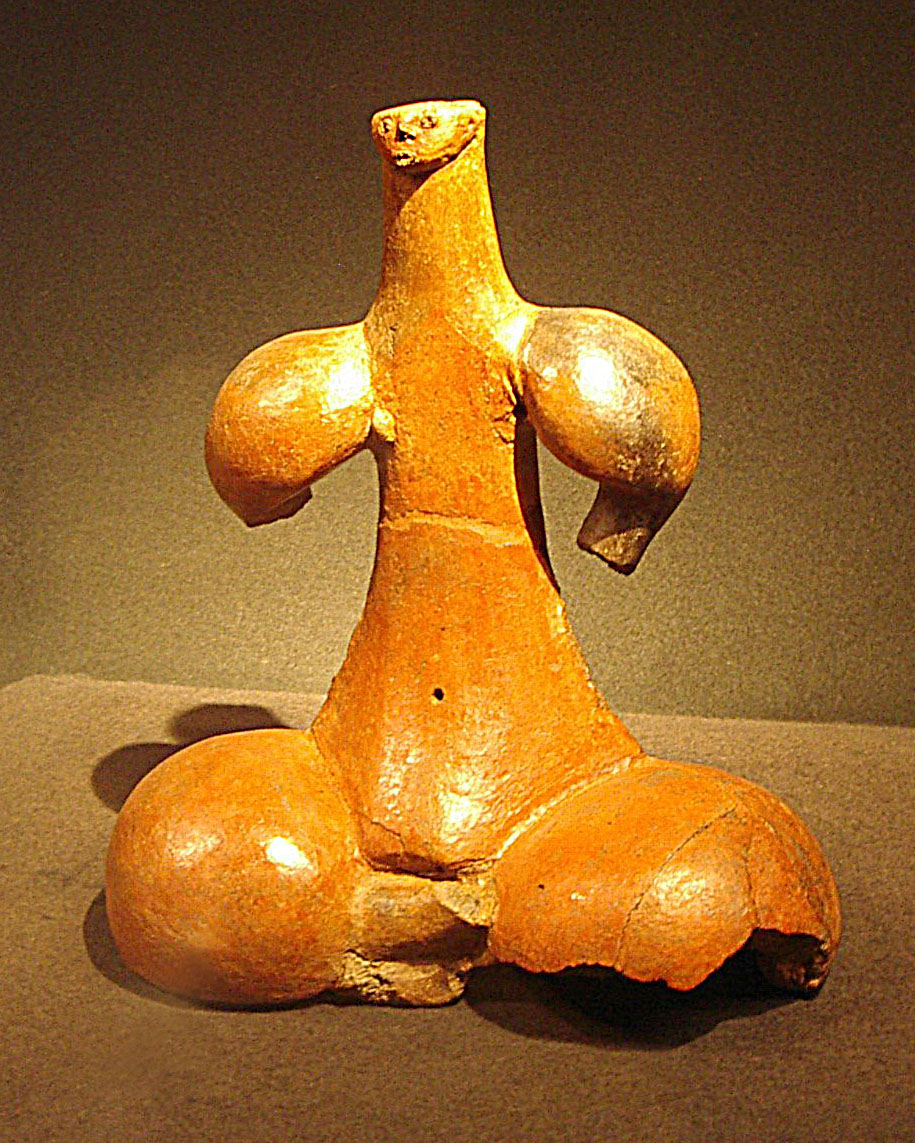
Idole guanche de terre-cuite, dite de Tara
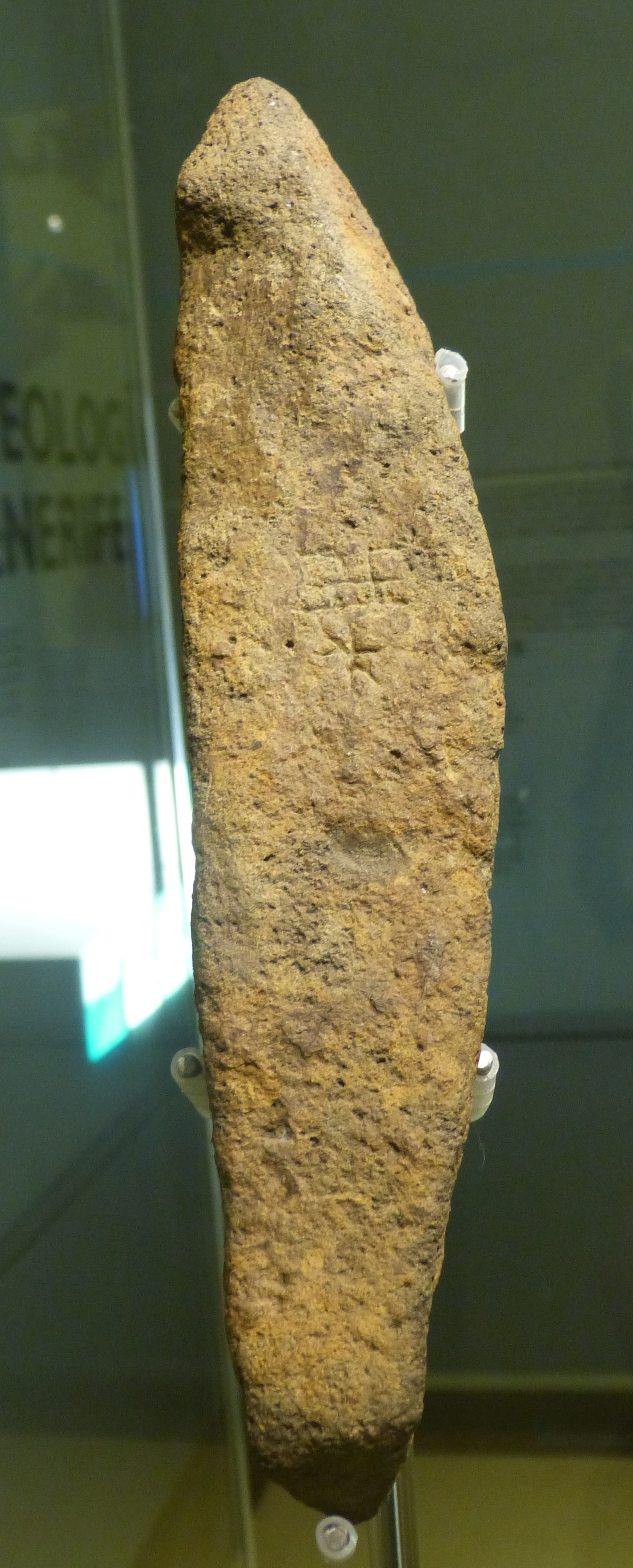
Pierre des Guanches

- Religion aborigène canarienne (es)
- Momification chez les Guanches, Momie guanche de Madrid, Momies guanches de Necochea (es)
- Mundo Aborigen (de), musée ethnologique en plein air, reconstitution d'habitat guanche antique
- Sélection de sites archéologiques des îles Canaries
  - Musées archéologiques aux Canaries
  - Nécropole d'Arteara (es) (San Bartolomé de Tirajana, Grande Canarie) la plus grande de l'archipel, avec 809 sépultures
  - Musée archéologique Benahoarita (es) (MAB, La Palma, 2007)
  - Musée et parc archéologique de Cueva Pintada (es) (Guanartemato de Gáldar, Grande Canarie, vers 1860)
  - Pierre des Guanches (ou de Taganana), Pierre de Zanata, avec inscriptions punico-berbères
  - Grotte de Achbinico, Grotte de Chinguaro, Cuevas de Don Gaspar, Cueva de los Guanches, Cueva Pintada (en) (Gáldar)

## L'arrivée des Européens auXIVesiècle

### Les premiers navigateurs (1291-1350)
En mai 1291, deux galères quittent le port de Gênes sous le commandement des frères Vandino et Ugolino Vivaldi. Leur objectif est d'établir des relations commerciales avec l'Inde en contournant l'Afrique. Les navires traversent le détroit de Gibraltar et naviguent vers le sud le long de la côte africaine. On pense que ces Génois connaissaient les îles Canaries et se dirigeaient vers elles pour obtenir de la nourriture et de l'eau. Il n'y a aucune information sur la localisation des navires lorsqu'ils disparaissent en mer.
En 1312, une expédition dirigée par un autre Génois, Lancelotto Malocello, part à la recherche des galères disparues : c'est l'origine des premières cartes mentionnant Lanzarote avec des armoiries génoises (Insula de Lanzarotus Marocelus).
En avril 1332, une escadre quitte le port de Palma de Majorque aux Baléares, avec pour tâche de « prendre l'une des îles mentionnées ou toute ville ou colonie fortifiée... et de la transférer à leur seigneur lige ». Tout ce que l'on sait de ce voyage, c'est que les navires sont revenus au bout d'environ cinq mois et demi.
Le navigateur génois Niccolò de Recco (1327-1364) est un des chefs de l'expédition, équipée par le roi de Portugal Alphonse IV, qui explore les îles Canaries pendant quatre mois en 1341 (l'éruption volcanique de 1341 a lieu durant ce séjour). Recco fournit un rapport crédible sur la situation des îles Canaries, De Canaria et insulis reliquis ultra Ispaniam in Oceano noviter repertis (vers 1342). La version latine envoyée à Rome en est attribuée à Boccace (1313-1375).
Le navigateur majorquain Jaume Ferrer (en) serait le découvreur supposé de la « Rivière d'Or » (Rio de Oro) en 1346, mais il disparaît en mer peu après.
Vers 1350-1400, les Frères Zeno, navigateurs vénitiens, seraient à l'origine de la Carte Zeno, publiée en 1558.
Le Libro del Conoscimiento, manuel héraldique et géographique, témoignerait d'un voyage réalisé par un moine franciscain vers 1350.

### La principauté des Îles fortunées (1344)
Par la bulle Tuae devotionis sinceritas (de) du 15 novembre 1344, le pape Clément VI (1291-1352, en charge en 1342-1352) nomme prince de la Fortunée (es), c'est-à-dire des îles Canaries, l'amiral français Louis de la Cerda (1291-1348), pour le compte de leur propriétaire supposé, le Saint-Siège.
Le 28 novembre 1344, il reçoit de la main du pape une couronne et un sceptre comme symboles de son état et de sa souveraineté sur les onze îles, en échange d'une rente de 400 florins d'or par an, avec des indulgences accordées à tous ceux qui participeraient à l'expédition de conquête, lors d'une cérémonie relatée par Pétrarque,.
Mais les efforts du pape et du prince pour mettre en place une force de conquête restent infructueux. Après la mort de Louis de la Cerda, ses héritiers ne font pas valoir ses droits, d'ailleurs contestés dès le 12 février 1345 par le roi Alphonse VI de Portugal, puis par le roi de Castille Alphonse XI.

### Établissement missionnaires (à partir de 1352)
Tandis que la « Principauté des îles Heureuses » échoue, quelques prêtres et moines majorquins élaborent le projet de convertir les habitants des îles Canaries exclusivement par un travail missionnaire pacifique. La base en serait les enseignements du philosophe et théologien majorquin Raymond Lulle (1232-1315). Douze indigènes de l'île de Grande Canarie, arrivés à Majorque comme esclaves, contribueraient à l'évangélisation, une fois libérés, enseignés et baptisés. Deux armateurs se déclarent prêts à financer cette expédition, en contrepartie de quelques avantages, comme les droits d'exportation vers les pays méditerranéens de produits locaux comme l'orseille pour la fabrication d'une teinture rouge, mais aussi de chèvres (viande et peaux).
Le 7 novembre 1351, par la bulle Coelestis rex regum, le pape Clément VI crée l'évêché des îles de la Fortune (es) (ou « évêché de Telde », à Grande Canarie) et nomme Bernardo Font son premier évêque.
Les Majorquins arrivent probablement sur l'île de Grande Canarie au milieu de 1352. Une coexistence pacifique semble s'instaurer entre les indigènes et les missionnaires avec leurs assistants canariens.
Une première église chrétienne est construite, grâce à des colons majorquins accompagnateurs également en bonnes relations avec les peuples autochtones. Divers voyages entre Majorque et Grande Canarie semblent avoir eu lieu, documentés à partir de 1386. Mais l'évangélisation ne paraît pas avoir un grand succès.

### Raids esclavagistes (fin duXIVesiècle)
Dans le dernier quart du XIVe siècle, en particulier à partir des ports castillans, des opérations sont lancées, menées uniquement à des fins de capture d'esclaves sur la côte marocaine et aux îles Canaries.
Le parcours d'une de ces compagnies de « pêche aux esclaves » est enregistré dans la Crónica del rey don Enrique III pour l'année 1393.
Sous la responsabilité du noble Gonzalo Pérez Martel (1350-1392), seigneur d'Almonaster la Real (Huelva, Andalousie), de nombreux aventuriers andalous et basques se regroupent pour équiper une flotte de cinq ou six navires dans le but de piller les îles Canaries. Fin mai ou début juin 1393, la flotte quitte le port de Séville. La première cible est Grande Canarie, où les assaillants s'emparent de résidents (hommes, femmes) et de bétail. La deuxième destination est Lanzarote, où ils capturent 170 indigènes, dont le roi de l'île et sa compagne (Tinguafaya).
Ces attaques déstabilisent les habitants indigènes des îles, qui assimilent rapidement missionnaires pacifiques et marchands d'esclaves. À la suite de plusieurs incursions, les Canariens tuent les missionnaires[réf. nécessaire] pour collusion supposée avec les pillards.

### Cartographie duXIVesiècle
Pour apprécier l'état des cartes de cette zone de l'Atlantique, il convient de se reporter à :
- Histoire de la géographie, Histoire de la cartographie
- Figure de la Terre dans l'Antiquité, Mappemondes anciennes
- Figure de la Terre au Moyen Âge
- Géographie et cartographie dans le monde arabo-musulman médiéval, Liste de géographes musulmans
- Grandes découvertes, Républiques maritimes, Royaume de Majorque (1229-1715)

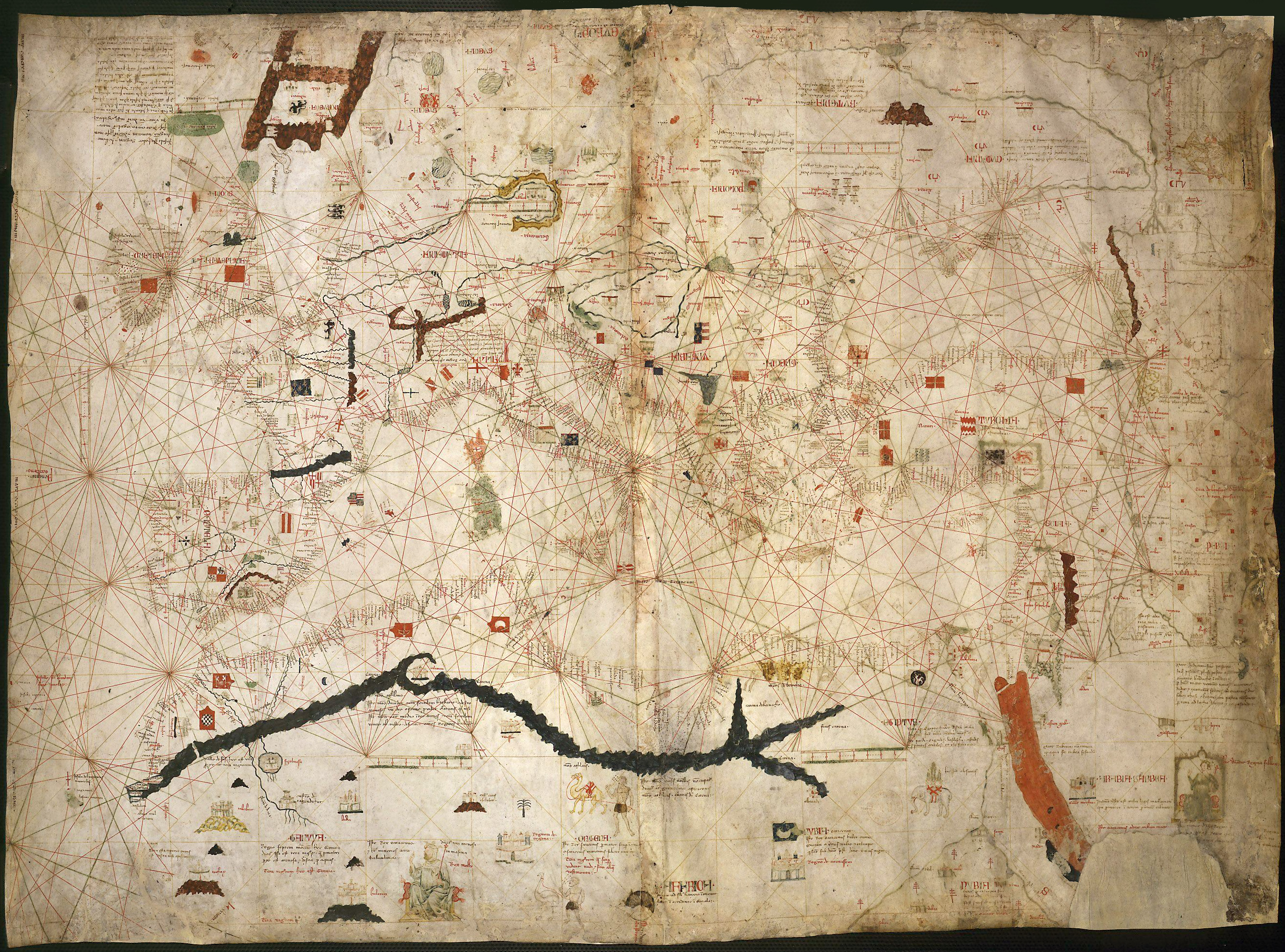
Angelino Dulcert (1339)
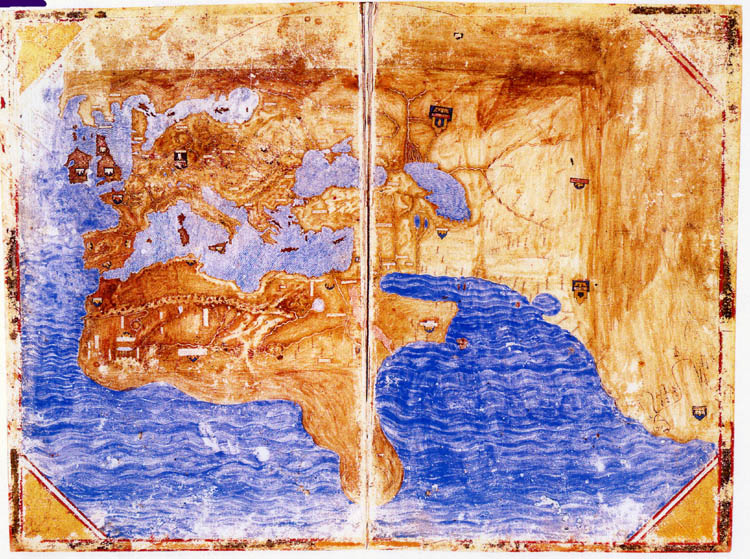
Portulan médicéen (Medici-Laurentian Atlas, 1351)
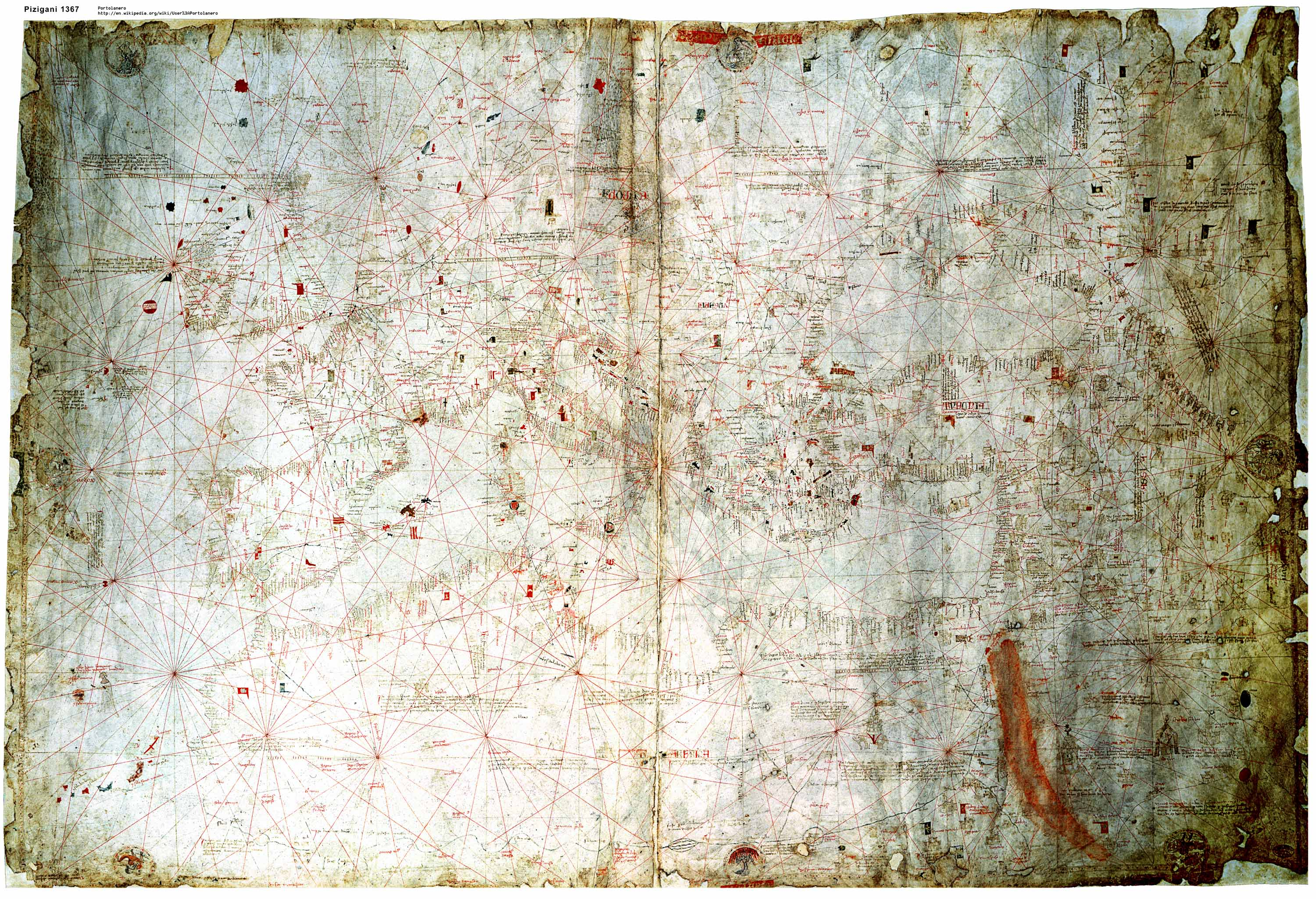
Domenico et Francesco Pizzigano (en) (1367)
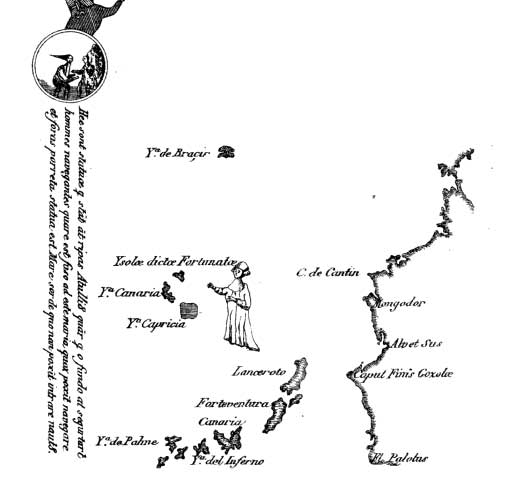
Domenico et Francesco Pizzigano (en) (1367, détail)
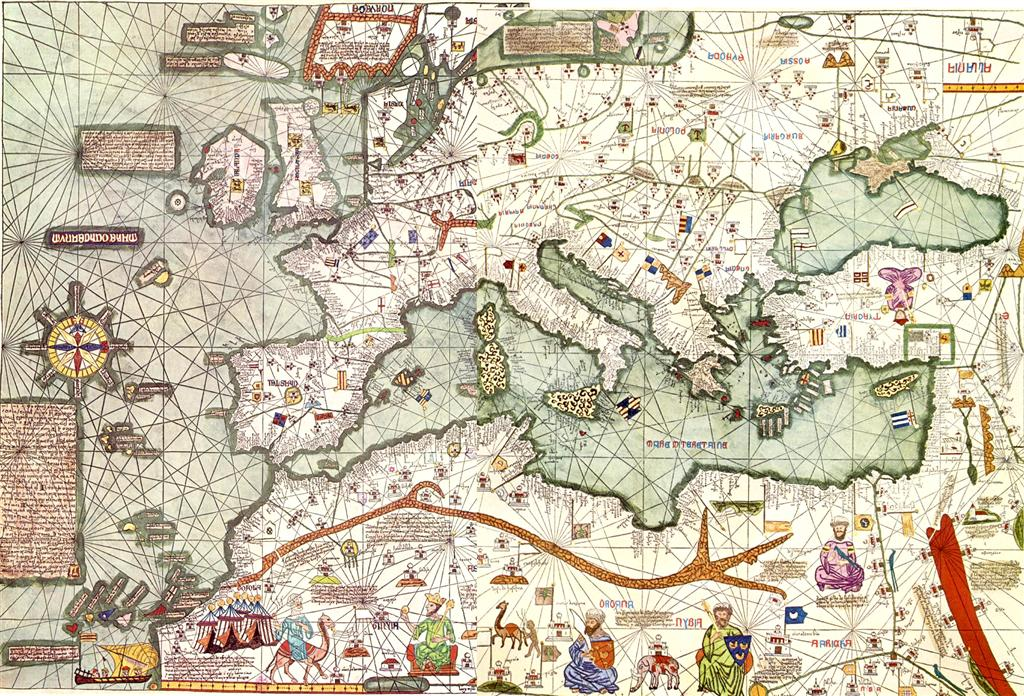
Atlas catalan (vers 1375)
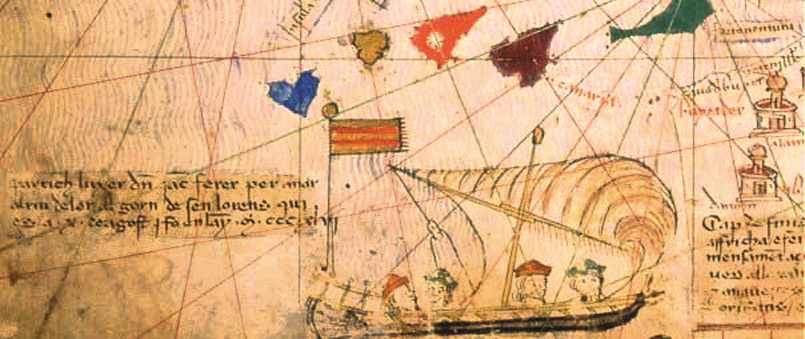
Abraham Cresques et/ou Jehuda Cresques (vers 1375)
Guillem Soler (vers 1380)
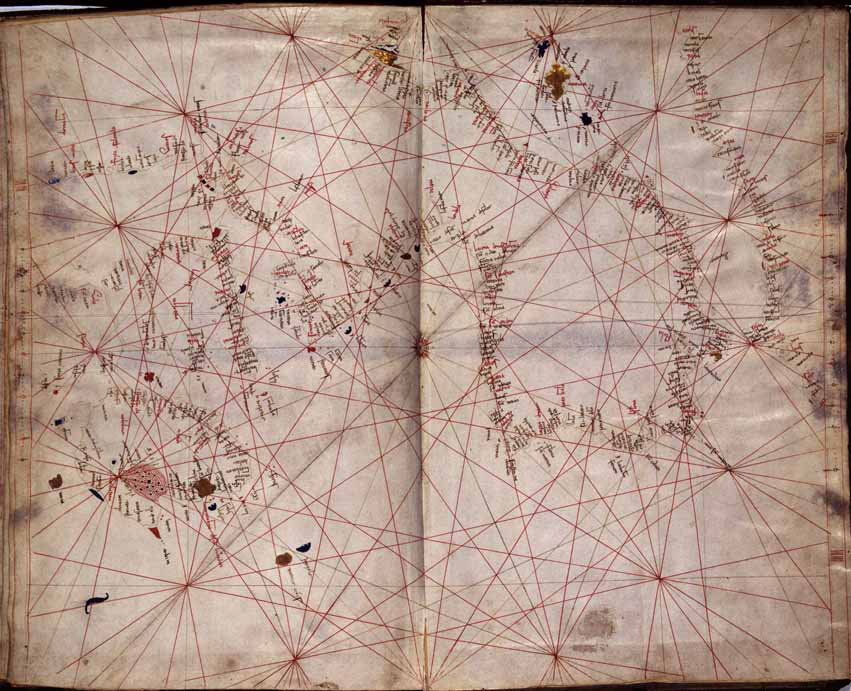
Atlas Corbitis (1384-1410)
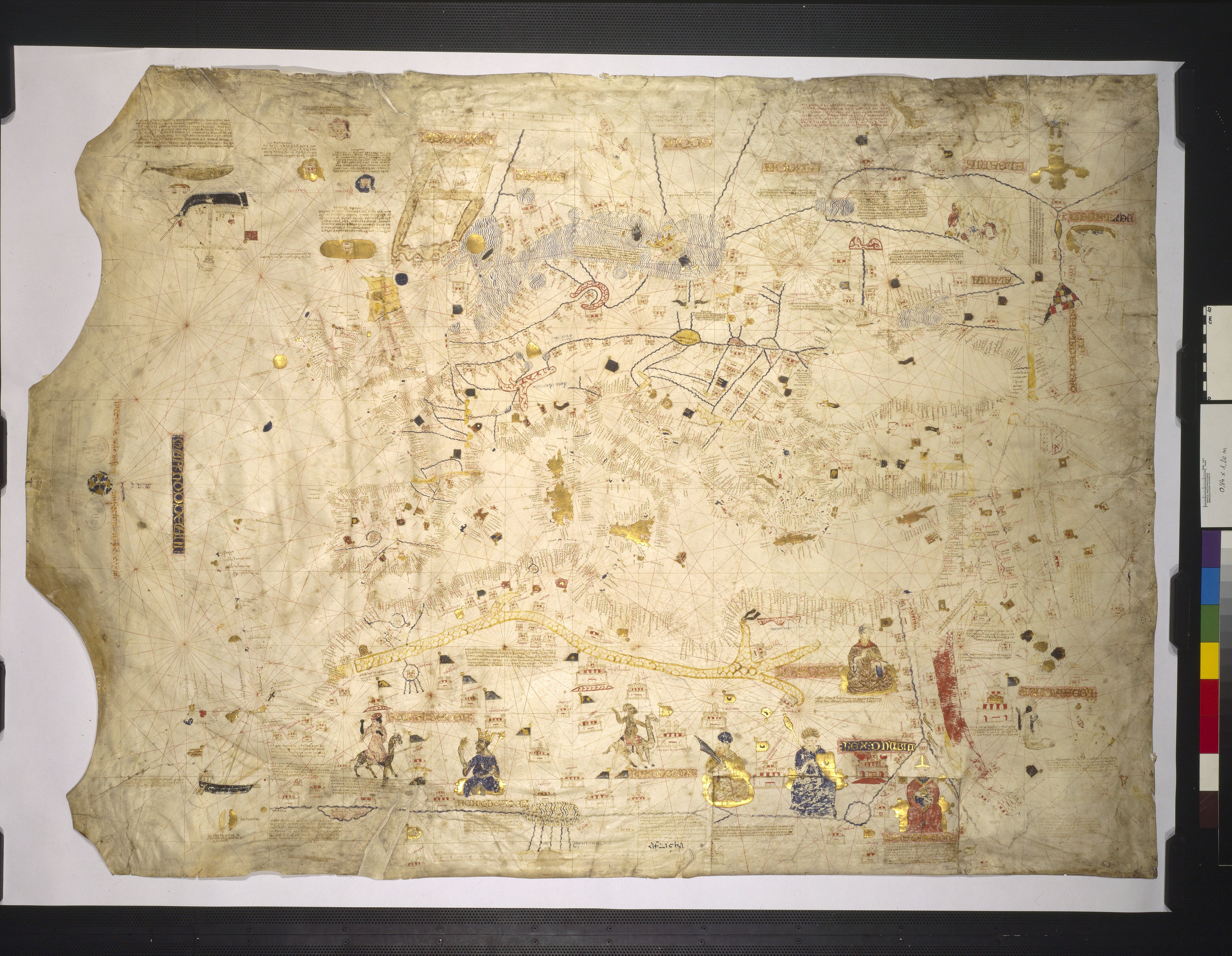
Mecia de Viladestes (pt) (1413)
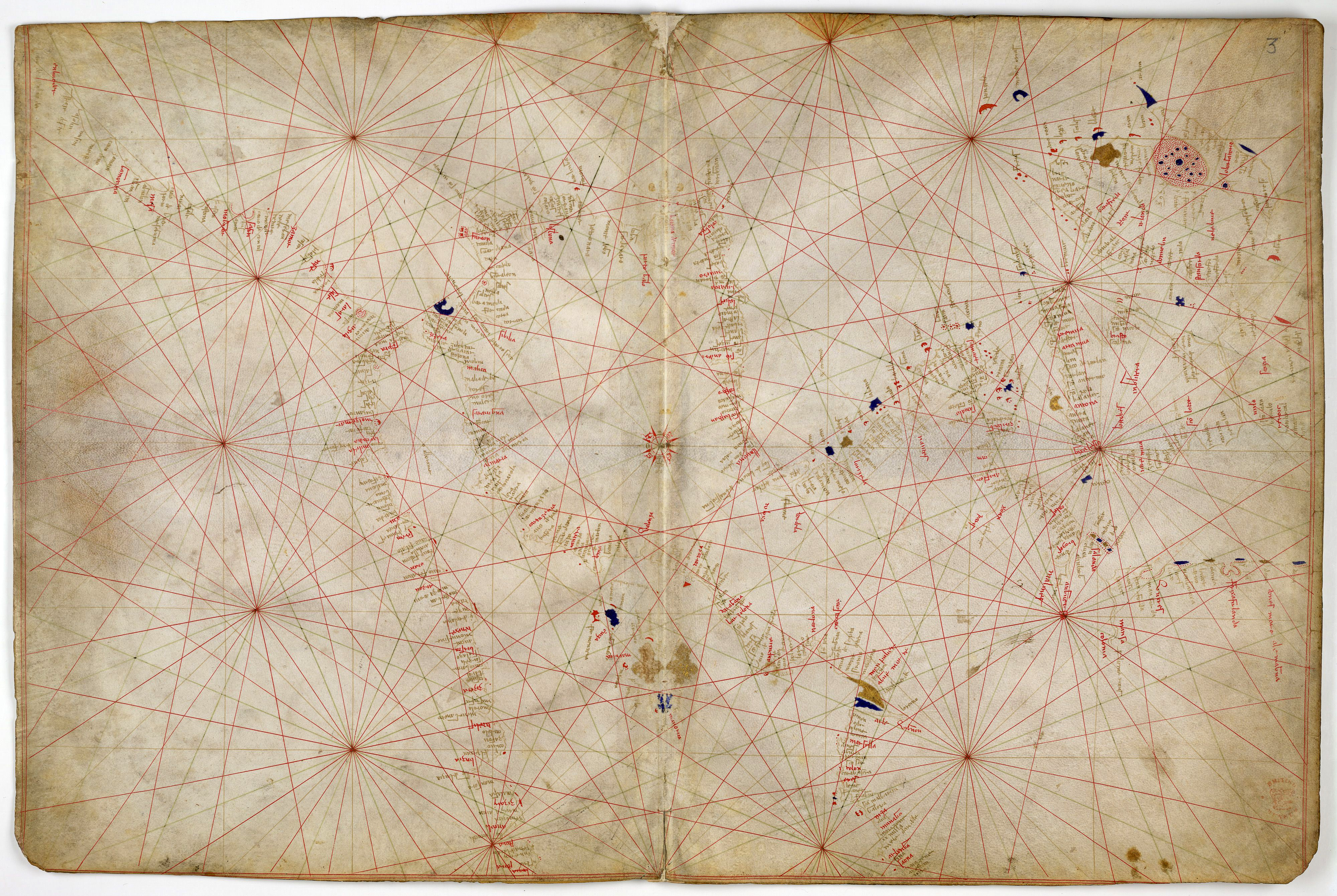
Atlas de Pinelli–Walckenaer (1400-1425)
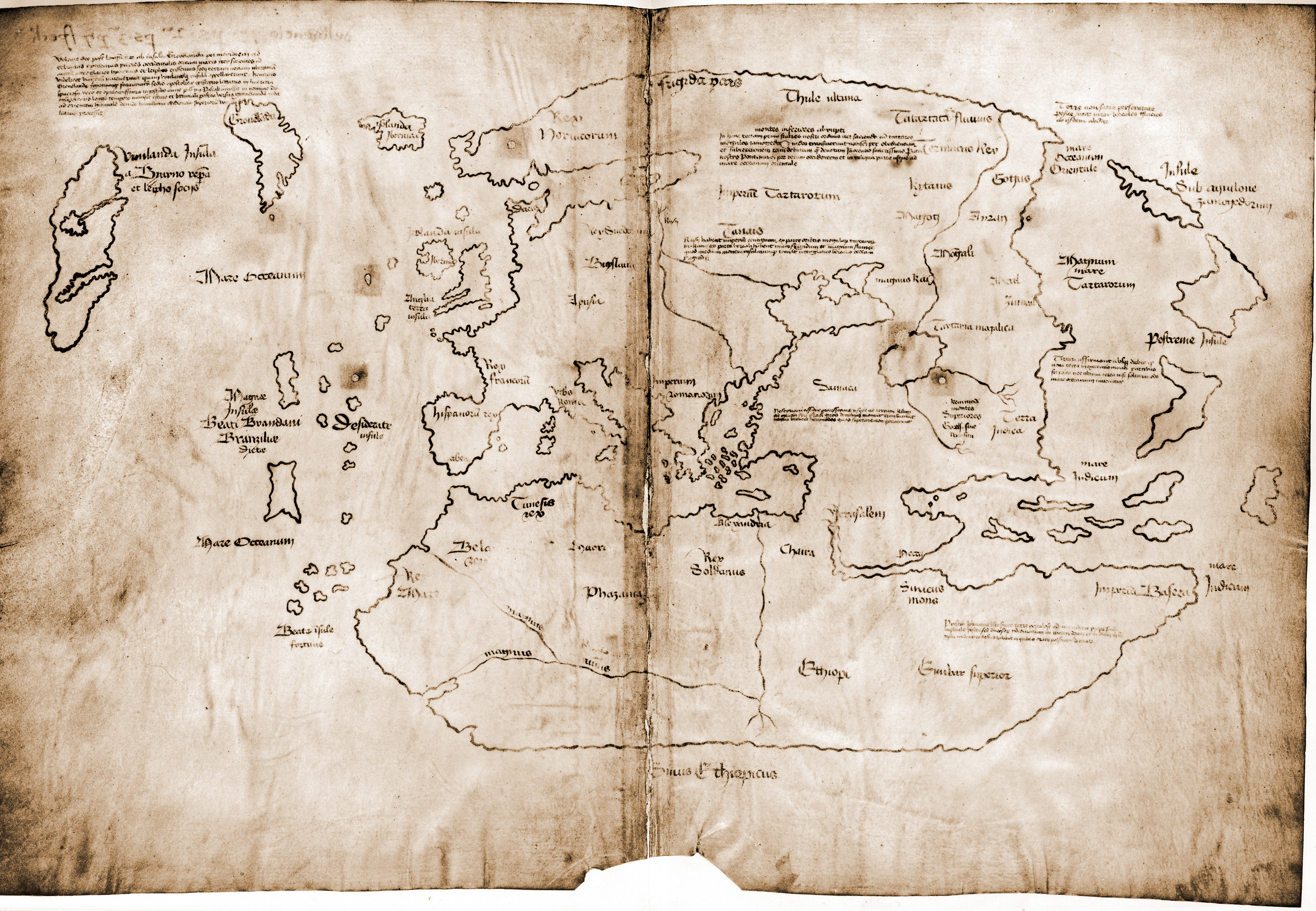
Carte du Vinland (1435 ?)
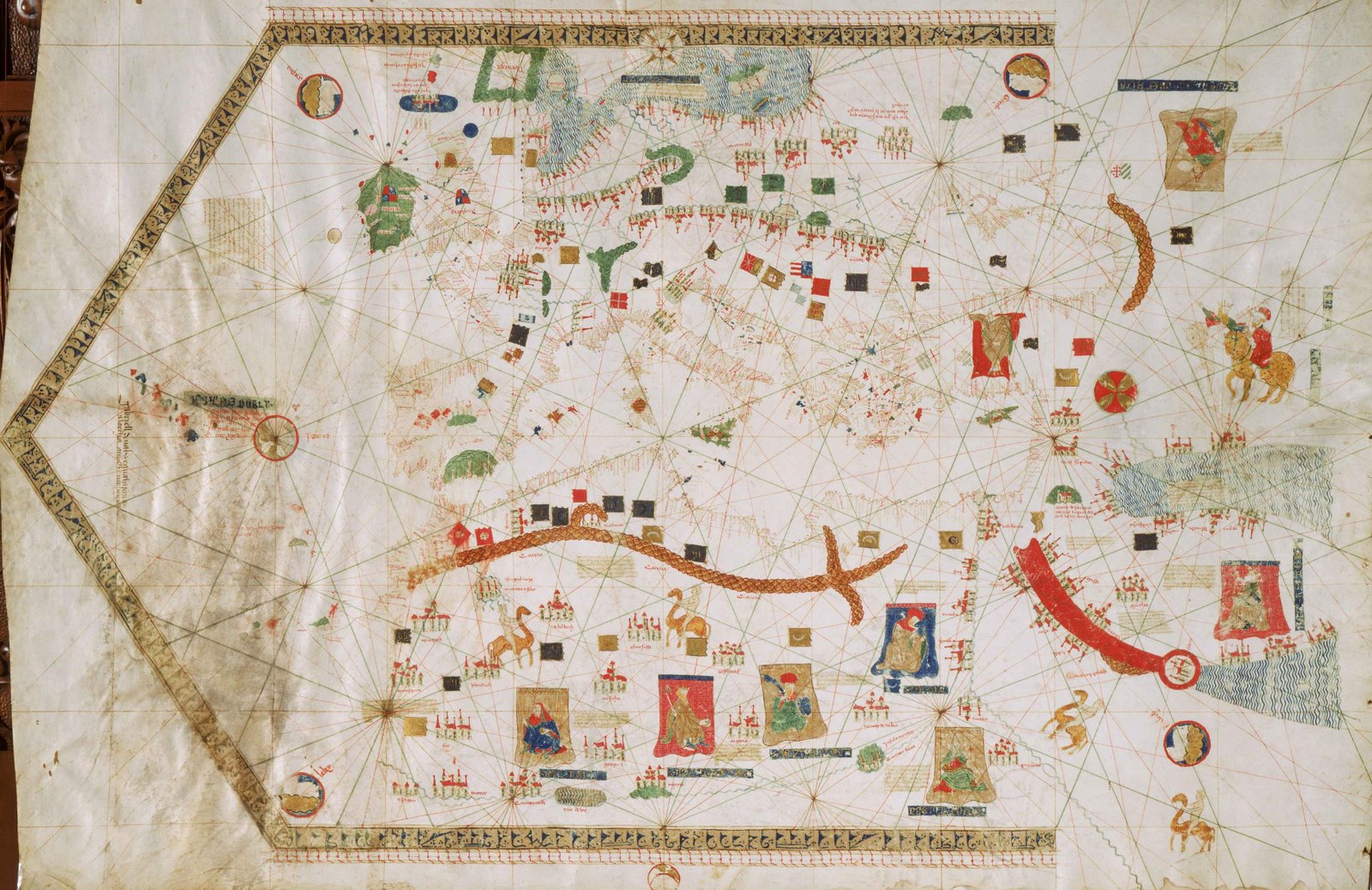
Gabriel de Vallseca (1439)
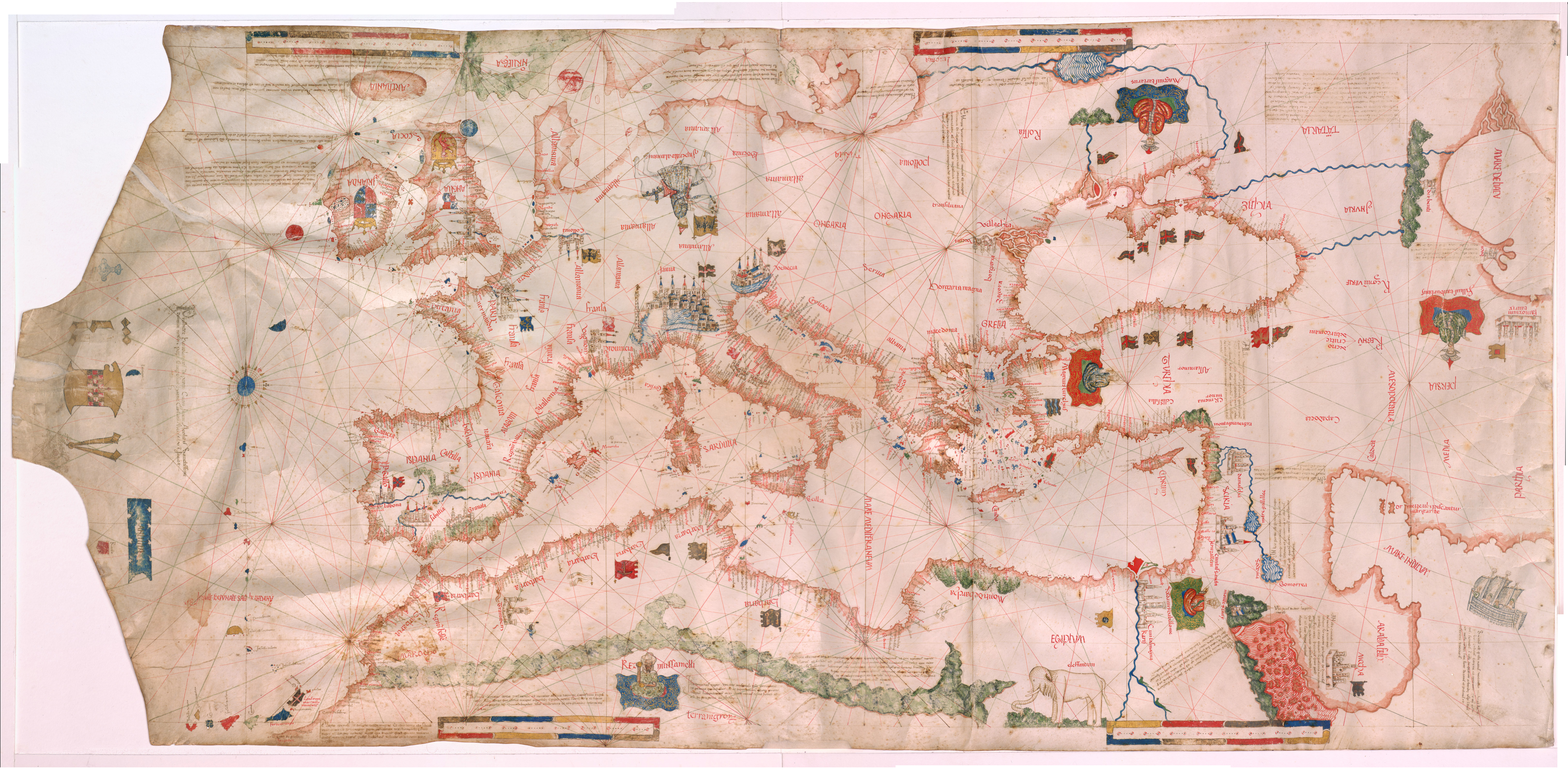
Bartolomeo Pareto (en) (1455)
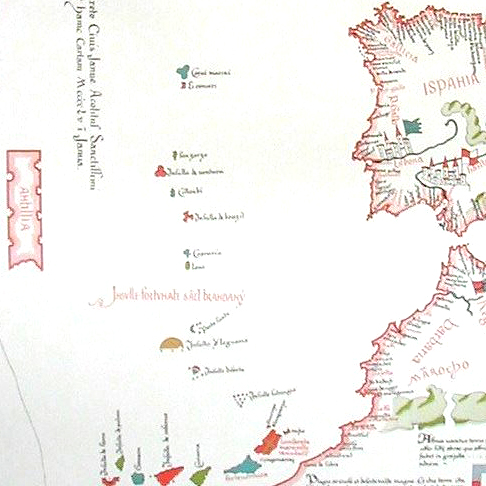
Bartolomeo Pareto (en) (1455, détail)
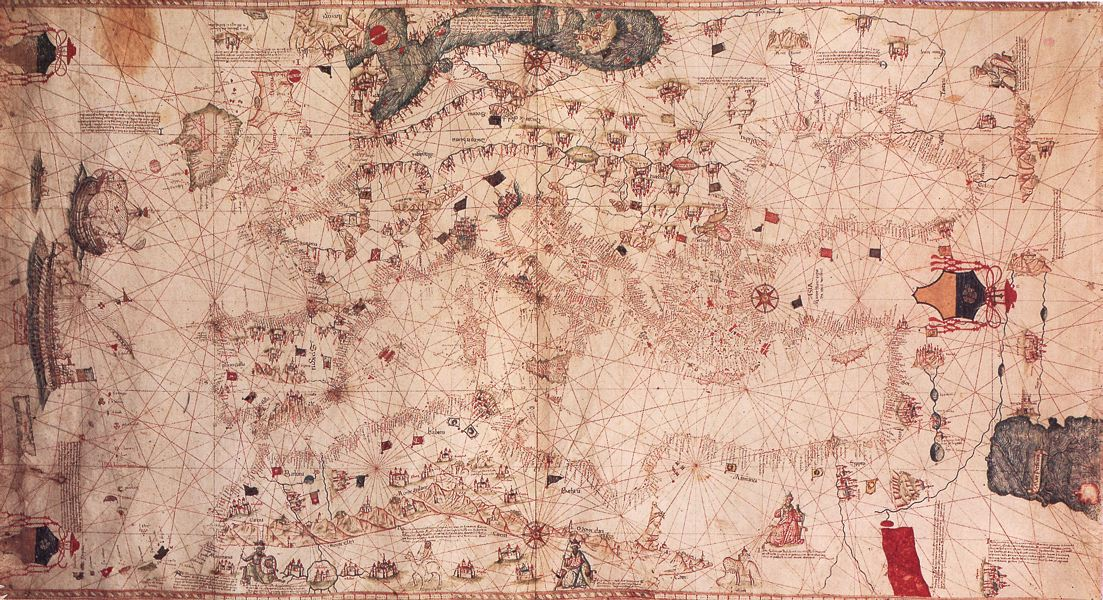
Grazioso Benincasa (1482)
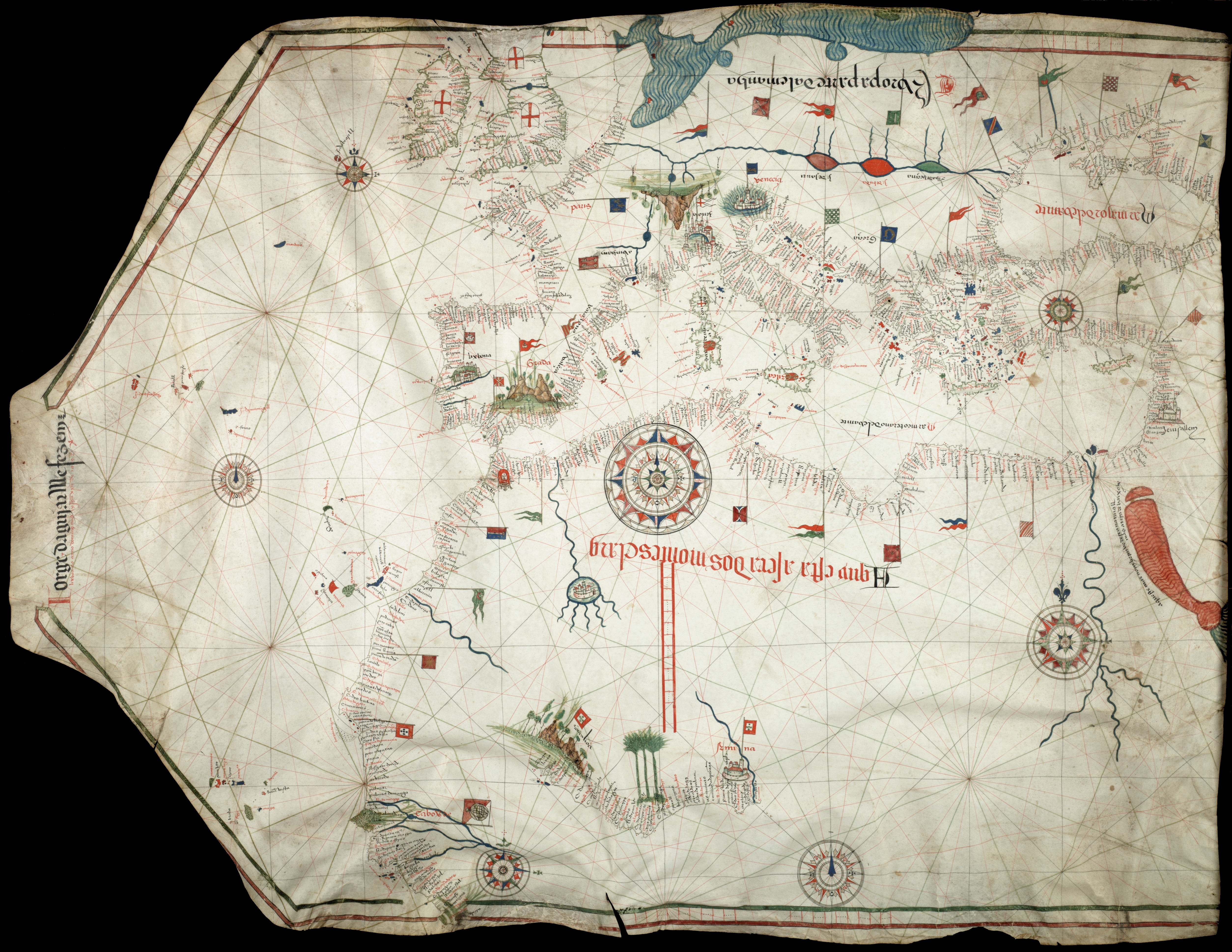
Jorge de Aguiar (1492)
Planisphère de Cantino (1502)
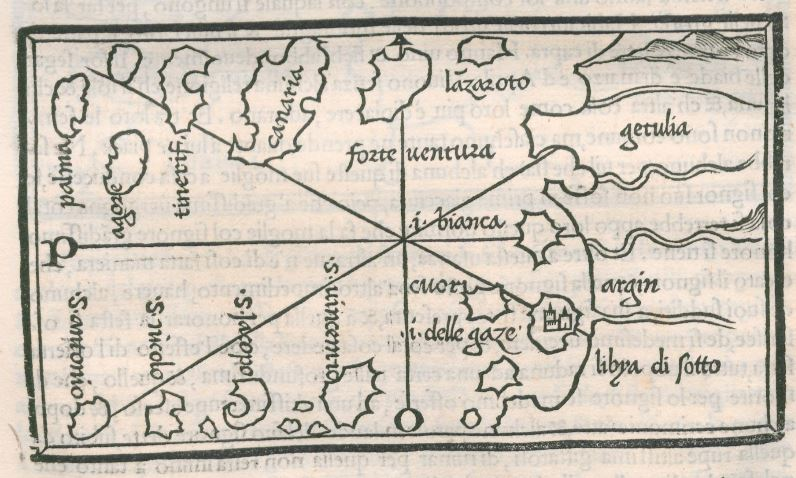
Benedetto Bordon, (1534)
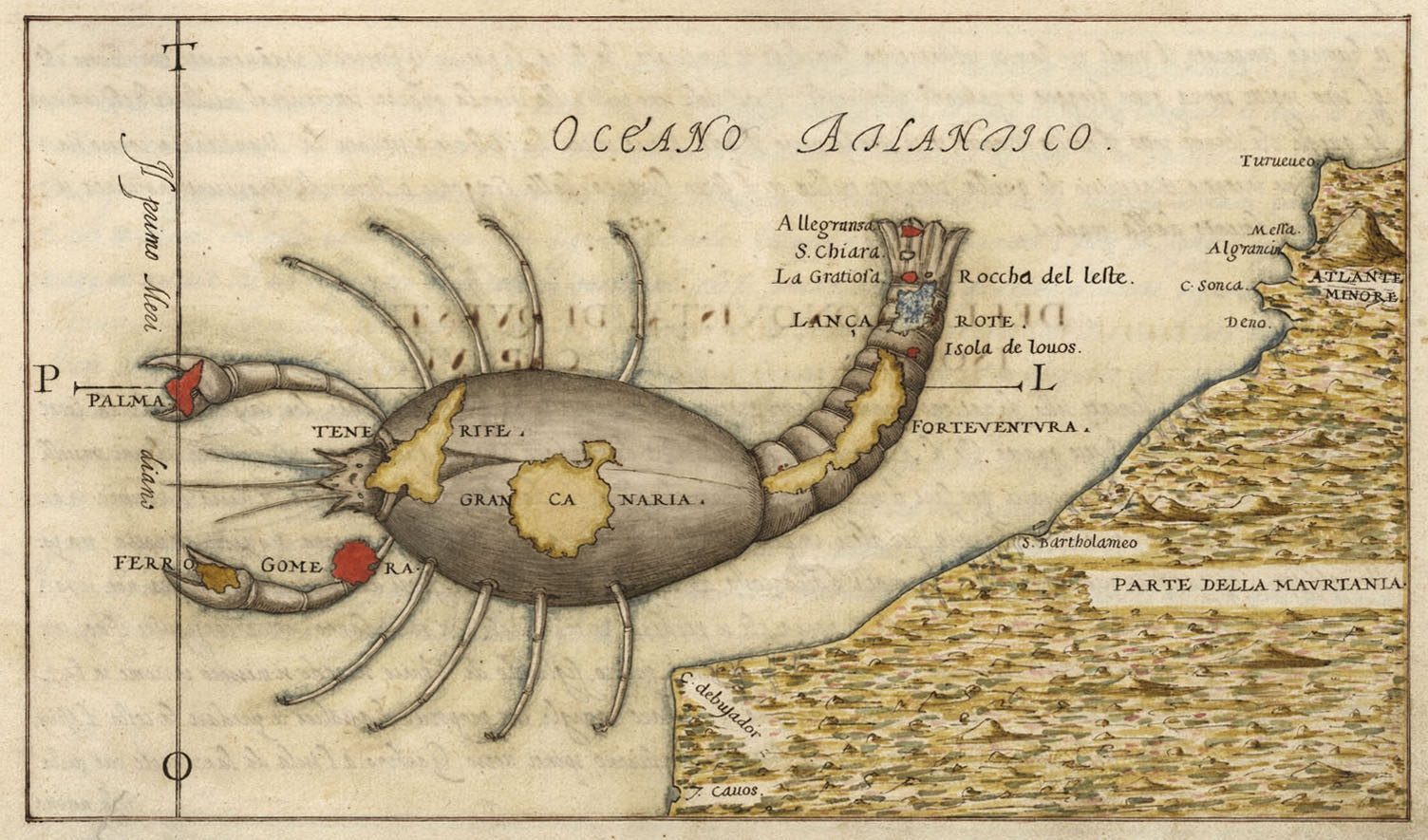
"Overo Fortunate" (1590)
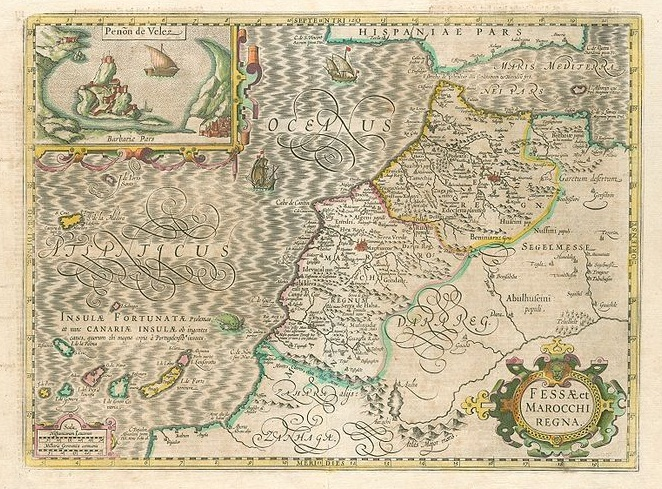
D'après Gérard Mercator (1512-1594) (1634)
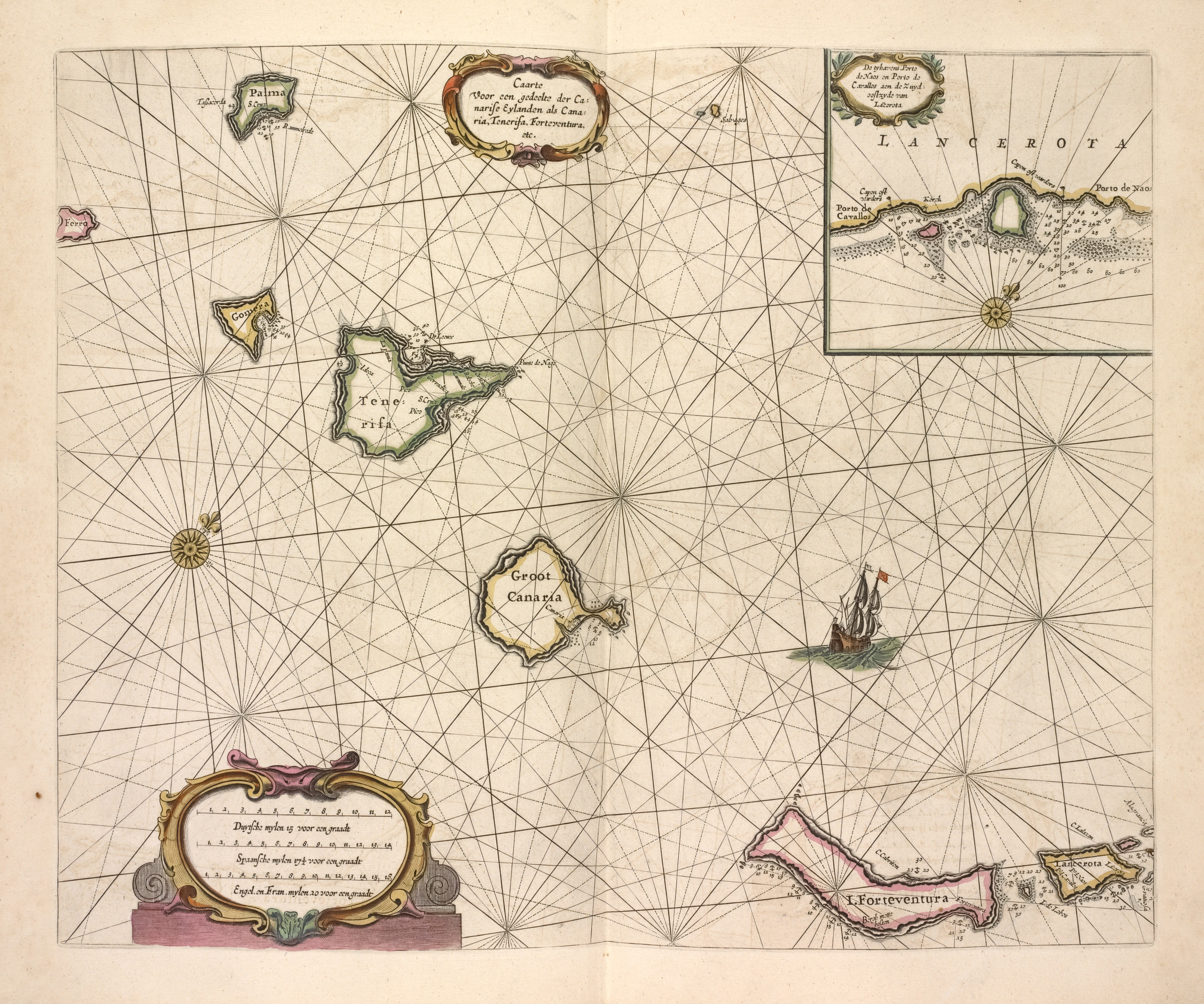
Pieter Goss (1672)
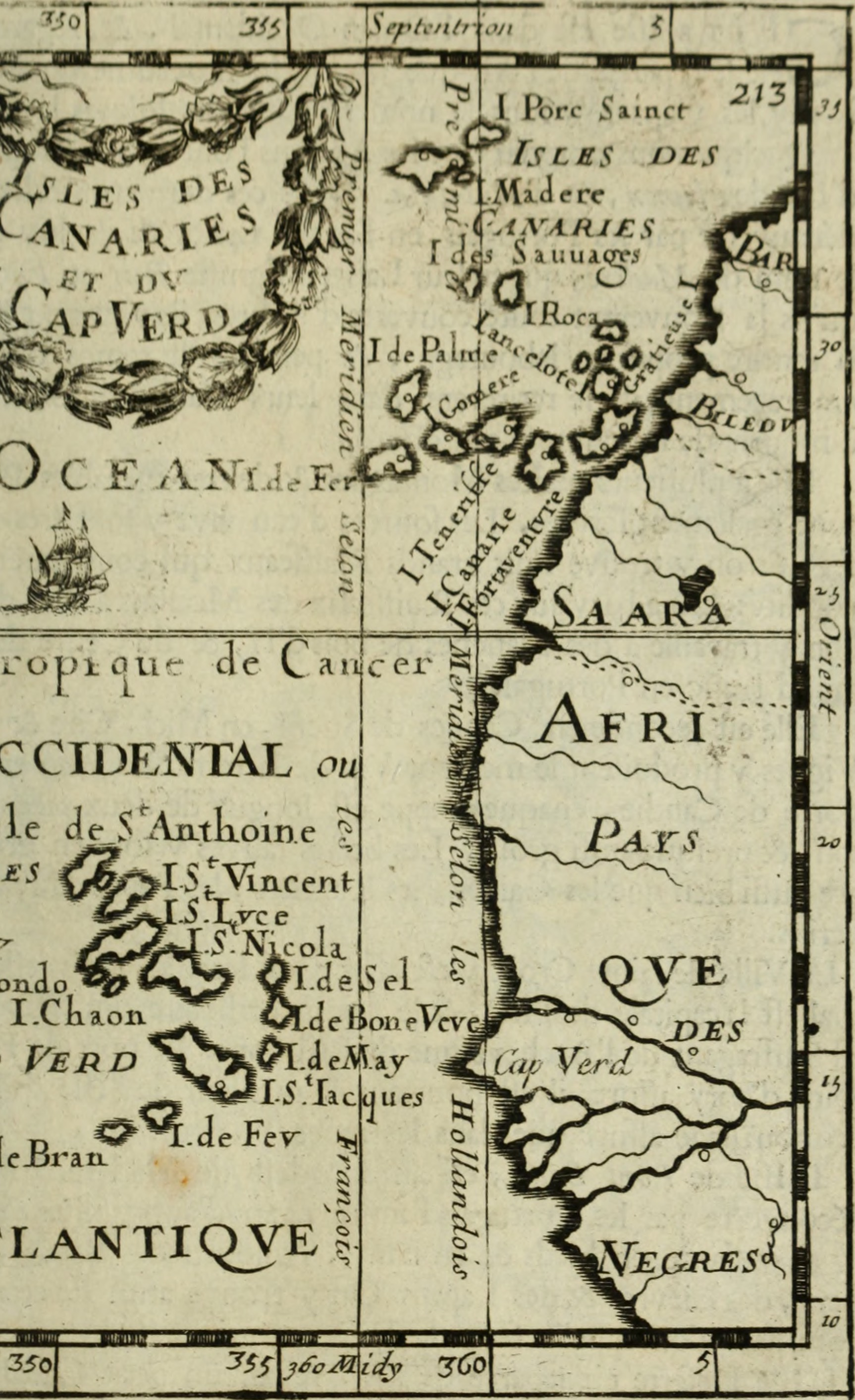
Alain Manesson Mallet (1683)
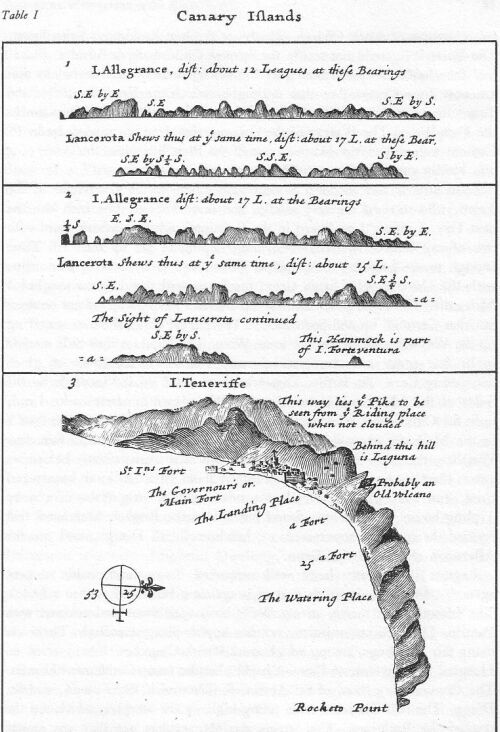
William Dampier (1699)
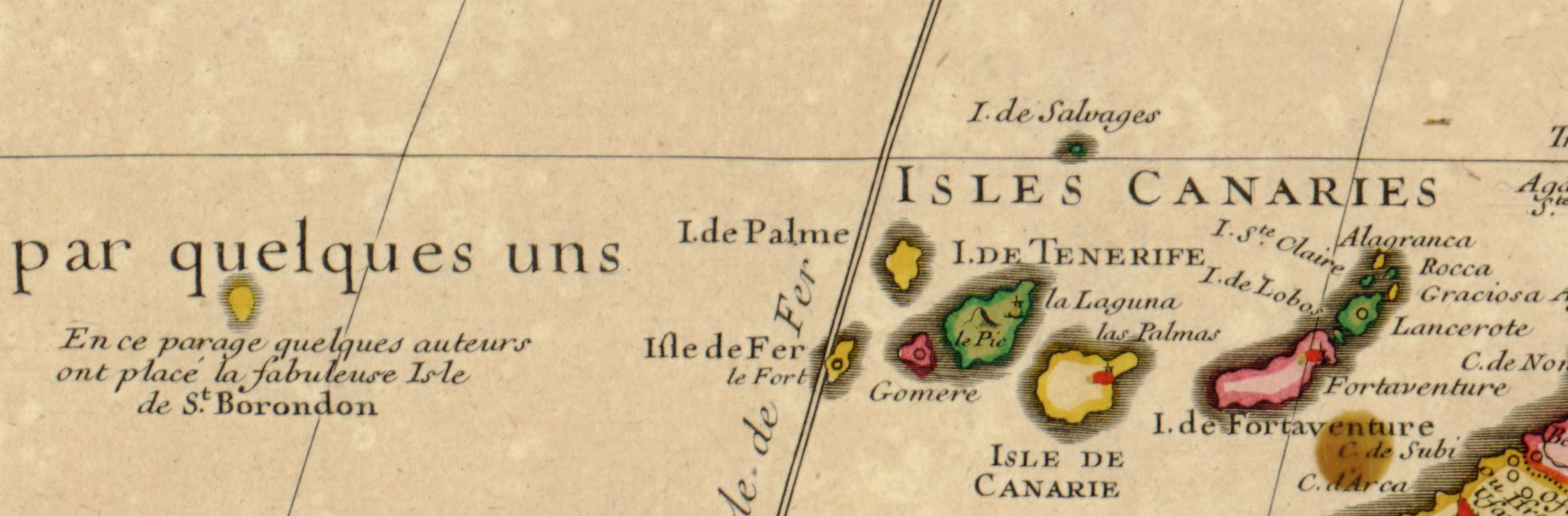
Guillaume Delisle (1707)
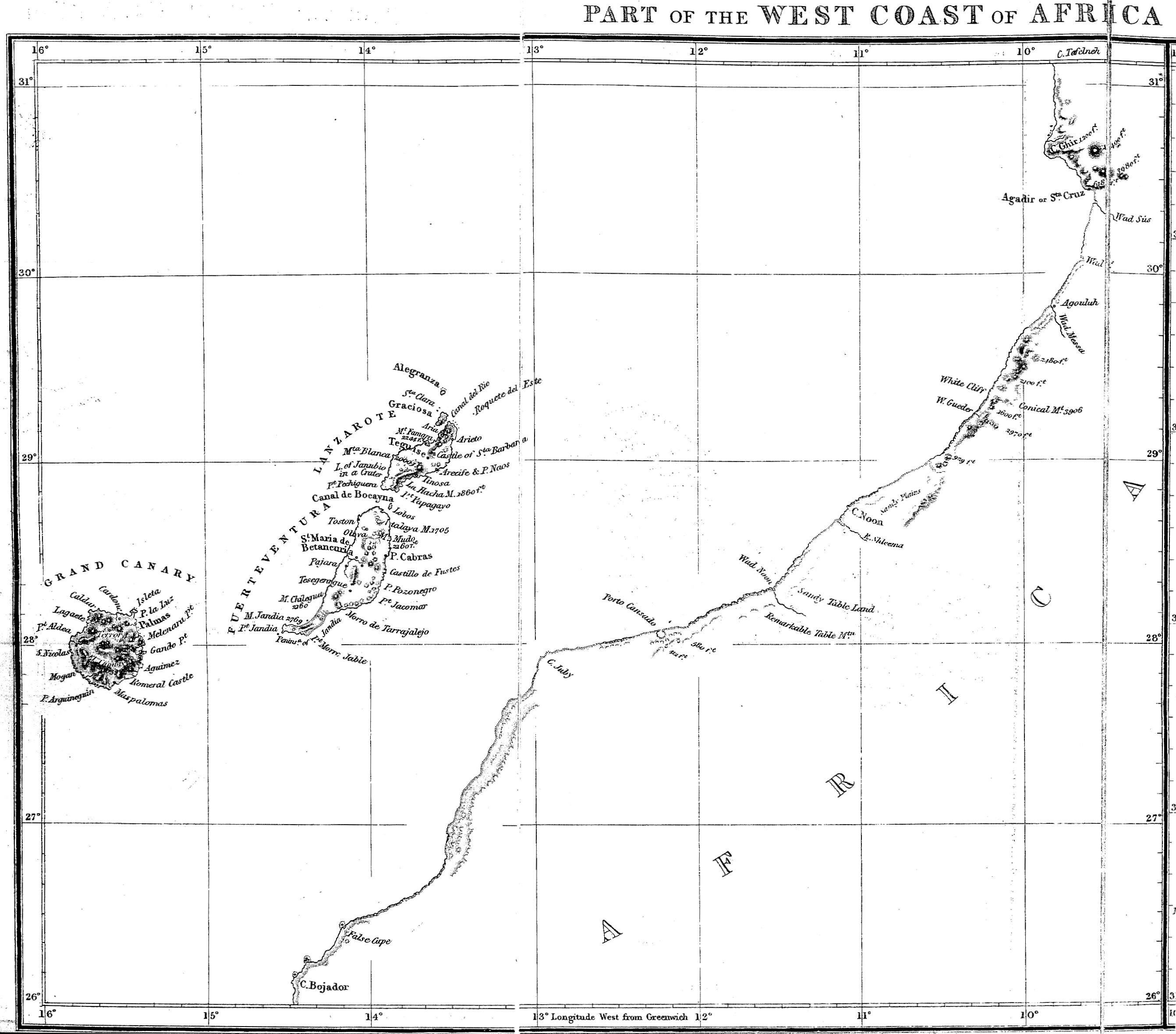
William Arlett (sans doute) (1835)

L'hypothèse de la circumnavigation chinoise (thèse pseudo-historique de 2002), avec ou sans exploration/découverte d'îles atlantiques s'appuie sur la personnalité de l'amiral chinois Zheng He (1371-1433) et surtout sur la carte Kangnido (1402, Corée) d'authenticité douteuse.
L'hypothèse d'exploration et/ou de découverte arabo-musulmane d'îles atlantiques ne s'appuie encore sur aucun document authentique de navigation.

## La conquête des Canaries auXVesiècle: de Jean de Béthencourt aux Rois catholiques
Le XVe siècle est marqué par l'intervention en 1402 de Jean de Béthencourt, un Français de Dieppe, agissant avec l'aval du roi de Castille, à qui il est lié par un contrat d'inféodation des terres qu'il pourrait conquérir aux Canaries ; ce contrat ne concerne que certaines îles, dites « îles de seigneurie », dont la conquête occupe plusieurs décennies.
À la fin du siècle, les Rois catholiques, la reine de Castille Isabelle Ire et le roi d'Aragon Ferdinand II, mariés en 1474, sont en guerre avec le roi de Portugal Alphonse V de 1475 à 1479 dans la guerre de Succession de Castille, qui s'achève par le traité d’Alcáçovas. C'est dans ce cadre qu'ils décident d'intervenir directement (conquista realenga, « conquête royale ») dans les autres îles, dites « îles royales », afin d'empêcher les Portugais de s'installer sur l'archipel.
Après la conquête, les îles Canaries sont les terres les plus à l'ouest sous le contrôle de la Castille, alors que les Portugais sont déjà présents aux Açores : elle servent donc d'ultime étape avant d'affronter la « mer Océane » lors du premier voyage transatlantique de Christophe Colomb (3 août 1492-15 mars 1493), qui le mène jusqu'aux îles de Cuba et d'Hispaniola.

### Contexte
La population guanche en 1400 est estimée à moins de 40 000 personnes (dont 30 000 à la Grande Canarie, et moins de 5 000 à La Palma).
Jusqu'à l'arrivée de Béthencourt, les îles sont un lieu de prédilection pour les chasseurs d'esclaves de tous les horizons qui les capturent afin de les revendre aux seigneurs d'Afrique du Nord[pas clair].
La bulle pontificale Sicut dudum (1435) du pape Eugène IV condamne l'esclavage pratiqué sur les indigènes des îles Canaries, les Guanches, baptisés ou non, sous peine d'excommunication. Ce premier jalon doctrinal contre l'esclavage semble avoir eu fort peu de conséquences aux Canaries. En 1441, le franciscain espagnol Didakus Diego d'Alcalá (Didakus, 1400-1463), missionnaire à Fuerteventura, (ré)organise l'évangélisation des Guanches.
Catastrophes naturelles : Le volcan Teide, vers La Orotava (Ténérife), entre en éruption en 1430, de mémoire guanche[pas clair] ; une éruption aurait eu lieu vers Boca Cangrejo (près de El Rosario (Tenerife)) en 1492 (signalée par Christophe Colomb).

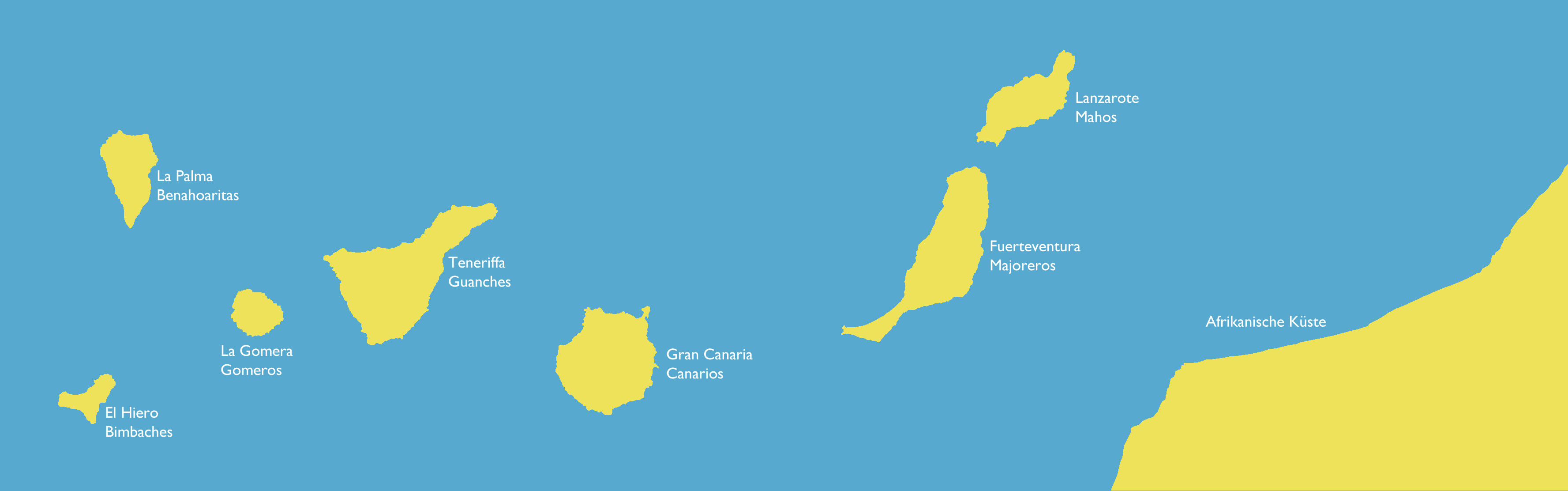
Désignations des habitants des îles Canaries
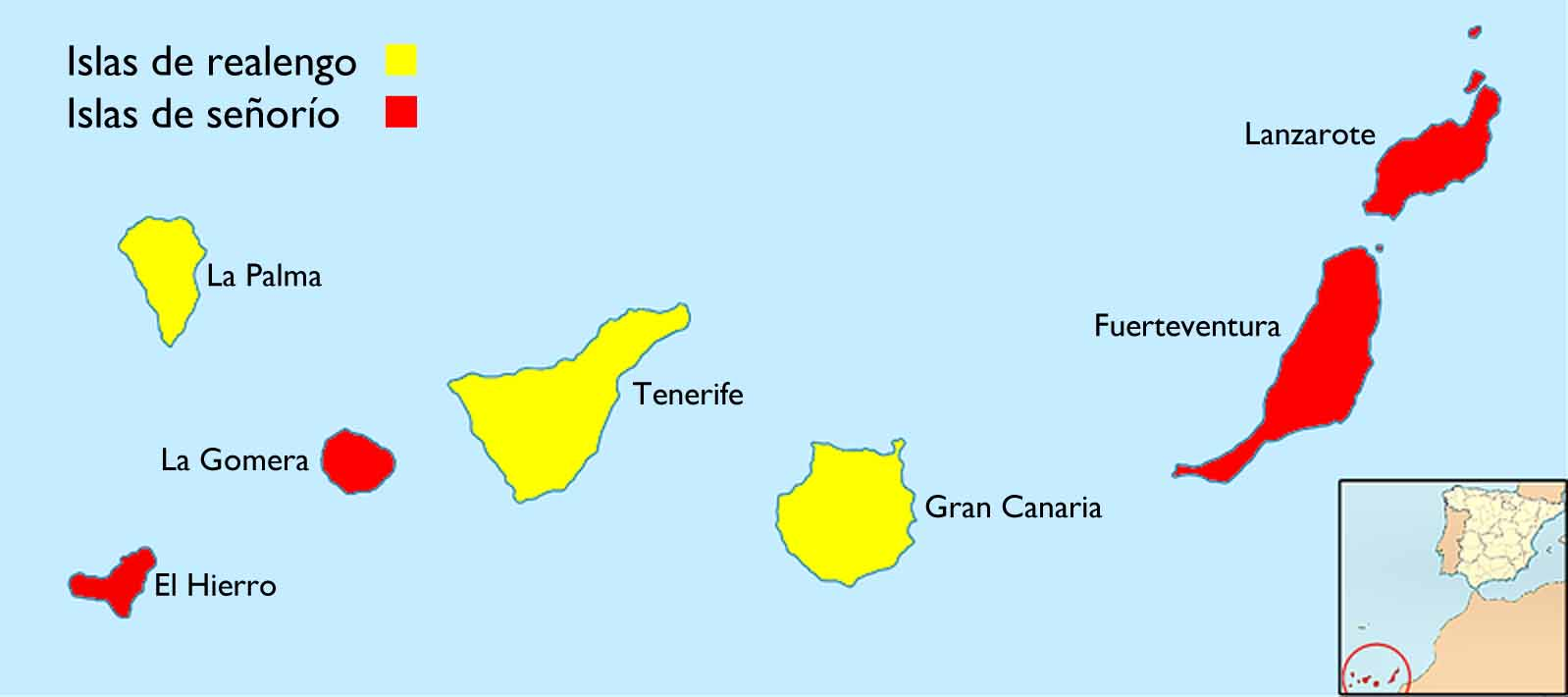
Îles du domaine royal (jaune) et îles de seigneurie (rouge)
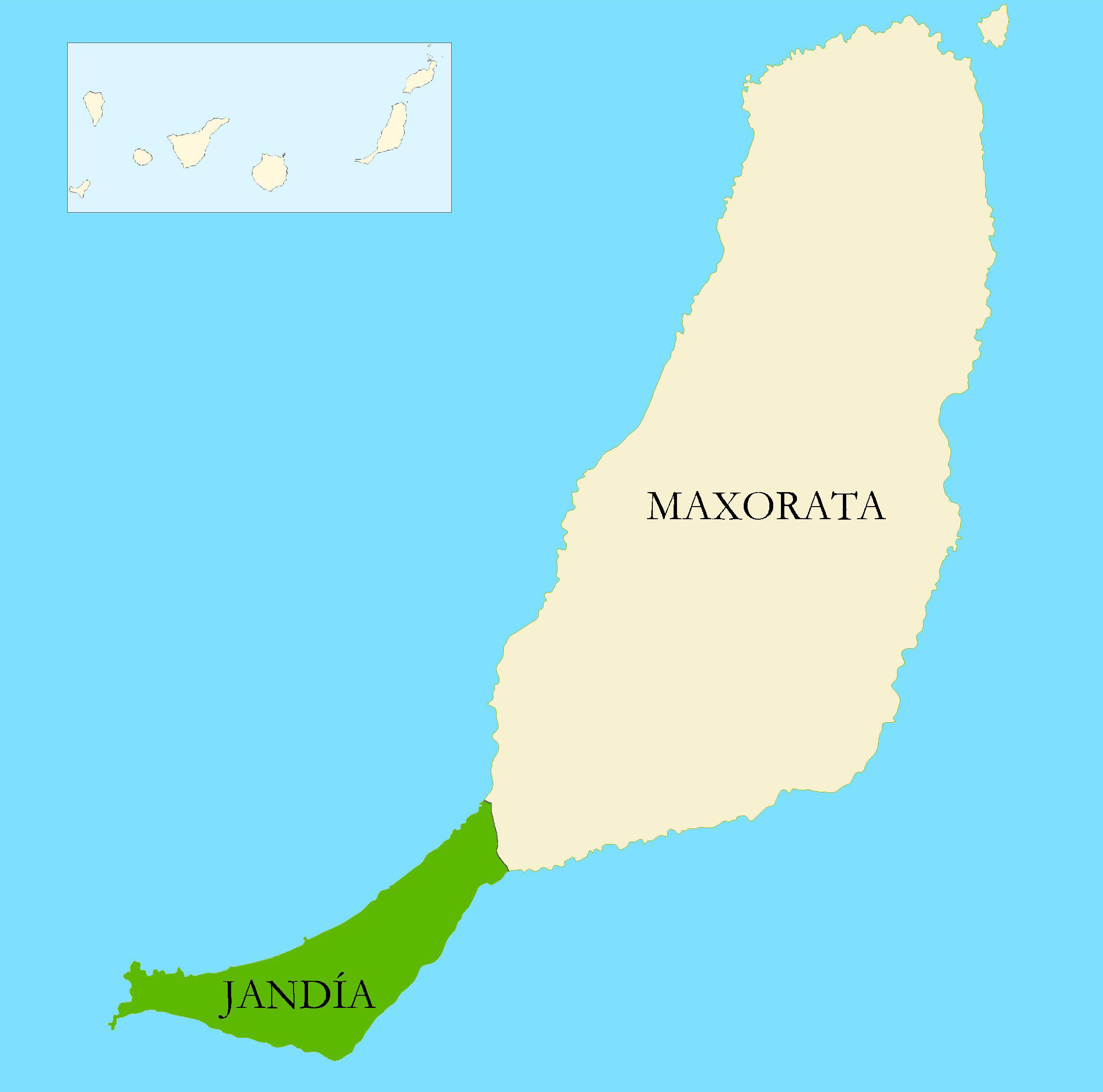
Fuerteventura : répartition majo
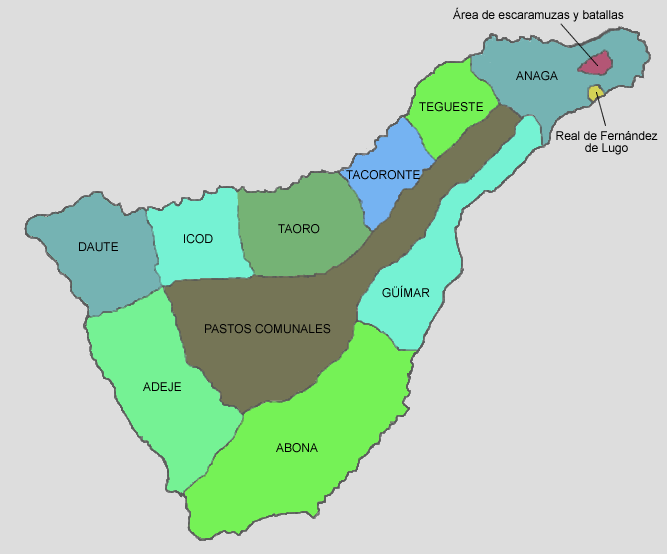
Tenerife : répartition guanche
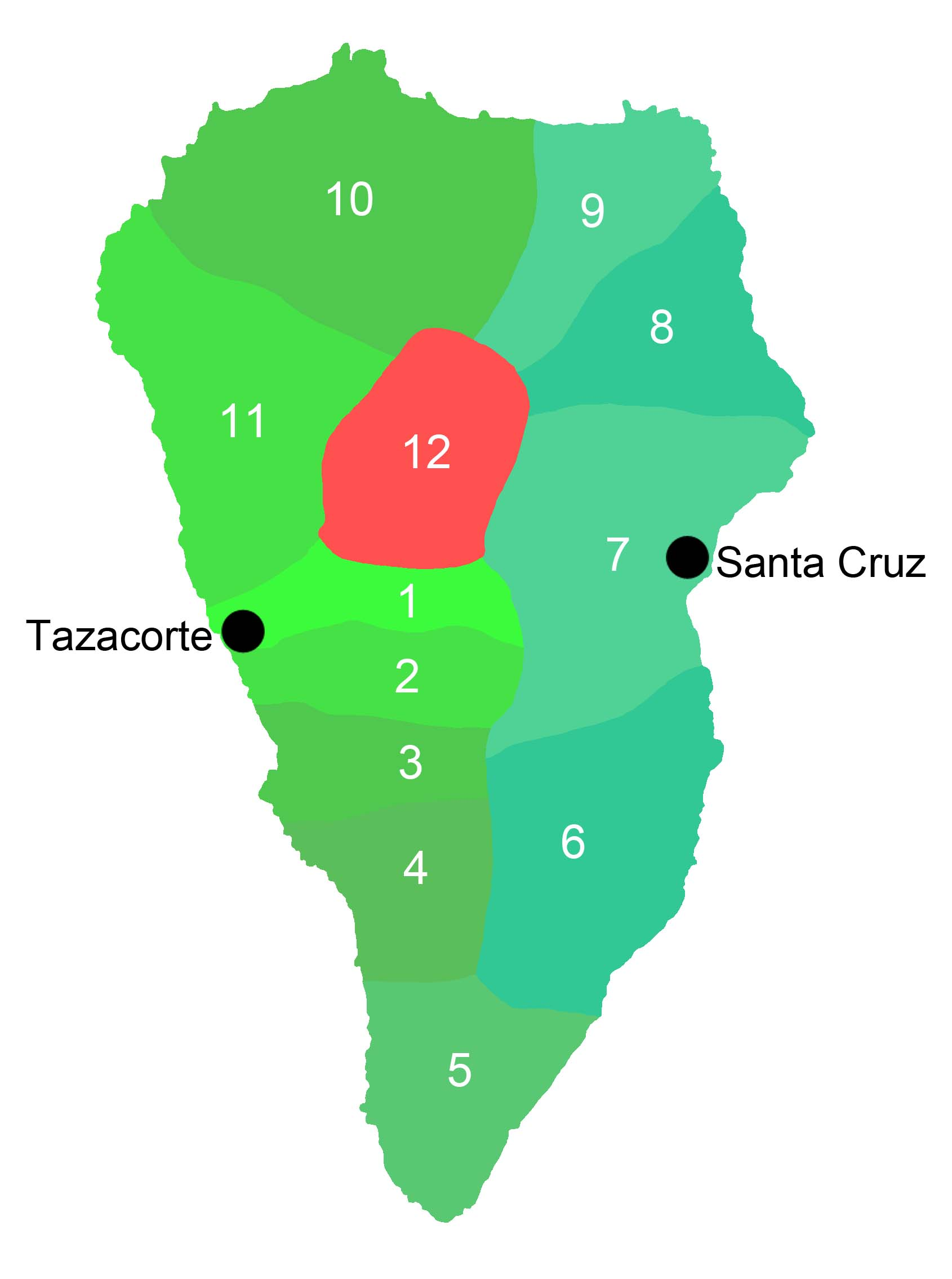
La Palma : répartition benhaorita

### Jean de Béthencourt
Jean de Béthencourt, (1362-1425) est un baron[réf. nécessaire] normand dans le pays de Caux, à Grainville-la-Teinturière. Les tisserands de cette localité tirent leur fortune d'un colorant issu d'un lichen (l'orseille Roccella tinctoria). Ce lichen, très présent sur les îles Canaries, y est utilisé depuis les temps les plus reculés pour teindre la laine d'une couleur pourpre. Jean de Béthencourt a donc aussi des visées lucratives dans la conquête des îles Canaries.
Jean de Béthencourt arrive en 1402 aux Canaries, accompagné d'émigrants français. Le récit de cette intervention est consigné dans une chronique rédigée par deux chapelains à son service, Jean Le Verrier et Pierre Boutier.
Béthencourt, dont l'objectif annoncé est la christianisation des îles, cherche à s'établir à Lanzarote, puis à Fuerteventura et à El Hierro, mais n'envisage pas d'aborder les autres îles, plus peuplées et dont les habitants sont réputés être de farouches guerriers.
Il est reconnu « roi des Canaries »[Quand ?] par Henri III de Castille (1379-1406), qui règne à partir de 1390.

### Îles seigneuriales et îles royales
Le « royaume des îles Canaries (en) » (1404-1448), est en réalité une seigneurie féodale vassale de la Couronne de Castille : le postulant, conquérant potentiel, est fait vassal du roi de Castille, qui se prétend possesseur du fief, pour devenir seigneur d'un ou de plusieurs territoires, qu'il doit ensuite tenter de contrôler dans la pratique. Il ne s'agit généralement pas d'une conquête militaire, au pire d'une série d'escarmouches, parce que le rapport de force entre les conquérants et les indigènes est assez équilibré sur ces îles, à cette époque. La soumission des peuples indigènes à la domination de la Couronne de Castille se produit surtout grâce à des contrats partiellement extorqués, sorte de traités inégaux.
L'exercice effectif des droits de domination tels que les recettes fiscales et la juridiction ne peut souvent s'appliquer qu'après un certain temps. Il en est de même pour la christianisation associée à la soumission. Même lorsque les habitants d'une île se font baptiser, ils demeurent souvent longtemps éloignés d'un mode de vie chrétien, notamment par manque d'information.
Au cours des premières années, le pouvoir des seigneurs ou de leurs gouverneurs se limite dans de nombreux cas au groupe de colons européens et aux zones situées à proximité des fortifications et des ports. Les "messieurs" sont responsables de l'amélioration des infrastructures, ils sont "patrons" de toutes les églises paroissiales et sont censés défendre les îles contre les attaques de l'extérieur. Bientôt, ils perçoivent les droits et taxes pour le roi, occupent les postes dans les administrations nouvellement créées et dans les tribunaux.
En revanche, la conquête des îles de Royauté (es) (Islas de Realengo, décrétées de droit royal castillan : Grande Canarie, La Palma, Tenerife) se déroule avec davantage d'efforts militaires, sous le commandement de chefs de troupes réputés à carrière militaire respectable, chargés de la conquête par reddition, responsables de toute l'organisation militaire et économique. Leur objectif n'est pas l'acquisition d'un domaine en tant que propriété personnelle (en fief), mais le gain matériel direct de l'action, par la soumission inconditionnelle. Puis ils deviennent des fonctionnaires de la couronne, parfois avec des charges héréditaires : les seigneurs de ces îles sont alors uniquement les rois de Castille.

### La conquête des îles de Seigneurie (1402-1475)
La conquête des îles de Seigneurie (es) (Islas de Señorío, décrétées de droit seigneurial : Lanzarote, Fuerteventura, El Hierro et La Gomera) occupe presque les trois quarts du siècle.
L'expédition de Jean de Béthencourt et de Gadifer de La Salle (1340-1415) débute en 1402 en tant qu'entreprise privée des deux initiateurs égaux, après avoir ensemble participé en 1390 à une expédition franco-génoise, dirigée par Louis II de Bourbon, contre la piraterie des barbaresques (contre les chrétiens) en faisant le siège de Mahdia (Tunisie). Par la bulle "Apostolatus officium" du 22 janvier 1403, « Iohannis de Betencourt et Gadiferi de Sala » sont nommés chefs de mission. Au départ, sans approbation, ni ordre ni soutien du roi de France ou de Castille.
Leurs troupes commencent à conquérir Lanzarote, Fuerteventura et El Hierro.
Un important contingent d'origine berbère est amené sur l'île de Lanzarote pour la repeupler.
S'apercevant, au premier séjour dans les îles, de l'insuffisance de leurs propres moyens pour atteindre leurs objectifs, Jean de Béthencourt revient fin octobre 1402 en Castille, pour obtenir le soutien nécessaire du roi Henri III de Castille (1379-1406).
Béthencourt reçoit l'aide de son parent Robert de Bracquemont (?-1419, "Robín de Bracamonte"), alors ambassadeur du roi de France à la cour de Castille, facilitant l'obtention d'un ordre du roi Henri III de Castille le 28 novembre 1403, qui charge le seigneur "Diego Hurtado de Mendoza" d'accepter l'hommage féodal de "Juan IV de Bethencourt". Par ce serment féodal, Béthencourt reconnaît le roi castillan comme suzerain des îles Canaries, et en est également désigné le vassal. Béthencourt bénéficie ainsi de la protection de son entreprise vis-à-vis d'autres entreprises ayant les mêmes objectifs. En outre, les exportations et les importations à destination et en provenance des îles Canaries sont désormais traitées comme des mouvements de marchandises à l'intérieur des pays de la Couronne de Castille. Il reçoit également un certain nombre de privilèges économiques et juridiques dans son fief, dont la perception des impôts et monopoles commerciaux. En outre, Henri III soutient l'entreprise avec une subvention de 20 000 maravedís.
Un autre soutien obtenu par Béthencourt, grâce à l'intermédiaire de son parent, est la reconnaissance de l'entreprise comme croisade par Benoît XIII (antipape à Avignon), en janvier 1403, avec indulgence pour les dons faits pour la conversion des indigènes des îles Canaries. Le 7 juillet 1404, le pape établit le diocèse de San Marcial del Rubicónun diocèse pour les îles Canaries avec son siège à Rubicón (Lanzarote).
Parmi les successeurs en tant que "señor de las islas de Canaria", Seigneur des îles Canaries, titulaire de la seigneurie féodale vassale de la Couronne de Castille :
- Maciot de Béthencourt (1385-1454),
- Enrique de Guzmán (1391-1436) (es),
- Hernán Peraza el Viejo (es) (1390-1452),
- Diego de Herrera (es) (1417-1485),
- Guillén Peraza (es) (Guillén de las Casas el Mozo, 1424-1503),
- Inés Peraza (1424-1503).

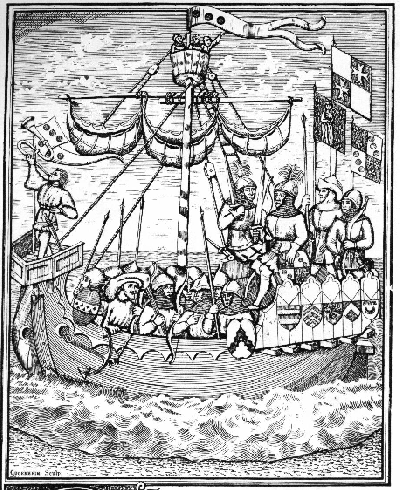
Béthencourt et Gadifer en 1402
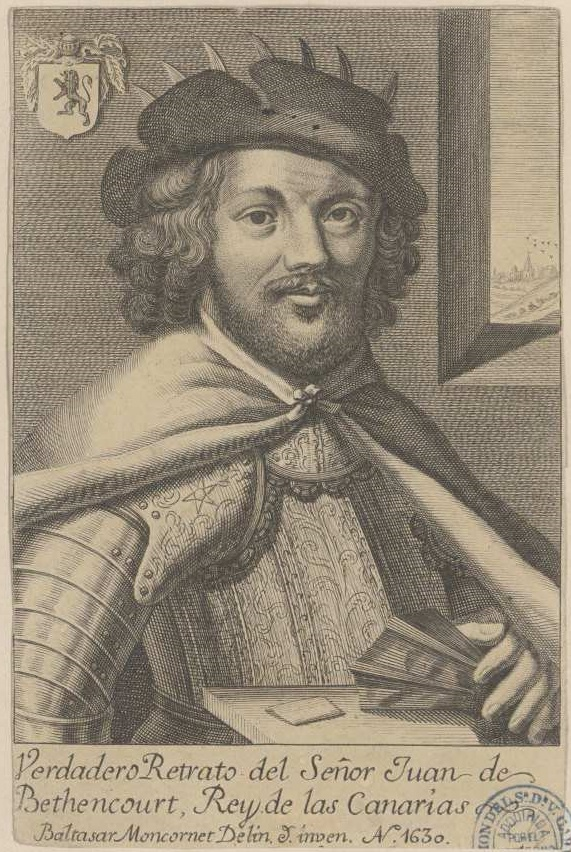
Jean IV de Béthencourt
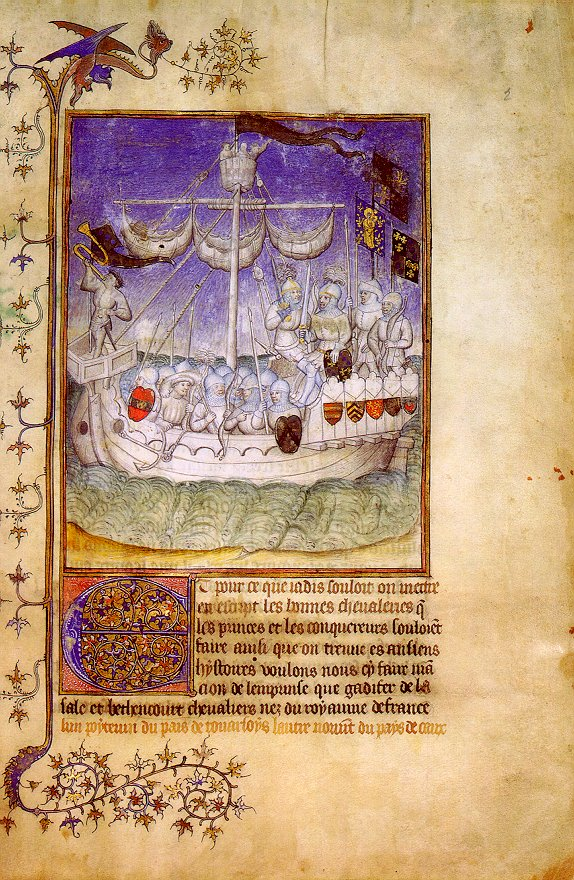
Le Canarien
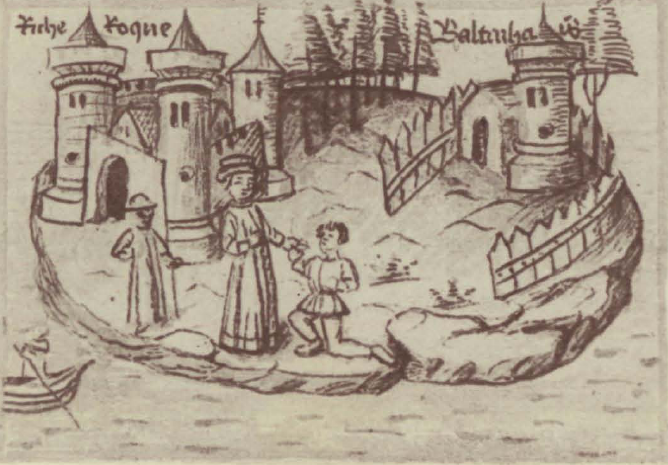
Béthencourt se déclarant vassal (dessin, 1491)
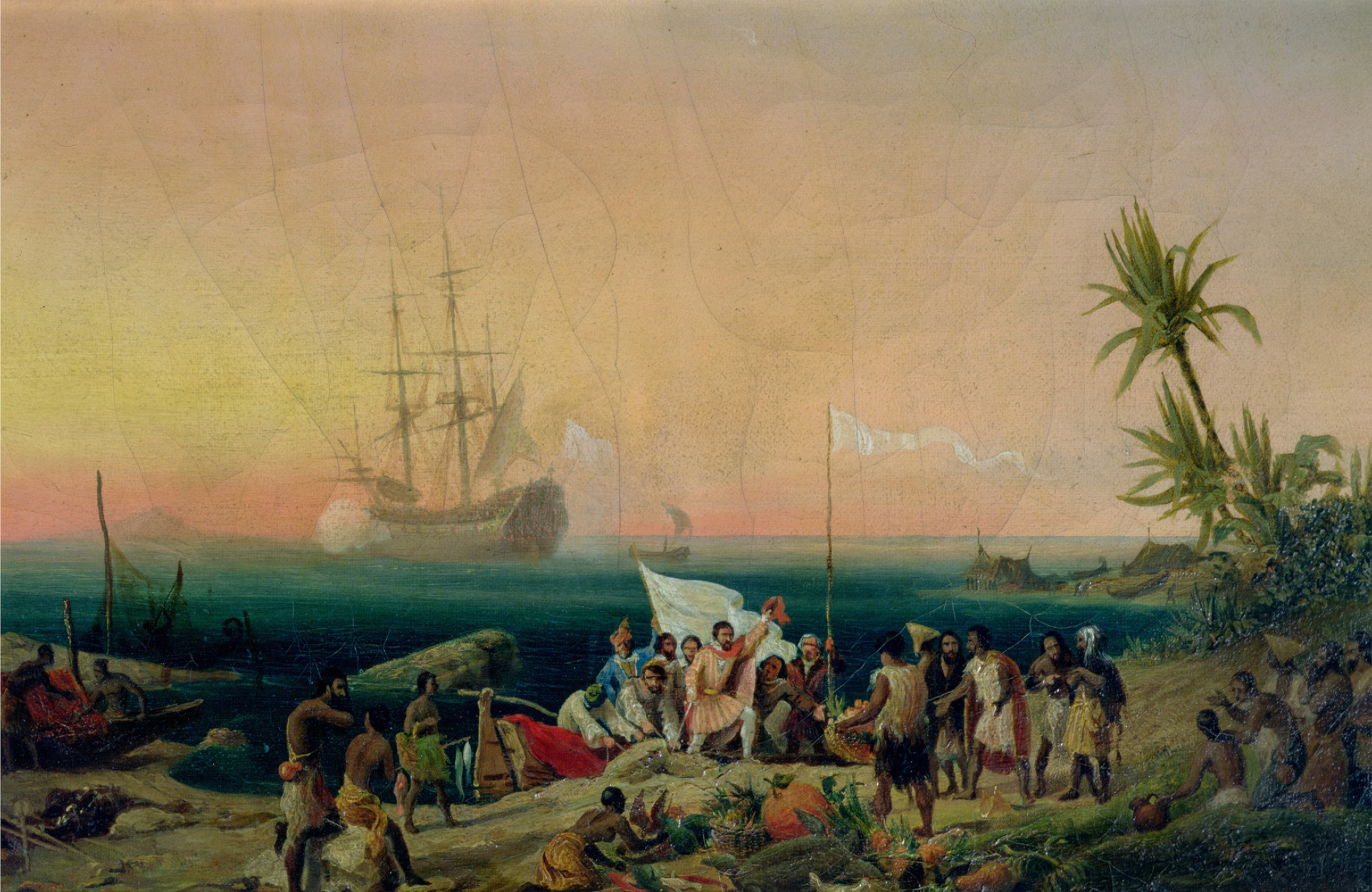
Ambroise Louis Garneray, Découverte de l'ile Lanzarote aux Canaries, par le navigateur normand Jean de Béthencourt (1848)

#### Lanzarote
Le débarquement en 1402 des Français, menés par Jean de Béthencourt et Gadifer de La Salle, se fait sans combat, ni de la part des indigènes ni de la part des Européens. Dès son arrivée, Jean de Béthencourt entame des négociations avec Guadarfia (es), le souverain des Majos (es) (ou "Majoreros"), le peuple indigène de Lanzarote (et Fuenteventura), assisté des deux interprètes nés sur l'île et embarqués comme esclaves affranchis en Europe. Par l'accord conclu, les deux parties se considèrent comme amis, et les Européens s'engagent à protéger les Majos des attaques des chasseurs d'esclaves. Avec l'approbation de Guadarfia, baptisé Luis de Guardafía, la construction du système de défense du Rubicón commence : une tour à deux étages ouverte au sommet (d'une surface au sol de 6,8 m sur 6,8 m), une église (d'une surface au sol de 7 m × 13 m), une fontaine et quelques maisons simples.
Pendant que Jean de Béthencourt négocie avec les chefs des Majos, Gadifer de La Salle explore à proximité l'île de Fuerteventura pendant huit jours sans rencontrer d'habitants ni trouver de nourriture. Gadifer de La Salle et Jean de Béthencourt s'estiment insuffisamment équipés pour mettre en place des comptoirs efficaces, installer des Européens et prendre le contrôle d'autres îles. Jean de Béthencourt revient en Castille après un peu moins de deux mois en septembre 1402, promettant de revenir à Noël 1402, mais le retour se fait, 18 mois plus tard, en avril 1404.
Dès le début de l'absence de Jean de Béthencourt, sans doute en absence de Gadifer de La Salle, une partie des soldats, venus uniquement pour le combat et le butin, se révoltent. Découvrant qu'il n'y a rien sur les îles à voler en dehors des habitants, ils décident d'en capturer un grand nombre, rompant ainsi la promesse de Béthencourt aux Majos. Ils pillent les réserves françaises restantes sur l'île, capturent 22 Majos afin de les vendre comme esclaves à un bateau pirate castillan de passage devant l'île de Graciosa, et partent avec ce navire vers l'Europe en octobre 1402. Cela entraîne des affrontements entre les Majos, qui se sentent trahis, et les Français qui sont restés. Les affrontements se poursuivent jusqu'au début de 1404.
Le 1er juillet 1403, un navire castillan ravitaillé atteint l'île de Lanzarote. Gadifer de La Salle utilise ce navire pour effectuer un voyage d'information de trois mois dans les autres îles avec quelques-uns de ses gens.
Après de sérieux désaccords avec Gadifer de La Salle, Jean de Béthencourt quitte les îles Canaries en décembre 1405 et charge son neveu Maciot de Béthencourt de gouverner les îles.
En 1406, Jean de Béthencourt transfère les droits de seigneurie de l'île à son neveu Maciot de Béthencourt, qui épouse Teguise, fille du roi Luis de Guardafia.
En 1412, Jean de Béthencourt revient en Castille prêter à nouveau serment devant le nouveau roi Jean II.
Le 15 novembre 1419, Maciot de Béthencourt, amené à Séville lors d'une opération militaire, transfère les droits souverains sur les îles Canaries (au nom de Jean de Béthencourt) au comte de Niebla (Andalousie, Espagne), Enrique de Guzmán. Celui-ci le confirme dans ses fonctions de gouverneur des îles. Dans les années suivantes, les droits sur les îles conquises et à conquérir sont transférés à différentes personnes par le biais de donations, achats, échanges et héritages. L'île demeure un fief de la Couronne de Castille.

#### Fuerteventura
Les deux versions du Canarien divergent (lacunes et contradictions) quant à la perte de souveraineté de Fuerteventura.
Les indigènes de l'île de Fuerteventura, Majos (es) (ou "Majoreros"), vivent dans deux domaines séparés par un mur qui traverse l'île, correspondant aux canton de Jandía (es) et Cantón de Maxorata (es). Dès 1402, Gadifer de La Salle visite durant huit jours l'île de Fuerteventura sans rencontrer aucun habitant, tous enfuis à l'intérieur de l'île par peur des chasseurs d'esclaves.
En avril 1404, Jean de Béthencourt revient de Castille, après une absence de plus d'un an et demi. Quand Gadifer de La Salle apprend que Jean de Béthencourt a permis au roi de Castille de se nommer seul seigneur des îles, Gadifer de La Salle demande au moins d'être reconnu comme seigneur de l'île de Fuerteventura.
Après le refus de Jean de Béthencourt, Gadifer de La Salle se retire dans l'ensemble fortifié de Rico Roque à Fuerteventura, puis quitte l'archipel.
De violents affrontements éclatent entre les derniers partisans de Gadifer de La Salle et les troupes de Jean de Béthencourt, établies sur le site fortifié de Valtarajes, et les indigènes. Les prisonniers faits lors de ces incidents sont transférés à Lanzarote.
Les deux dirigeants des Majoreros, Ayoze et Guize, conscients de leur incapacité à pouvoir offrir une résistance soutenue aux Européens dans des conflits armés, par infériorité technologique en armement, proposent à Jean le Béthencourt un armistice, en se signalant aussi prêts à devenir chrétiens, et à reconnaître le roi de Castille comme leur suzerain.
Le 18 janvier 1404, Guize, roi de la moitié nord de l'île, est baptisé Luis et le 25 janvier 1404, Ayoze, roi de la moitié sud de l'île, est baptisé Alfonso. Après l'assujettissement des Majoreros, les terres de l'île sont redistribuées par Jean de Béthencourt. Les anciens dirigeants reçoivent également des terres. Les ouvrages fortifiés déjà existants et les lieux où en construire sont accordés à des aristocrates de France.

#### El Hierro
Les peuples indigènes de l'île d'El Hierro, les Bimbaches (es), vivent d'agriculture (orge, rhizomes de fougère, etc.), d'élevage (chèvres, moutons, cochons), de pêche (poissons, mollusques).
Ils sont à plusieurs reprises victimes des chasseurs d'esclaves européens. Seulement en 1402, 400 personnes auraient été enlevées comme esclaves en un seul raid.
En 1405, selon Le Canarien, Jean de Béthencourt passe au moins trois mois sur l'île. Par l'intermédiaire d'un interprète embarqué, supposé frère du souverain des Bimbaches, il invite celui-ci à négocier. À l'arrivée au lieu convenu, 112 Bimbaches, dont le roi Amiche, sont capturés, puis transférés sur d'autres îles, et certains vendus comme esclaves. Le Canarien motive ainsi cette action : briser la résistance sur l'île sans combattre, libérer de l'espace pour 120 colons français.
Après le passage de la seigneurie féodale à Hernán Peraza (El Viejo) en 1445, celui est forcé de reconquérir l'île. Son armée se compose de 200 arbalétriers et 300 fantassins des îles de Lanzarote et Fuerteventura, après une bataille de cinq heures, l'emporte : les chefs des Bimbaches se rendent et sont baptisés.

#### La Gomera

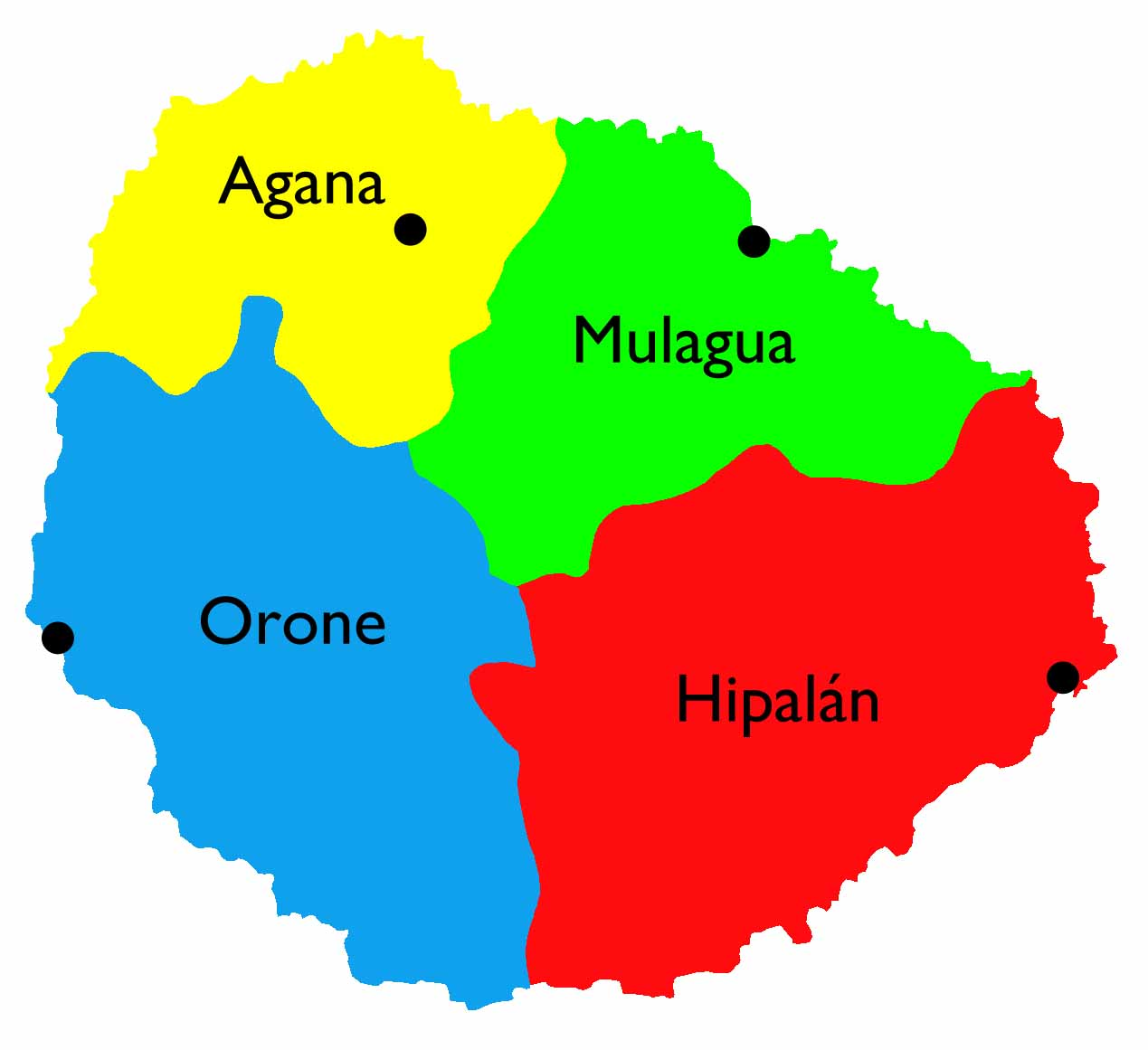
Zones tribales

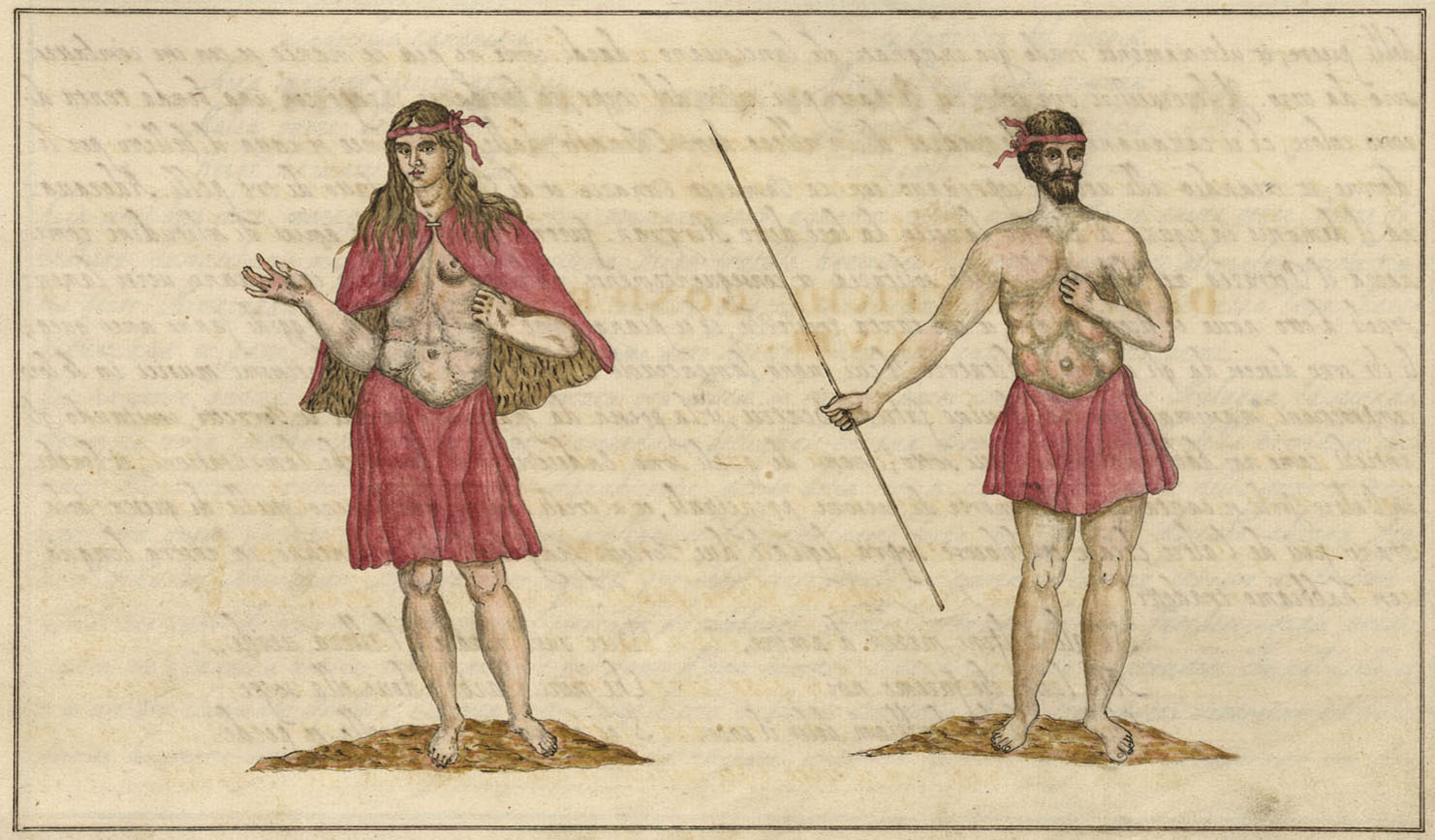
Leonardo Torriani, Gomeros, 1592

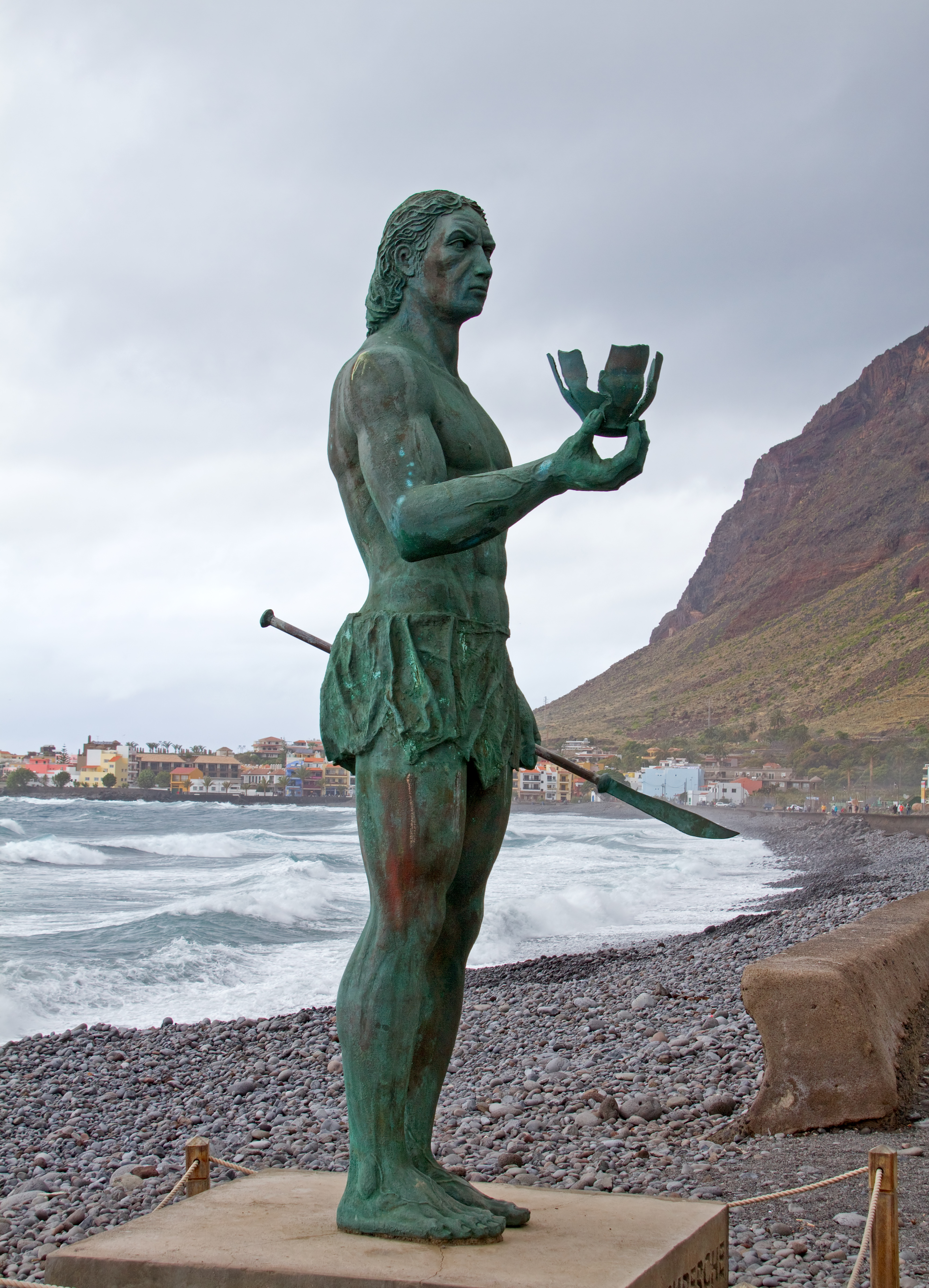
Statue du rebelle gomero Hautacuperche

Au moment de la conquête, l'île se divise en quatre zones tribales, correspondant aux quatre grandes vallées : Mulagua (Hermigua), Hipalan (San Sebastián), Orone (Valle Gran Rey) et Agana (Vallehermoso).
L'île offre peu de points d'accès vers l'intérieur. Les indigènes, les "Gomeros", réputés pour leur technique amazighe de langage sifflé silbo, sont ainsi mieux protégés des incursions depuis les côtes.
Les conditions d'abandon de souveraineté des Gomeros sont imprécises.
Ni Jean de Béthencourt ni Gadifer de La Salle ne sont venus sur l'île combattre.
Les Gomeros auraient conservé la plupart de leurs particularismes.
En 1420, Maciot de Béthencourt semble avoir tenté de conquérir l'île en tant que représentant du comte de Niebla.
En 1420, le roi Jean II accorde à Alfonso de las Casas les droits sur des îles pas encore conquises (Grande Canarie, La Palma, Tenerife et La Gomera).
Portugais et Castillans se disputent l'île jusqu'à ce qu'elle tombe finalement sous la domination du Castillan Hernán Peraza el Viejo.
L'implantation portugaise semble s'être généralement déroulée en termes amicaux avec les peuples autochtones et la coopération a été recherchée : le roi portugais Henri le Navigateur ayant des contrats avec trois des quatre tribus de La Gomera, qui reconnaissent sa souveraineté et acceptent la diffusion de la doctrine chrétienne par les missionnaires portugais.
En 1454, les Portugais renoncent officiellement (au moins provisoirement) au contrôle des îles pour le moment. Ils conservent cependant à entretenir de bonnes relations avec les peuples autochtones du nord de l'île.
En 1445-1447, Hernán Peraza el Viejo fait une nouvelle tentative pour amener l'île sous la domination de la Couronne de Castille, à partir d'une unique base sûre sur l'île de Saint-Sébastien, où il fait construire les fortifications, dont la Torre del Conde (es).
Un représentant de la reine de Castille confirme plus tard que Hernán Peraza el Viejo a apporté aux citoyens « la sainte foi catholique et leur a donné des juges et la justice. »
Après sa mort en 1452, ses héritiers sont sa fille Inés Peraza de las Casas et son mari Diego García de Herrera.
Le but des soulèvements des Gomeros dans les années suivantes n'était pas d'abolir la domination de Castille, ils étaient dirigés contre le comportement des représentants de la Castille dans l'archipel, la famille Peraza.
Toutefois, en 1488, a lieu la rébellion des Gomeros (es), sans doute pas contre la souveraineté castillane, mais contre le comportement jugé outrancier des représentants de Castille, les membres de la famille Peraza.
Les Gomeros du roi Hupalupa (es) (contre son avis), chef du canton d'Orone, menés par Hautacuperche, tuent Hernan Peraza le Jeune (es), seigneur territorial de La Gomera. La répression est terrible. Un jugement ultérieur la condamne.
En 1494, l'île est incorporée à la couronne de Castille sous la domination des Peraza, qui instaurent un système encore plus autoritaire, qui va perdurer plus de trois siècles.

### Interventions portugaises (à partir de 1448)
En 1448, les troupes portugaises occupent l'île de Lanzarote. Après les révoltes de la population, le prince Henri le Navigateur (1394-1460) retire ses troupes de l'île en 1450.
En 1452, Inés Peraza (1424-1503) hérite des droits de domination sur les îles, qu'elle exerce, selon la tradition de l'époque, avec son mari Diego García de Herrera y Ayala (es) (1417-1485), jusqu'à sa mort.
Le navigateur vénitien au service du Portugal Alvise Cadamosto (1432-1488) semble avoir joué un grand rôle dans l'action portugaise.[pas clair]
Pendant des dizaines d'années, Portugais et Espagnols se disputent la possession des terres. L'archipel, étape importante sur les routes maritimes conduisant vers l'Afrique australe, l'Asie et l'Amérique, est finalement attribué à l'Espagne en 1479 par le traité d’Alcáçovas. Les Portugais bénéficient en compensation de l'île de Madère, située non loin au nord des Canaries.
Les autres îles et îlots de l'archipel (l'archipel de Chinijo (dont La Graciosa), Los Lobos, etc.), mais aussi les Îles Selvagens (disputées), sont réputés inhabités au moment de la conquête.

### La conquête des îles royales (1478-1496)
- Conquête des îles Canaries

Les Rois catholiques financent en partie[pas clair] la conquête des îles royales, notamment en armant des navires : Grande Canarie, La Palma et Tenerife. Cette « conquête royale » des Canaries est un des aspects de la guerre de Succession commencée en 1475.
En 1476, ils font rédiger un avis juridique, par lequel les droits de propriété et de conquête sur les îles sont vérifiés[pas clair]. Inés Peraza de las Casas et son mari Diego García de Herrera détenant les droits sur les îles conquises et les droits sur les autres îles ne pouvant être repris par la Couronne qu'en échange d'une compensation, un traité est signé en octobre 1477, par lequel la Couronne de Castille reçoit tous les droits sur les îles de Grande Canarie, La Palma et Tenerife.
Presque toutes les conquêtes ultramarines de la Couronne de Castille sont organisées et réalisées par un conquérant responsable. Ses devoirs et droits sont énoncés dans une capitulation. Si le conquérant ne dispose pas de biens ou de revenus propres suffisants pour financer l'action, il cherche des partenaires ou des prêteurs pour lever les fonds nécessaires à l'entreprise. Ceci est fait en échange de la promesse de compenser ensuite l'argent engagé, avec des retours lucratifs, par redistribution du butin de guerre et/ou attribution de terres dans les zones conquises. Les capitulations de la Couronne de Castille ne contiennent généralement pas de promesse de titre de noblesse ou de prétention au pouvoir, mais seulement une promesse d'attribution d'une charge, de gouverneur par exemple.
En fin de siècle, massacrés, emmenés en esclavage ou assimilés par les colons, les différents peuples guanches disparaissent en tant que tels, et adoptent la langue et la culture espagnole. Cependant, de très nombreux toponymes et oronymes, de mots du langage courant, et même de coutumes et de sports (lutte guanche, par exemple), proviennent directement de la langue ou de la culture guanche.

Ténérife: répartition territoriale guanche
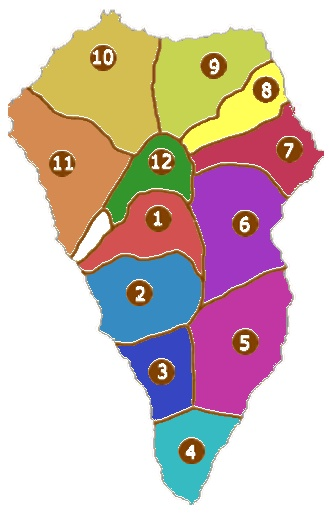
La Palma : répartition territoriale préhispanique
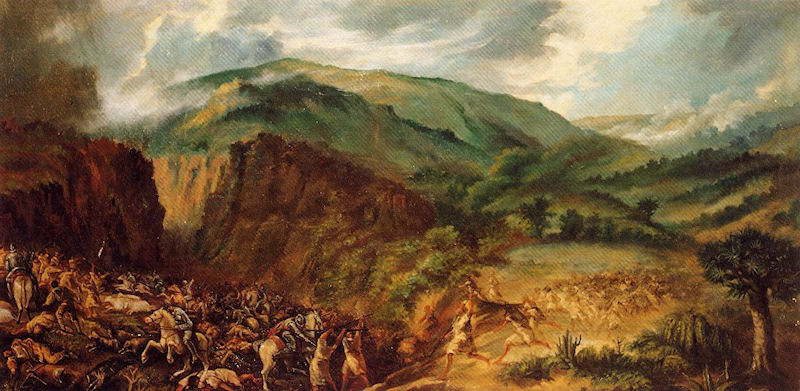
Première bataille d'Acentejo (1494) (en)
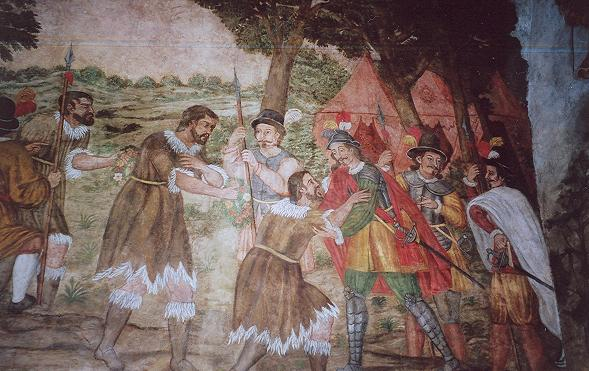
Alonso Fernández de Lugo recevant la reddition des rois guanches, fresque, 1764
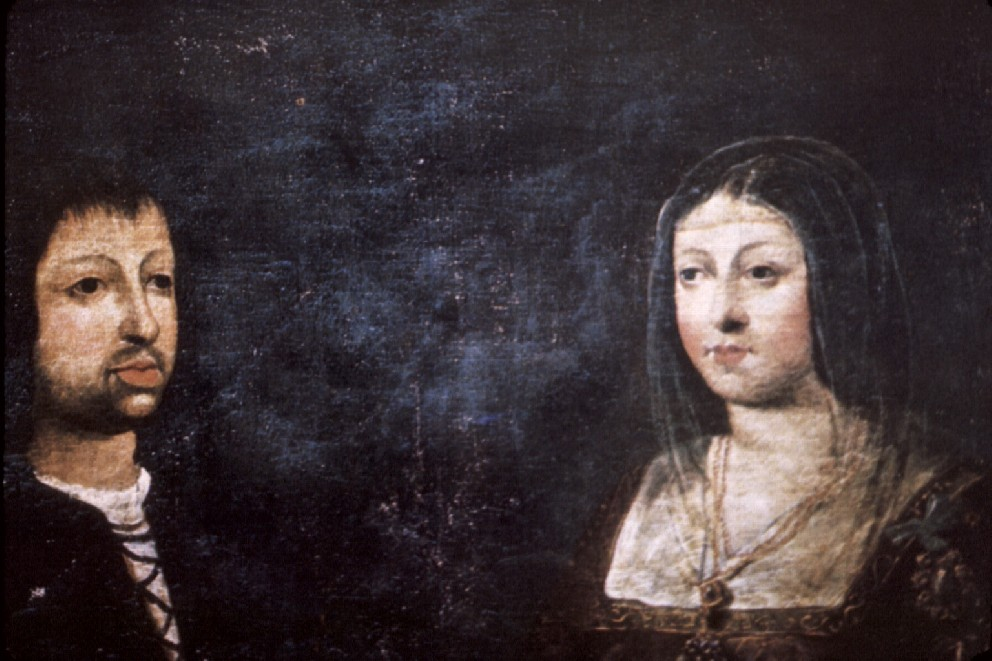
Ferdinand et Isabelle, Rois catholiques d'Espagne

#### Grande Canarie (1478-1483)

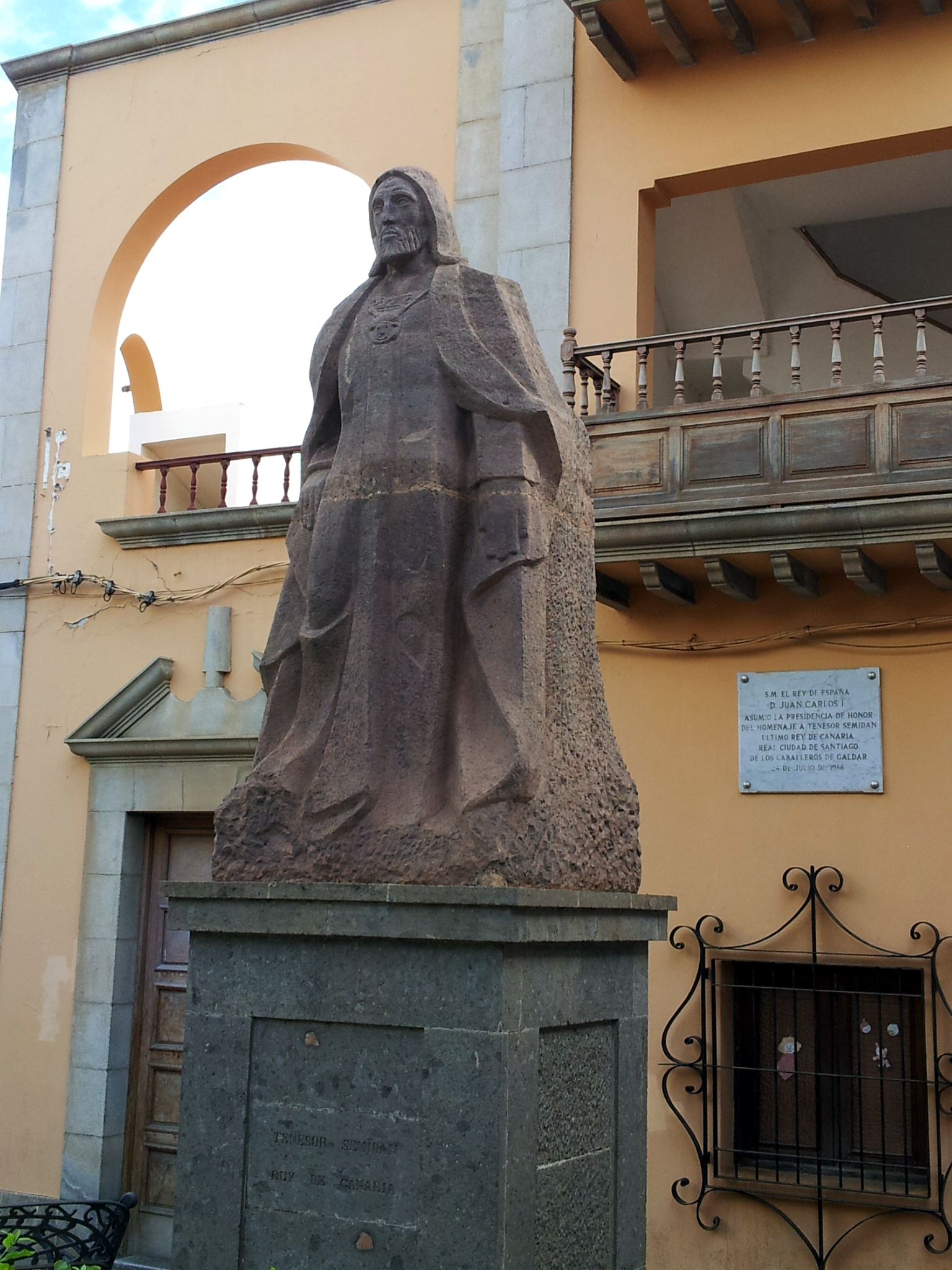
(1447-1496), chef indigène, résistant puis pacificateur, baptisé Fernando Guanarteme.

En 1461, Diego de Herrera prend possession de l'île de Grande Canarie, recevant la vassalité des royaumes ou chefferies autochtones, Guanartemes (es) de Guanartemato de Gáldar (es) (1405-1482) et Guanartemato de Telde (es) (1405-1483).
Mais l'île se révolte à nouveau.
En mai 1478, la reine Isabelle et le roi Ferdinand concluent un accord à Séville avec l'évêque de Rubicón Juan de Frías (es) (?-1485). Le 24 juin 1478, une troupe de plus de 600 hommes débarque dans le nord de l'île, progresse lentement, en raison de conflit interne de commandement espagnol et de la résistance étonnamment forte des Canariens.
Pedro de Vera y Mendoza (1440-1492) finit par être nommé seul commandant en chef des troupes et gouverneur de l'île. Dès juillet 1481, il prend ses fonctions sur l'île. En février 1482, la capture du dirigeant de Gáldar, Tenesor Semidán (es) (1447-1496), perturbe la résistance indigène. Les Castillans établissent plusieurs bases sur l'île, d'où ils attaquent les Canariens. En avril 1483, les derniers indigènes se rendent. Tenesor Semidán est baptisé Fernando Guanarteme. Pedro de Vera reste gouverneur de Grande Canarie jusqu'en 1491.

#### La Palma (1492-1493)
La Palma (îles Canaries) (ou San Miguel de La Palma) est l'avant-dernière grande île des Canaries à être soumise par les Castillans, soucieux de s'assurer la maîtrise de l'archipel et de cette partie de l'Océan Atlantique.
Les Guanches de La Palma, nommés Benahoaritas (es), ou "Auaritas" ou "Awaras", au nombre approximatif de 4 000, vivent essentiellement d'élevage (chèvres, moutons, porcs), de cueillette (fruits, racines), de pêche, et à une ancienne époque d'agriculture (orge, blé, haricots, lentilles).
En 1447, alors qu'Hernán Peraza el Viejo organise le gouvernement de Fuerteventura, son fils Guillén s'embarque pour l'île de La Palma pour effectuer un raid qui couvrirait les frais du voyage.
Les troupes, composées de Sévillans et d'insulaires, débarquent dans le canton de Tihuya à l'ouest de l'île, et se dirigent vers l'intérieur des terres. Ils y sont attaqués par les Benahoaritas (es), indigènes guanches, menés par leur roi, Chedey (ou Echedey), et ses frères.
Les "conquérants" sont complètement vaincus, et Guillén tué, une fois reconnu comme chef des ennemis.
En 1492, la reine Isabelle et le roi Ferdinand se mettent d'accord avec Alonso Fernández de Lugo (1450c(1525) pour conquérir l'île de La Palma. Le 8 juin 1492, une capitulation est établie, qui réglemente les questions financières, nomme Alonso Fernández de Lugos gouverneur de l'île à vie. Le conquistador ne disposant pas des fonds nécessaires, il fonde une société commerciale avec deux marchands italiens, qui partagent coûts et bénéfices.
Le 29 septembre 1492, Alonso Fernández de Lugo débarque sur la côte ouest de l'île, avec une troupe armée d'environ 900 hommes, composée en partie d'indigènes de Grande Canarie. Elle avance vers le sud de l'île sans combattre. À Tigalate (es), un affrontement armé avec les Benahoaritas est repoussé. La conquête de l'île se poursuit sans incident militaire majeur. Au printemps 1493, seul le district d'Aceró reste libre, dans la Caldeira de Taburiente inaccessible militairement, provisoirement autosuffisant sur leur territoire. Un siège paraissant impossible, Lugo doit négocier. Un parent de Tanausu, souverain des Acerós, est pressenti pour organiser une rencontre entre les deux dirigeants. Tanausu accepte à condition que les troupes castillanes se retirent à Los Llanos. Les négociations ont lieu, et s'achèvent sans aucun résultat. Au retour de cette rencontre, Tanausú et son peuple sont attaqués et capturés, contrairement à la promesse des Castillans. Tanausu est exilé ou déporté, et meurt en cours de route. La résistance des indigènes de l'île de La Palma s'effondre. L'île est considérée comme soumise à partir de mai 1493.

#### Ténérife (1494-1496)

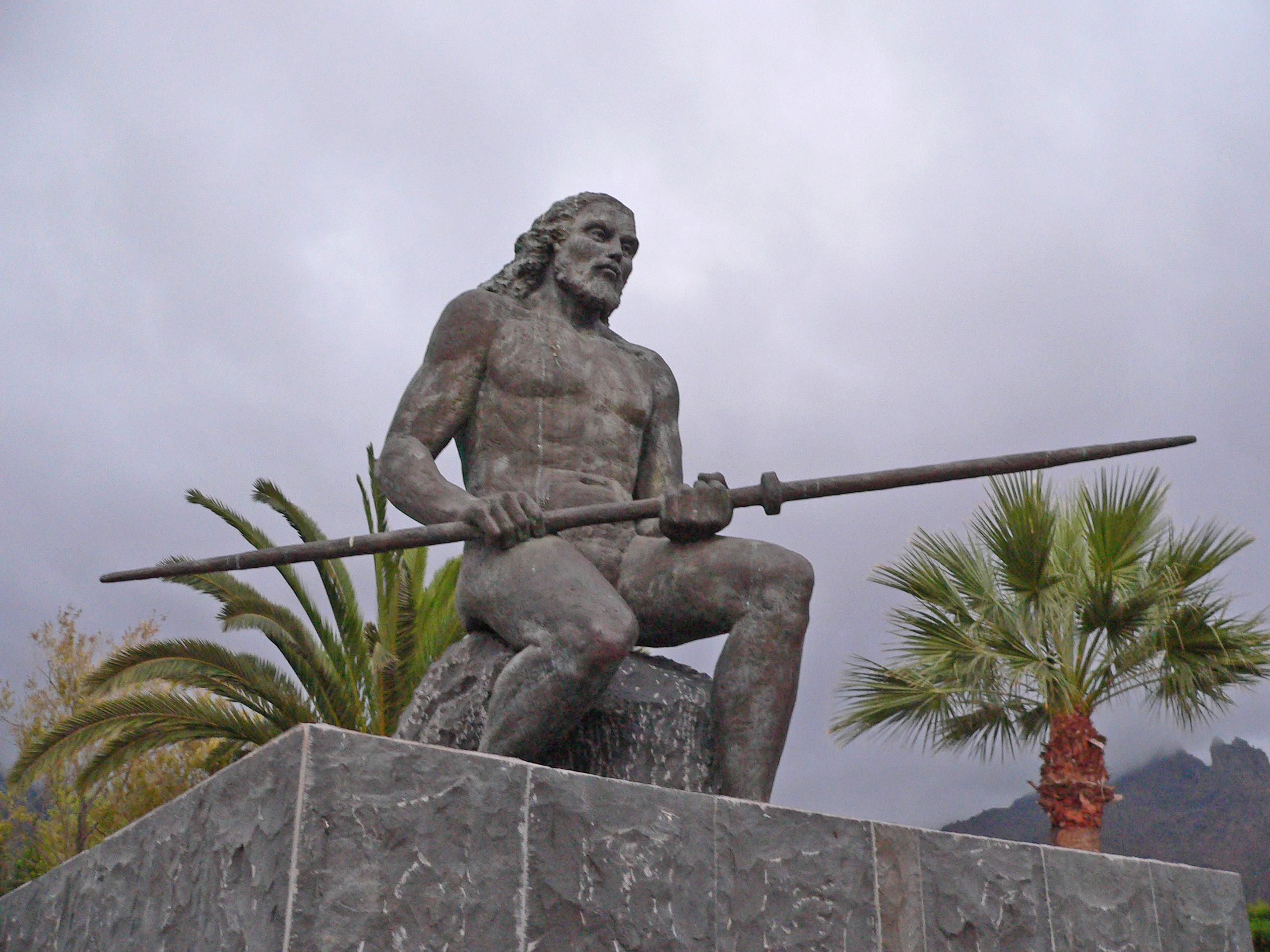
Statue d'El Gran Tinerfe

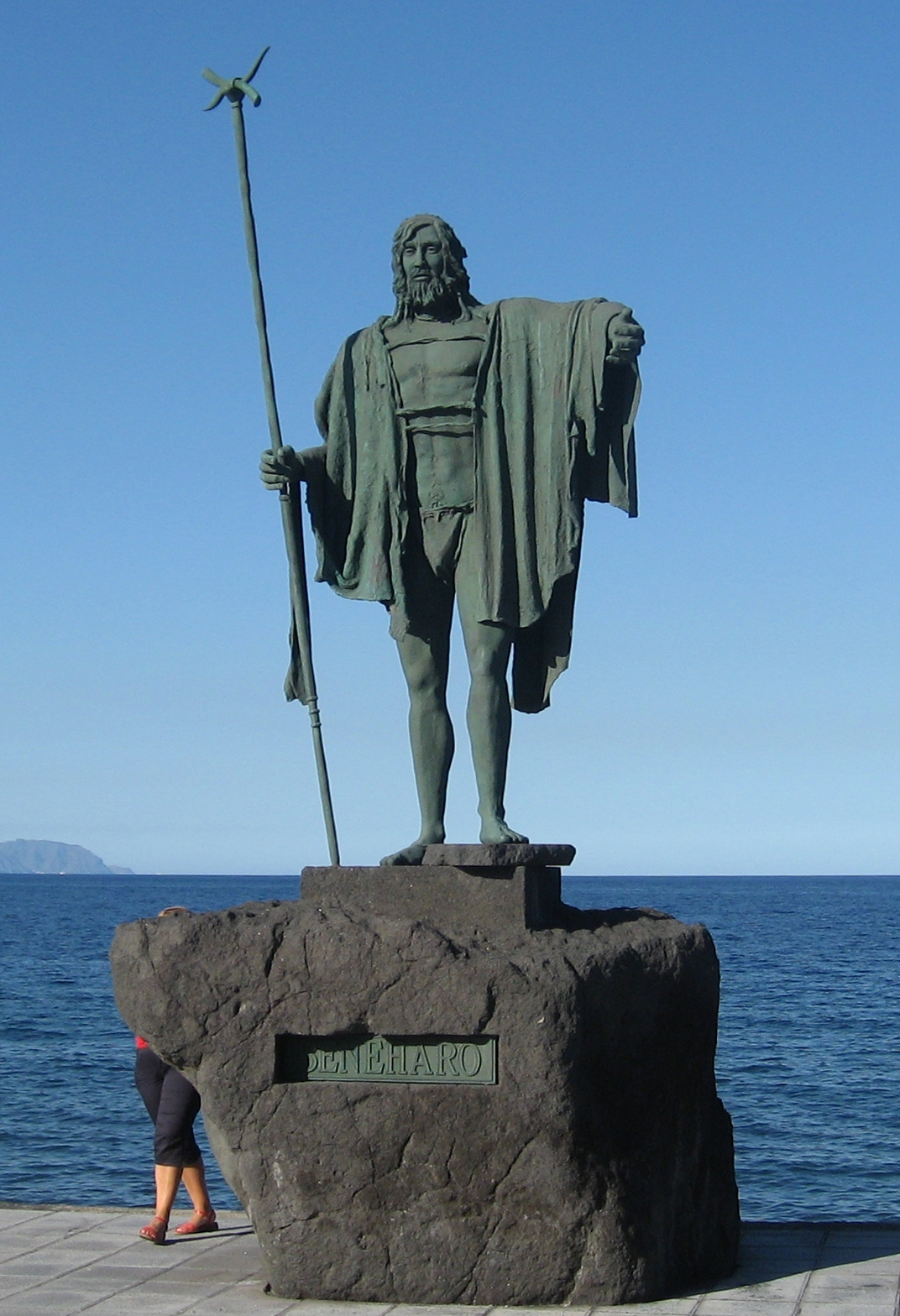
Statue en bronze du roi Beneharo à Candelaria, Tenerife.

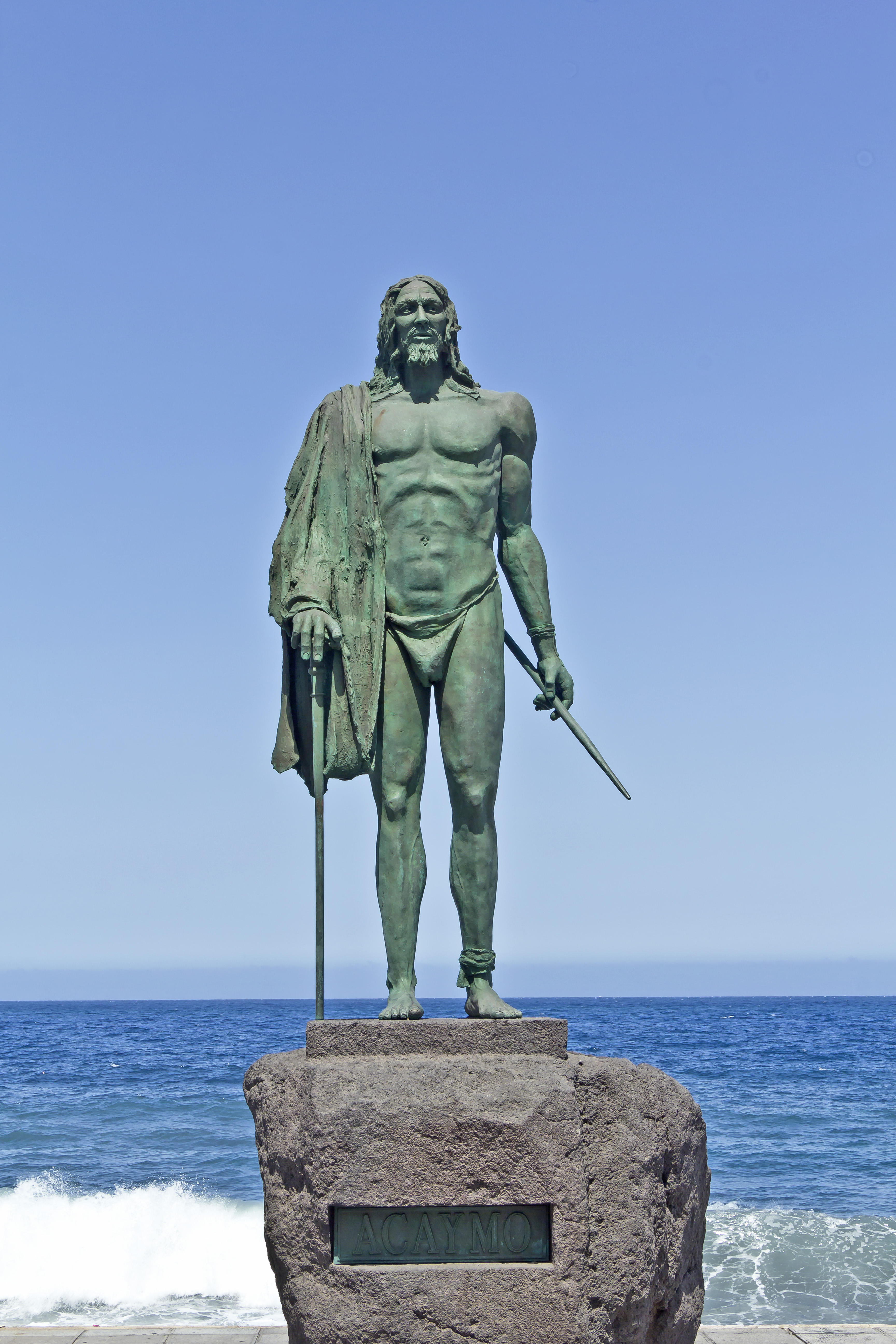
Mencey Acaimo

Avant la conquête, à la mort de Tinerfe le Grand (et fils de Sunta), l'île de Tenerife est divisée en neuf royaumes appelés menceyatos. Chacun a pour roi un de ses neuf fils :
- Acaimo : Menceyato de Tacoronte,
- Adjoña : Menceyato de Abona,
- Añaterve : Menceyato de Güímar,
- Bencomo : Menceyato de Taoro,
- Beneharo : Menceyato de Anaga,
- Pelicar : Menceyato de Adeje,
- Pelinor : Menceyato de Icode,
- Romen : Menceyato de Daute,
- Tegueste : Menceyato de Tegueste.

Avant cette division territoriale, il n'y avait qu'un seul royaume dont les rois les plus célèbres étaient Tinerfe et Sunta. Ichasagua était le dernier membre de l'île de Tenerife après la conquête castillane.
Le premier débarquement a lieu par les rois catholiques en 1464 à l'endroit où se situe actuellement la capitale, Santa Cruz de Tenerife. Les envahisseurs ne rencontrent pas de résistance à cette occasion.
En 1464, la prise de contrôle symbolique de l'île de Tenerife par les représentants du seigneur des Canaries, Diego García de Herrera (ca) (1417-1485) se déroule dans le ravin de Bufadero. Ces derniers signent un traité de paix avec les Mencey, permettant aux Mencey d'Anaga de construire une tour sur leurs terres, où Guanches et Européens ont des accords jusqu'à sa démolition vers 1472 par les Guanches eux-mêmes.
Mais quand ils essayent d'avancer vers le nord de l'île, sous le commandement de Fernández de Lugo, Adelantado (gouverneur militaire), qui a déjà participé à la conquête des autres îles, ils se heurtent aux guerriers guanches du mencey (chef ou roi d'une circonscription territoriale appelée « menceyato ») Bencomo qui massacrent la majorité des envahisseurs.
Après la victoire d'Alonso Fernández de Lugo sur la population de l'île de La Palma en 1492 et 1493, il s'entend avec la couronne de Castille sur les termes de la conquête de l'île de Tenerife. Les détails sont précisés dans les capitulations de Saragosse, publiées en décembre 1493 par la reine Isabelle et le roi Ferdinand. Alonso Fernández de Lugo fonde une entreprise avec un certain nombre de donateurs de Séville et de militaires qui comptent tirer de sérieux bénéfices de l'action.
En mai 1494, 1 500 fantassins et 150 cavaliers, placés sous le commandement d'Alonso Fernández de Lugos, débarquent sur la plage d'Añaza, juste au sud de l'actuel centre-ville de Santa Cruz de Tenerife. Des traités de paix sont signés avec les Menceyes d'Anaga, Güímar, Abona et Adeje. Les négociations avec les Mencey de Taoro Bencomo n'aboutissent à un accord. Les Menceyes de Tegueste, Tacoronte, Taoro, Icod et Daute ne sont pas prêts à se soumettre aux rois castillans. Ensuite, les troupes castillanes marchent vers la région de Taoro (vallée d'Orotava).
Dans le Barranco de Acentejo, un ravin près de la ville actuelle de La Matanza de Acentejo, les troupes castillanes sont attaquées par des combattants guanches. Vue l'étroitesse du Barranco, les Castillans ne peuvent pas adopter un ordre de bataille et ni utiliser leur supériorité technologique en armement. La première bataille d'Acentejo (en) s'achève par un « massacre », la Matanza de Acentejo : des assaillants survivent seulement 300 fantassins et 60 cavaliers, qui, début juin 1494, quittent Ténérife pour Grande Canarie.
Alonso Fernández de Lugo vend l'intégralité de sa propriété à Grande Canarie, et signe de nouveaux contrats avec divers donateurs. Il équipe une nouvelle armée de conquête, composée en grande partie de mercenaires ayant combattu à la guerre de Grenade (1482-1492), équipés et payés par le duc de Médine-Sidonia. Un autre groupe est constitué de soldats castillans récemment installés sur l'île conquise de Grande Canarie, et de 40 habitants indigènes de l'île de Grande Canarie avec à leur tête leur ancien prince Fernando Guanarteme.
Début novembre 1495, 1 500 hommes et 100 chevaux débarquent à nouveau à Añaza. Alonso Fernández de Lugo renouvelle les contrats avec les Menceyes du sud-est de l'île. Il fait renforcer la fortification encore existante d'Añaza avec des murs de pierre et une nouvelle construction près de Gracia (aujourd'hui entre La Laguna et Santa Cruz) dans la zone de l'ennemi, Menceyatos Tegueste. Cette installation représente un avant-poste pour les futures opérations militaires contre les Menceyatos de la partie nord de l'île
Le 14 novembre 1495, lors de la bataille d'Aguere (es), les indigènes et les envahisseurs s'affrontent dans la plaine d'Aguere, aujourd'hui La Laguna, en terrain découvert. Cette configuration permet aux Castillans d'utiliser leur technique de guerre supérieure, armes à feu, arbalètes et cavalerie. Les Guanches, opposant seulement leur nombre (cinq fois supérieur), leur courage, des lances en bois et des pierres, doivent se retirer vaincus après un combat de plusieurs heures. Quarante-cinq des hommes de Lugo et 1700 Guanches sont tués lors de ce seul combat. Un nouveau contingent militaire tue Bencomo sur la côte de San Roque, dans le nord de l'île.
Après la bataille d'Aguere, les Castillans avancent plus à l'ouest dans la domination de Taoro. Sur le bord ouest de la vallée de l'Orotava, un camp militaire est construit, à partir duquel Los Realejos se développe ensuite.
Le 25 décembre 1495, les troupes castillanes marchent au nord-est de leur camp, rencontrent les Guanches près du site de la première bataille d'Acentejo. Le déroulement de cette seconde bataille d'Acentejo (en) est incertain. Après une longue journée de combats, les Guanches sont vaincus. Le lieu du conflit, situé à environ 6 km du lieu de leur défaite de 1494, porte depuis le nom de La Victoria de Acentejo (La victoire de Acentejo).
Même si les conquistadors se sont déjà emparés de presque tout le territoire de Tenerife, il reste encore quelques noyaux de résistance dans les montagnes, ce qui entraîne deux ans de lutte supplémentaire jusqu'à ce que, finalement après la reddition des derniers menceyes, Lugo soit nommé gouverneur de Tenerife et La Palma le 5 novembre 1496.
Perdant tout espoir, Bentor, fils et successeur de Bencomo, se jette dans le vide, du haut du précipice de Tigaiga. Cette pratique des Guanches de se jeter dans le vide quand tout espoir est perdu s'appelle le « despeñamiento ».
Le 15 février 1496, les troupes commandées par Alonso Fernández de Lugo sont dissoutes. Les anciens combattants du duc de Médine-Sidonia arrivent en Andalousie dans les premiers jours de mars. Seuls restent sur l'île les soldats souhaitant s'y installer et dans l'attente de l'affectation de terres. Et les créanciers...
En mai 1496, mais officiellement le 25 juillet 1496 (fête du saint national espagnol saint Jacques), les Menceyes des territoires du nord de l'île se rendent lors d'une cérémonie solennelle organisée par les Castillans dans le camp militaire de Realejos : c'est la Paz de Los Realejos.
Tenerife est la dernière des îles conquises par les Espagnols du fait de la résistance acharnée dont ses habitants ont fait preuve.
En 1501, Alonso Fernandez de Lugo est honoré du titre d’Adelantado des îles Canaries et capitaine général de la côte Berbère, du cap Ghir (Cabo de Aguer) au cap Boujdour (cabo de Bojador). Selon les chroniqueurs de l'époque, il y débarque en juillet 1501 et érige une forteresse.

### Le traité d'Alcaçovas (1479) et le partage colonial de l'Afrique
Le traité (4 septembre 1479) qui met fin à la guerre de Succession de Castille contient plusieurs articles sur les questions d'outre-mer, venant confirmer des bulles pontificales qui avaient accordé aux Portugais le monopole de la navigation le long des côtes d'Afrique, lancée par Henri le Navigateur dans les années 1410. Les Rois catholiques reconnaissent ce monopole, mais seulement aux latitudes inférieures (plus proches de l'Equateur) à celle de la plus méridionale des îles Canaries.
En 1481, la bulle pontificale Æterni regis, de Sixte IV, place toutes les terres au sud des Canaries sous souveraineté portugaise. Seul l'archipel des Canaries, ainsi que les villes de Sidi Ifni (1476–1524) (à l'époque Santa Cruz de Mar Pequeña), Melilla (capturée par Pedro de Estopiñán en 1497), Villa Cisneros (fondée en 1502 dans l'actuel  Sahara occidental), Mazalquivir (Mers el-Kébir, 1505), Peñón de Vélez de la Gomera (1508), Oran (1509–1790), Peñón d'Alger (1510–29), Béjaïa (1510–54), Tripoli (1511–51), Tunis (1535–69) et Ceuta (cédée par le Portugal en 1668) restent territoires espagnols en Afrique.
Le statut de la Guinée espagnole ou "Territoires espagnols du Golfe de Guinée", devenue Guinée équatoriale en 1968, reste très particulier historiquement : Région insulaire (Fernando Poo ou Bioko, et Annobón), Région continentale ("Rio Muni").
Ls autres bulles pontificales concernant alors la colonisation sont Dum Diversas (1452), Romanus pontifex (1455), Dudum siquidem (1493), Inter caetera (1493), qui sont également à l'origine du Traité de Tordesillas (1494).
Le traité d’Alcáçovas et le traité de Tordesillas (7 juin 1494) sont des textes fondateurs dans l’histoire du colonialisme : ils énoncent explicitement le fait que des Européens s’attribuent le droit de diviser le reste du monde en sphères d’influence et d’en coloniser les territoires, considérés comme terrae nullius, sans se soucier du consentement des habitants.[pas clair]

### Les voyages de Christophe Colomb de 1492 et 1493: les Canaries, étape vers les «Indes»

Premier voyage de Colomb

Les voyages de Christophe Colomb sont une partie des expéditions navales espagnoles d'exploration (es).
Christophe Colomb effectue sa dernière escale sur l'île de La Gomera, à San Sebastián de la Gomera, avant de se lancer le 6 septembre 1492 vers les Indes, pour atteindre de fait un Nouveau Monde, l'Amérique. La petite flotte de Colomb est auparavant restée entre les îles de Gran Canaria et La Gomera pendant près de quatre semaines, recevant un soutien technique et logistique des îles et des insulaires. La caravelle La Pinta avait alors une rame gravement endommagée et fuyait. Colomb fait également changer le gréement de ce navire et peut-être celui de la caravelle La Niña. Ces réparations ont été effectuées à Gran Canaria, probablement dans la baie de Gando, où se trouve actuellement l'aéroport de Gran Canaria. Curieusement, le séjour de la petite flotte de Colomb est largement ignoré dans la littérature pertinente plus ancienne et plus récente, bien qu'il soit évident que sans les bases sur les îles Canaries, l'Amérique était hors de portée de la technologie des navires à l'époque. Les navires étaient encore trop petits et trop lents pour pouvoir emporter les quantités adéquates de vivres et d'eau pour de très longs voyages, d'autant plus qu'un équipage surdimensionné était à bord, naviguant de jour comme de nuit. Le voyage de Palos de la Frontera aux îles Canaries était probablement plus un essai routier pour tester les navires et former l'équipage. Le véritable voyage vers les Indes commence seulement à La Gomera, comme le note Fernand Colomb (1488-1539), resté avec sa mère Beatriz Enríquez de Arana en Castille, second fils de Christophe Colomb et premier biographe de son père.
Lors de son deuxième voyage, Christophe Colomb se dirige vers El Hierro. Après séjour de 19 jours et réapprovisionnement, avec un vent favorable, sa flotte de 17 navires quitte l'île, le 3 octobre 1493, de la "Bahía de Naos" pour le Nouveau Monde.

## XVIesiècle

### Bibliographe
- Alvise Cadamosto (1432-1488), Navigatio ad terras ignotas (1507-1508, en vénitien), devenu célèbre en traduction latine Novus orbis regionum ac insularum veteribus incognitarum (1532)
- Giovanni Battista Ramusio (1485-1557), Description de l'Afrique
- Léon l'Africain (1494-1554 ?), Description de l'Afrique (vers 1530)

### L'esclavage aux Canaries
Pendant la conquête de la Grande Canarie, de juin 1478 à avril 1483, on ne rencontre aucune trace d'esclaves pris dans les données réunies pour Valence par Vicenta Cortés. Par contre, à Gènes, on rencontre des esclaves « canariens » dès 1463, guanches ou non. Cette pratique se répand dans d'autres principautés italiennes[réf. nécessaire]. Valence voit les premiers « esclaves de Ténérife » en 1491.
De 1491 à 1496, les Guanches sont soit massacrés, soit astreints à des travaux forcés sur les îles Canaries, soit vendus comme esclaves, du moins dans ce qui est déclaré légalement à Séville[pas clair].
Sur la Grande Canarie, un certain nombre de Guanches rescapés de la conquête castillane se réfugient en zone montagneuse et forestière. Ils sont connus sous le nom d' « Inekaren » (« debout, levés, dressés »).
Le commerce des esclaves se fournit surtout en Afrique, mais le transit vers l'Amérique et le contrôle administratif s'opèrent dans les possessions espagnoles (Canaries, Guinée espagnole) ou portugaises (Cap-Vert, Açores, Madère),.
En 2009, est mis au jour à Finca Clavijo, près de Santa María de Guía de Gran Canaria, le plus ancien cimetière connu de victimes de la traite négrière sur une île de l'océan Atlantique.

### Évolution démographiques de l'archipel
À l'époque de la conquête espagnole, qui dure près d'un siècle, de 1402 à 1496, l'immigration est relativement importante par rapport à la population indigène, même si finalement peu de colons demeurent. Environ 300 familles se seraient installées et intégrées à Gran Canaria et à Tenerife, se mélangeant avec les peuples autochtones.
Au milieu du XVIe siècle, la population des îles Canaries ne dépasse pas 35 000 habitants, dont les trois quarts de la population sur les îles de Grande Canarie et de Ténérife. Ténérife est alors l'île la plus peuplée avec un peu moins de 10 000 habitants déclarés, dont environ 2 500 de population indigène originaire de Ténérife, de Grande Canarie ou de La Gomera.
La Grande Canarie connaît deux phases au XVIe siècle, avec forte augmentation de la population au début et une pause à la fin. Au début du siècle, moins de 3 000 personnes vivent sur l'île. L'immigration en provenance de la péninsule ibérique, attirée principalement par l'industrie de la canne à sucre, et l'importation d'esclaves africains, fait passer le nombre d'habitants passer à 8 000 en 1550. À la fin du siècle, cependant, la population tombe à environ 6 000 habitants : attaques de pirates (dans les années 1590), épidémies, mauvaises récoltes et émigration. La fin de l'industrie de la canne à sucre entraîne un effondrement économique.
Les autres îles sont encore moins peuplées à la fin du siècle : La Palma (5 580 habitants), Fuerteventura (1 900), La Gomera (1 265), El Hierro (1 250), Lanzarote (1 000 au plus).
En 1574, l'émigration de Canariens vers l'Amérique est interdite, pour endiguer la dépopulation.
Vers 1600, 500 esclaves sont vendus aux îles, descendants d'esclaves vendus à Séville.[pas clair]

### Économie
L'agriculture est le moteur économique des îles Canaries pendant trois siècles.
La culture ordinaire sert à nourrir la population et à ravitailler les convois maritimes.
La canne à sucre et le vin sont destinés à l'exportation, et au ravitaillement des postes militaires des possessions espagnoles en Afrique.
Le principal produit de la culture pour un usage familial est le grain. La production céréalière augmente fortement au xvie siècle : blé, orge et, dans une moindre mesure, du seigle. Certaines îles, par exemple Lanzarote, Tenerife, Fuerteventura et La Palma, génèrent des excédents importés d'îles aux cultures céréalières déficientes. La situation change au xviie siècle	.
La culture destinée à l'exportation se développe parallèlement à celle d'autoconsommation. Immédiatement après la conquête et dans la première moitié du xviie siècle, Madère introduit la culture de la canne à sucre, particulièrement important à Grande Canarie (occupant une grande partie des terres du nord et de l'est, jusqu'à une altitude de 500 mètres), mais également à Tenerife, La Palma et La Gomera. La canne à sucre est cultivée à l'aide de systèmes d'irrigation et consomme de grandes quantités d'eau, ce qui lessive le sol, et exige toujours le défrichage de nouvelles superficies. Et de grandes quantités de bois sont nécessaires pour faire bouillir le sucre de la pulpe de canne à sucre. Les trois ressources (eau, sol et bois) étant rares aux Canaries, le coût de production augmente. Sucre et canne à sucre sont exportés vers l'Espagne, la Flandre, la France et Gênes. Le contrôle de cette branche de l'économie appartient à des marchands étrangers, surtout génois et flamands. La culture de la canne à sucre aux Canaries dure jusqu'à la concurrence américaine, qui s'exporte alors mieux vers l'Europe. Le sucre canarien s'effondre vite.

### Attaques navales
- Âge d'or de la piraterie, Liste de corsaires, Piraterie aux îles Canaries (es)

L'archipel des Canaries, avec quelques grands ports maritimes, est un très important carrefour de grandes routes commerciales pour les voiliers entre l'Europe et l'Amérique pendant environ 300 ans. Cela rend l'archipel attractif pour les pirates.

#### Réorganisation de la défense
Vers 1550, la défense des îles royales est confiée à leurs gouverneurs respectifs, et celle des îles seigneuriales aux seigneurs juridictionnels, qui disposent chacun de leurs propres milices locales.
La Capitainerie générale des Canaries est établie en 1589, au début de la guerre anglo-espagnole (1585-1604).

#### Attaques de corsaires français (1553 et 1571)
Dès 1553, le corsaire français François Le Clerc (sd-1563) réussit à piller Santa Cruz de La Palma. Un an plus tard, le militaire français Nicolas Durand de Villegagnon (1510-1571), qui cherche à répéter le pillage, échoue. Jacques de Sores (sd-sd), également français, attaque également La Palma en 1570.
En 1571, Saint-Sébastien de la Gomera est rasée par Jean Capdeville. Au fil des siècles, des forteresses sont construites sur certaines îles pour se protéger des pirates, comme le Castillo de San Gabriel près d'Arrecife à Lanzarote. La dernière attaque massive de pirates algériens a lieu en 1618, au cours de laquelle de nombreux habitants sont enlevés de la Cueva de los Verdes et vendus comme esclaves.

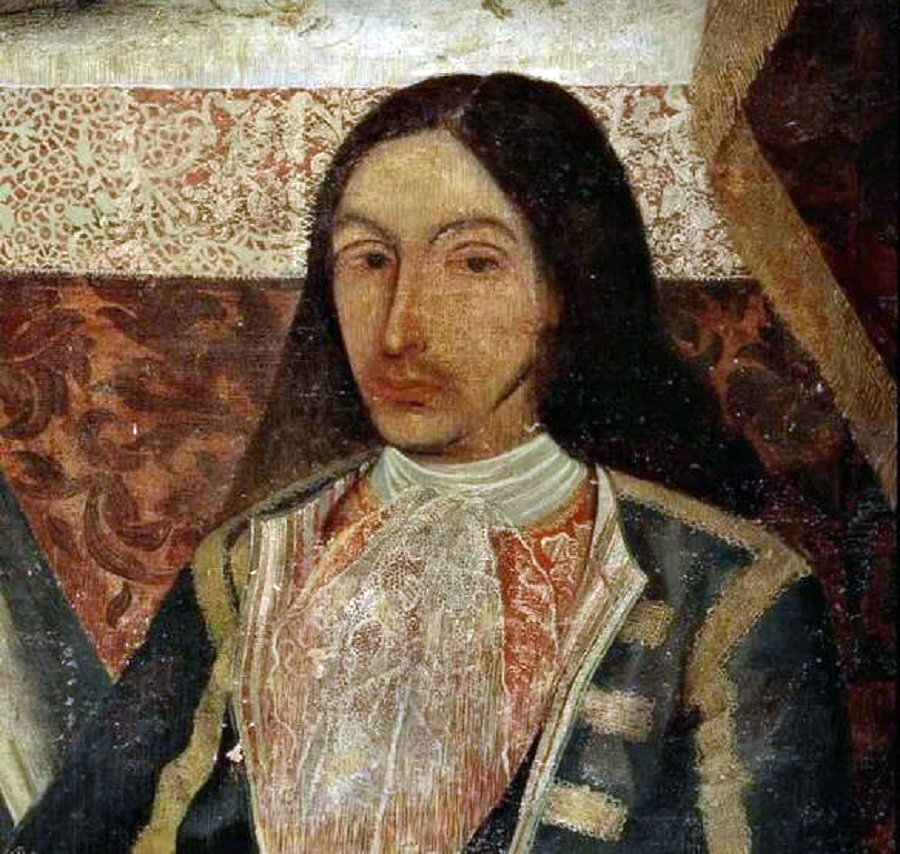
Amaro Rodríguez Felipe, le "bon" corsaire canarien.

#### Les pirates barbaresques (à partir de 1568)
Les villes et villages côtiers d'Espagne, d'Italie et des îles méditerranéennes sont à l'époque sous la menace régulière des barbaresques nord-africains : Formentera (Baléares) est abandonnée pour un temps par ses habitants, ainsi que de larges portions des côtes espagnoles et italiennes. En 1514, 1515 et 1521, les îles Baléares sont attaquées par le célèbre corsaire ottoman Khayr ad-Din Barberousse (1466-1546) : les populations capturées pendant les xvie siècle et xviie siècle sont généralement revendues comme esclaves (traite dite arabe).
Après avoir détruit Arrecife (Lanzarote), le pirate Murat Rais (1534-1609) pille la ville de Teguise (Lanzarote) en 1568, et tue ou réduit en esclavage beaucoup de ses habitants. Une plaque commémorative dans la rue Callejon de Sangre (« ruelle du sang ») rappelle cette tragédie.
Ces attaques durent jusqu'en 1618, année durant laquelle des « Berbères » réduisent à nouveau la ville en cendres.
Le fort Castillo de Santa Bárbara de Téguise (es), édifié sur le volcan Guanapay (435 m) et devant servir de protection contre ces attaques, s'avère bien insuffisant. La ville subit une vingtaine de raids en trois siècles.

#### Attaque de l'amiral Van der Does pour les Provinces-Unies (1599)
En 1599, au cours de la guerre de Quatre-Vingts Ans (1568-1648), une flotte de plus de 70 navires des Provinces-Unies, arrivée au large de la Grande Canarie sous le commandement de l'amiral Pieter van der Does (1562-1599), parvient à débarquer et à prendre Las Palmas pour quelques jours, mais échoue à pénétrer à l'intérieur de l'île en raison de la stratégie de défense des défenseurs canariens.
Une précédente attaque contre San Sebastián de la Gomera s'est également soldée par une défaite pour Pieter van der Does.
En 1599, il poursuit la navigation vers l'île de São Tomé, où il semble avoir trouvé la mort, peut-être à la suite de blessures reçues à Las Palmas.

## XVIIesiècle

### Contexte

Armoiries du royaume des îles Canaries au XVIIe siècle

Le traité de Londres (1604), qui met fin à la guerre anglo-espagnole de 1585-1604, rétablit le statu quo ante bellum, dont la fin des perturbations anglaises de temps de guerre, contre le trafic transatlantique espagnol et son expansion coloniale (article 6). Mais l'état de paix entre les deux pays ne dure pas : la guerre reprend en 1625-1630, puis en 1654-1660.
Parmi les catastrophes naturelles du siècle, le déluge de San Dámaso (es) (1645) pluies diluviennes avec destructions.

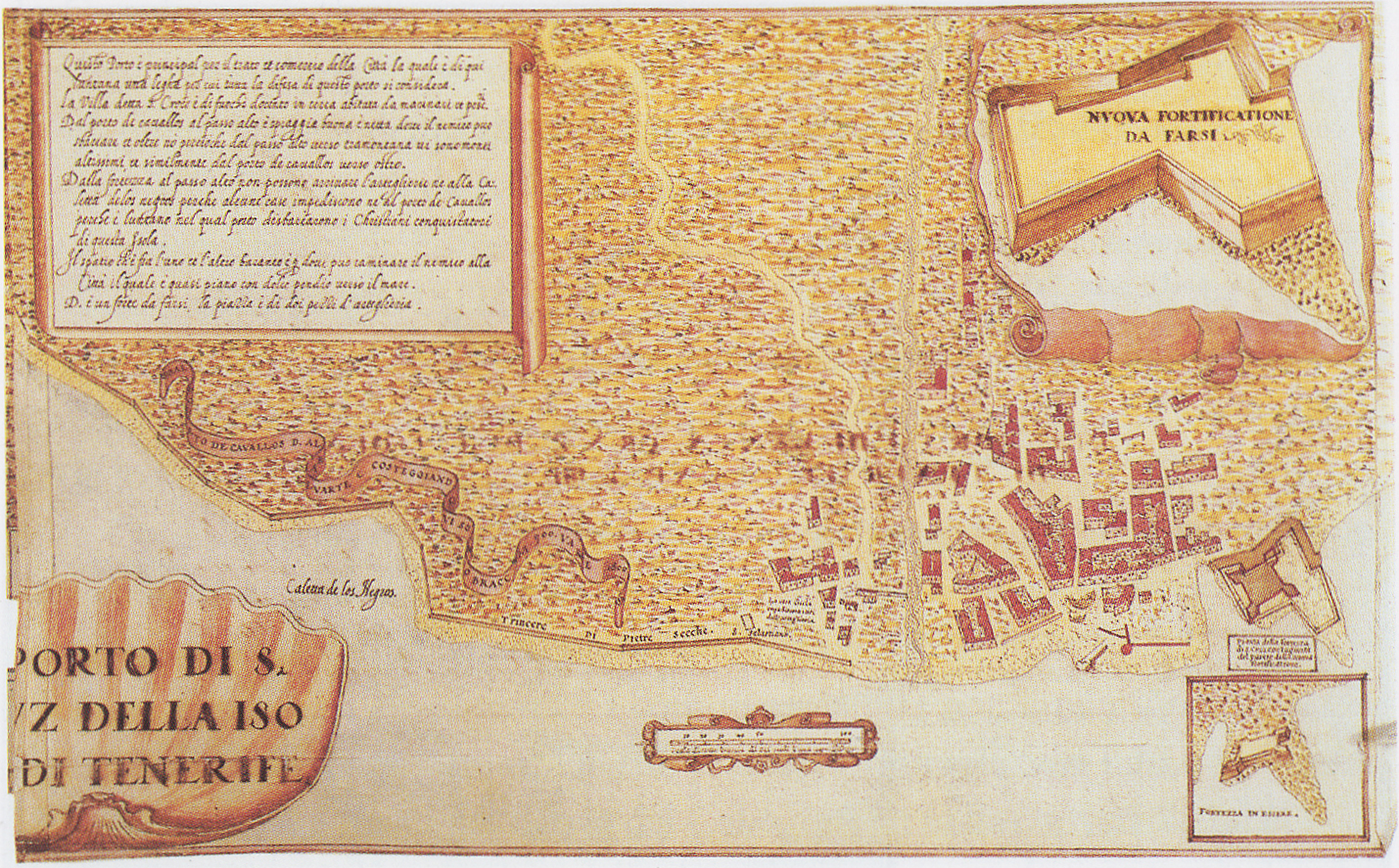
Santa Cruz de Ténériffe, redéfinie par Leonardo Torriani (1588)
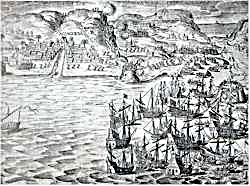
Attaque de Las Palmas par Pieter van der Does (1599)
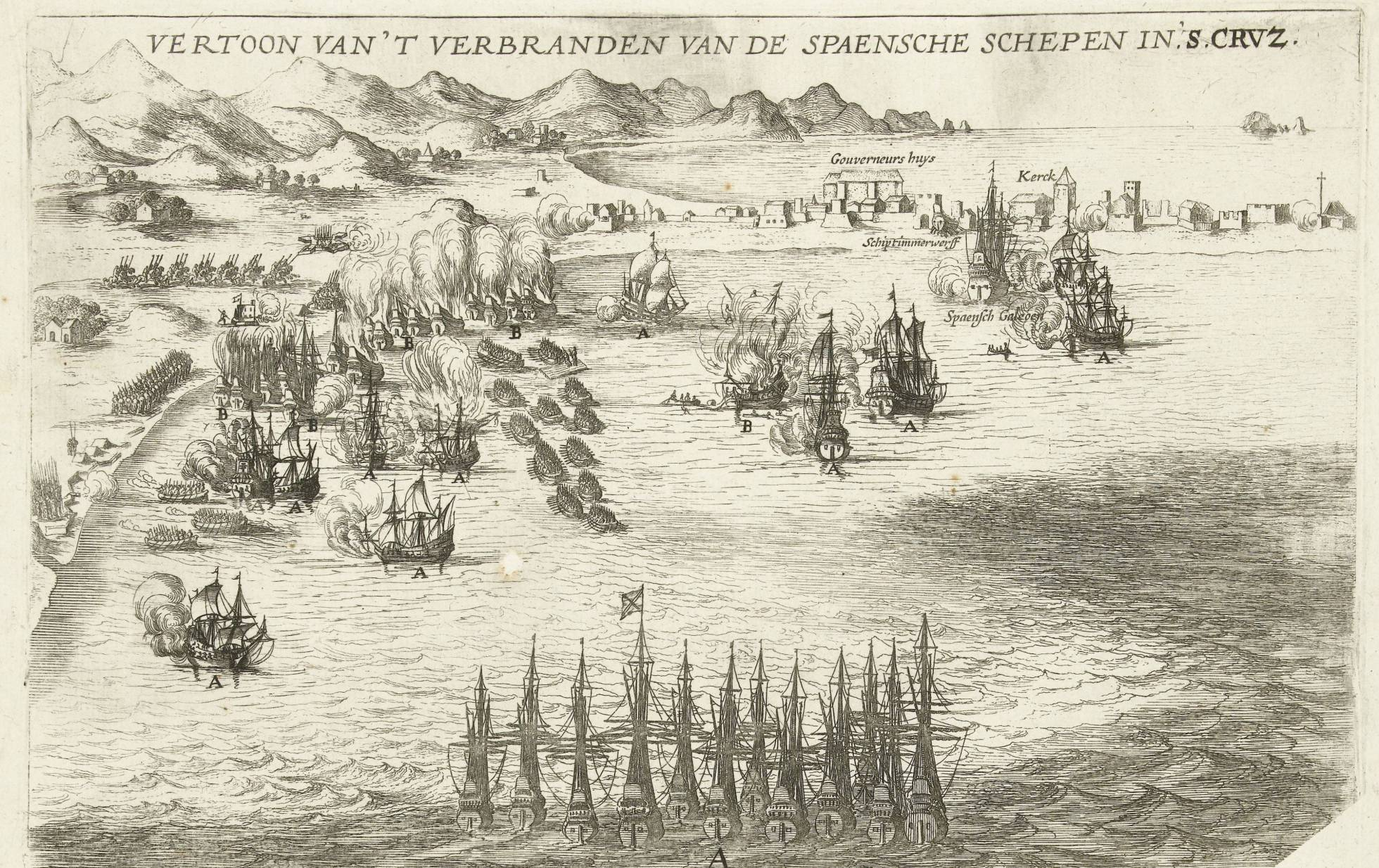
Bataille de Santa Cruz de 1657, gravure
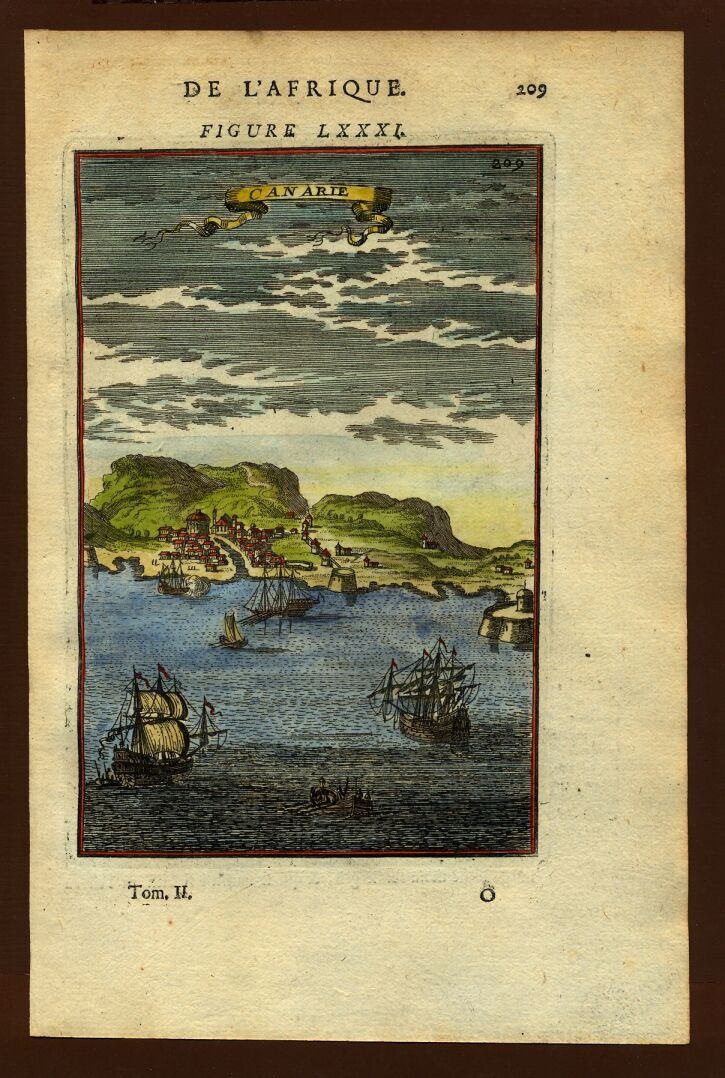
Pic de Ténérife (1683)
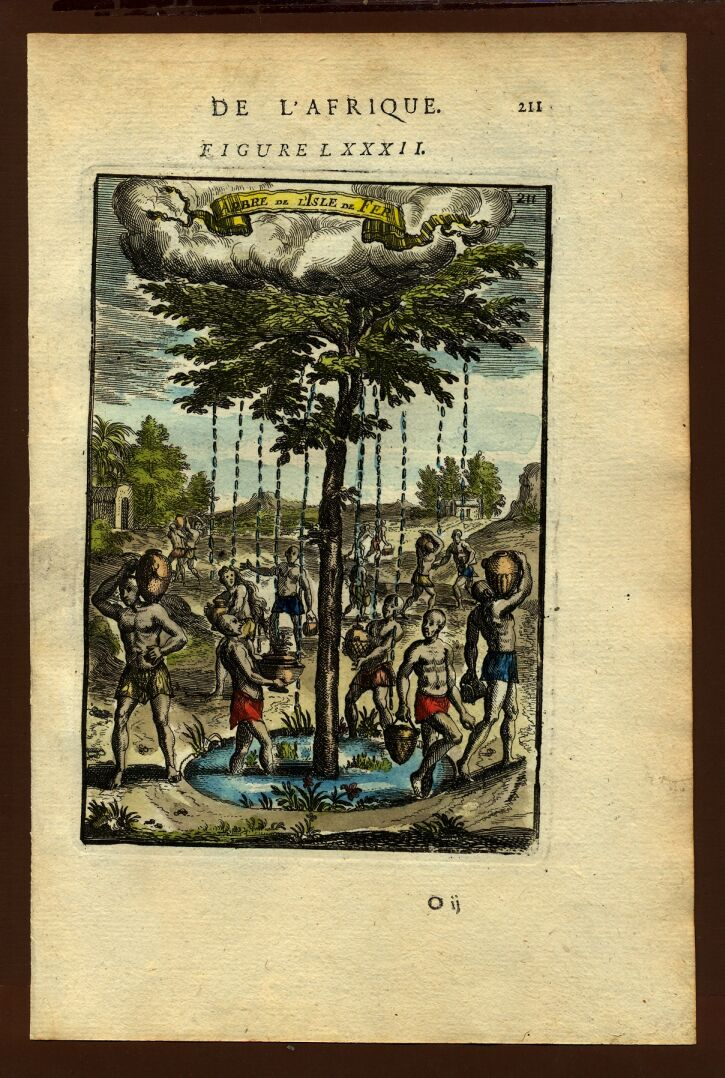
Arbre sur l'île de Fer (El Hierro) (1683)

### Société
La société canarienne d'alors présente (et accentue) les caractéristiques habituelles des sociétés européennes : la population se compose principalement d'agriculteurs, généralement sans terre propre. L'ordre social accorde des privilèges aux élites nobles et ecclésiastiques. Le clergé numériquement important s'accommode sans problème d'une économie esclavagiste.
La noblesse se compose des descendants des chefs de la conquête des îles Canaries. Leur puissance économique s'appuie sur la possession et l'exploitation de vastes domaines, et l'exportation de produits tels que le sucre au xvie siècle et le vin au xviie siècle. Les revenus ainsi générés alimentent l'administration des biens de l'Église, des terres et des travaux. Ils ont le contrôle des forces politiques et militaires, et se concentrent sur les grands centres de population des îles, comme Las Palmas, La Laguna et La Orotava. Bien que formant des alliances avec la classe moyenne, en particulier avec les familles immigrées, ils constituent un groupe social autonome et endogame.
Le clergé paraît très occupé. De nombreux ordres religieux se sont constitués aux xvie siècle et xviie siècle grâce au mécénat de la noblesse et de la bourgeoisie commerçante. L'abondance de couvents dans les capitales des îles, telles que La Laguna, Las Palmas, La Orotava, Telde, Garachico, Santa Cruz de La Palma et Teguise, témoigne de la force numérique.
Le clergé, exempté d'impôts, perçoit la dîme des paysans.
Cependant, seul le haut clergé (évêques, chanoines, doyens) bénéficie de la dîme, tandis que le bas clergé vit dans la même situation que la plupart du reste de la population.
Ce groupe de population inactif est supporté par le reste de la société, ce qui en fait un fardeau économique, en particulier pendant les crises économiques.
Le tiers-état demeure une collection lâche de différents groupes de population qui diffèrent par emplois et revenus, mais tous soumis à tous les impôts et, à quelques exceptions près, exclus des emplois lucratifs. Les sous-groupes correspondent aux classes moyennes, aux agriculteurs, aux artisans, aux groupes marginalisés et aux esclaves.
La classe moyenne se compose principalement d'immigrants européens installés aux îles Canaries. Ils tirent leur position économique et sociale, supérieure et revendiquée comme telle, de la production et de la vente de sucre et de vin, et sont étroitement liés à la classe dirigeante.
Les agriculteurs représentent plus de 80 pour cent de la population et diffèrent selon qu'ils possèdent leur propre terre ou travaillent comme journaliers sur la propriété d'autrui. Pour le meilleur ou pour le pire, ils sont à la merci des récoltes et des intempéries, et sont donc souvent confrontés à la famine et aux épidémies. Le nombre d’artisans sur les îles reste faible, parce que la population globale est faible et que la majorité de la population effectue le travail elle-même. Tonneliers, forgerons, menuisiers et spécialistes similaires sont requis uniquement pour quelques tâches. Les artisans sont limités aux grandes agglomérations. Au sein du groupe des artisans, il existe des groupes marginaux se consacrant à des tâches méconnues et/ou méprisées : bourreaux, bouchers, sages-femmes, etc.
Il existe aussi des vagabonds et des mendiants, dont le nombre accompagne la montée et la chute de l'économie.
Les esclaves jouent un rôle important dans l'ordre social. Les serfs, dont certains proviennent des Guanches, mais qui sont pour la plupart désormais importés d'Afrique, effectuent des travaux agricoles ou domestiques. Les esclaves berbères se rencontrent en grand nombre à Lanzarote et à Fuerteventura, où ils compensent le manque de population indigène. Les esclaves noirs sont le produit de raids effectués sur la côte africaine voisine. Les esclaves noirs sont utilisés principalement dans les plantations de canne à sucre à Tenerife, Gran Canaria et La Palma. Le nombre des esclaves ne joue pas un grand rôle dans la composition de la population. Lorsque la culture de la canne à sucre est abandonnée, comme non rentable, leur nombre est considérablement réduit par leur libération. Les esclaves affranchis constituent le niveau le plus bas de la société, mais leurs descendants se mêlent au reste de la population, généralement par métissage.
- Titres nobiliaires espagnols des îles Canaries (es) : ainsi, le Marquisat de Lanzarote (es) est créé en 1584, et perdure.

### Économie
La culture des céréales conserve son statut, certaines îles, en particulier Ténérife, sont devenues déficitaires en raison de l'augmentation de la viticulture, de sorte qu'elles doivent acheter davantage de céréales à Fuerteventura, Lanzarote et même au Maroc.
En raison de la crise du sucre, la vigne s'impose. Le vin est introduit comme produit principal de l'agriculture d'exportation canarienne à la fin du xvie siècle, en coïncidence avec la demande et le prix élevé du vin. La viticulture est principalement pratiquée à Tenerife et à La Palma, où la superficie cultivée augmente au détriment de l'agriculture d'autosuffisance. La production de vin à Tenerife s'élève à 30 000 barils par an à la fin du xviie siècle (un baril équivalant à 480 litres). Le vin s'exporte vers la Flandre, la France et l'Espagne continentale, mais surtout vers l'Angleterre, où le vin canarien jouit d'une grande réputation. Le vin des Canaries se vend également dans les colonies anglaises d'Amérique. L'industrie du vin est initialement entre les mains de Juifs convertis et de quelques marchands de Séville, puis rapidement des marchands anglais, hollandais et français. Le déclin de la viticulture commence vers 1680, lorsque les vins portugais expulsent les vins des Canaries du marché britannique. La crise économique qui s'ensuit est particulièrement sensible à Ténérife, d'où une grande partie de la population émigre vers les autres îles Canaries ou vers les colonies américaines et où la population stagne en conséquence.
La Compagnie des Canaries (es) (Canary Company, 1665-1667) est une société anglaise fondée en 1665 dans le but d'acquérir des vins canariens à bas prix, visant à établir un monopole sur le commerce avec les îles.
Les îles ayant des relations d'import-export avec les pays étrangers (Tenerife, La Palma et Grande Canarie) servent d'intermédiaires pour les importations et exportations des autres îles. La plupart des échanges économiques avec les pays étrangers concernent l'Europe. Aux xvie siècle et xviie siècle, les Canaries importent des tissus, des outils, des produits de luxe et divers produits finis et exportent du sucre et du vin, de l'orseille, des céréales et du cuir.
Le commerce avec l'Amérique est longtemps en grande partie illégal en raison de la Casa de Contratación, administration coloniale espagnole, créée à Séville en 1503, supprimée en 1790, et chargée de collecter un impôt de 20% sur toute cargaison transatlantique (entre autres).
Les Canaries exportent du vin, du vinaigre, des poires en conserve, des coings, des fruits secs et autres vers l'Amérique. En retour, ils importent du cacao, du tabac, du bois brésilien et des meubles.

### Attaques anglaises
L'Angleterre tente également à plusieurs reprises de s'emparer des îles Canaries, par sa flotte régulière comme par ses corsaires.
Le corsaire William Harper attaque Lanzarote et Fuerteventura en 1593. Sir Francis Drake (1540-1596) est repoussé avec succès au large de Las Palmas en 1585 et à nouveau en 1595. Walter Raleigh (1552-1618) attaque Fuerteventura et Tenerife en 1595 et la ville d'Arrecife en 1616. Une attaque de l'amiral Robert Blake (1598-1657) sur Tenerife échoue en 1657.

### Population
Contrairement à ce qui se passe dans la péninsule ibérique, le XVIIe siècle est une période de croissance démographique.
La population des îles Canaries passe de 41 000 habitants en 1605 à 105 075 en 1688, dont environ 70 % pour les îles occidentales. Tenerife et Grande Canarie restent les îles les plus peuplées avec respectivement 50 000 et 22 000 habitants. Parmi les autres îles, La Palma est la seule à dépasser 14 000 habitants. Le reste des îles connaît des augmentations importantes permettant d'atteindre environ 4 000 habitants par île.
La cause de cette croissance inégale est la croissance économique à Tenerife et La Palma, due à la conversion à l'industrie du vin profitable à l'exportation. Dans le même temps, les îles Canaries orientales souffrent toujours de l'effondrement économique de la canne à sucre, des attaques de pirates, des épidémies et de l'émigration vers Tenerife et La Palma. Tout cela explique la stagnation de la population, qui prend fin seulement au dernier tiers du siècle.

## XVIIIesiècle

### Catastrophes naturelles
Sur Ténérife, en 1704-1705, des éruptions ont lieu près de Fasnia, Arafo/Las Arenas et Siete Fuentes, précédant l'éruption du volcan Trevejo en 1706 (Arenas Negras), près de Garachico.
Sur Lanzarote, en 1730-1736, le volcan Timanfaya entre dans une longue période éruptive, avec la formation de 300 cratères.
Le séisme du 1er novembre 1755 à Lisbonne provoque un très puissant tsunami qui ravage une parie des côtes marocaines et des archipels atlantiques, dont les Açores. La documentation manque en ce qui concerne les Canaries.
En 1766, a lieu la tempête de Reyes (es), une tempête de pluies torrentielles dévastatrices.
Enfin, en 1798, l'éruption du Pico Viejo (Montaña Chahorra), dure quatre mois ; elle est observée par Alexander von Humboldt (1769-1859).

### Économie
Au xviiie siècle, la crise viticole permet aux marchés céréaliers de Tenerife et de La Palma de se redresser, mais les pertes causées par la viticulture ne peuvent être compensées malgré une recherche intensive de marchés de vente en Hollande puis aux États-Unis. Dans le même temps, de nouvelles cultures importées d'Amérique se répandent avec les pommes de terre, le maïs et les tomates, qui prennent rapidement de l'importance et apportent de la variété au régime alimentaire auparavant restreint des îles Canaries. Le grand succès de ces nouvelles récoltes renforcé l'économie canarienne, tandis que l'activité volcanique de Lanzarote donne un élan à la viticulture.
Dans le commerce des Canaries avec l'Amérique au XVIIIe siècle, Ténérife était l'île hégémonique, dépassant 50 % du nombre de navires et 60 % du tonnage. Sur les îles de La Palma et Gran Canaria, le pourcentage est d'environ 19% pour la première et 7% pour la seconde.
Les lois de libre-échange du XVIIIe siècle augmentent le volume de commerce avec l'Amérique.
Pendant un siècle, fonctionne légalement le tribut de sang des Canaries (es) (1684-1778) : crise agraire et indices de surpopulation obligeant, chaque tranche de cent tonnes de produits importés des Canaries en Amérique autorise l'émigration de cinq familles canariennes en Amérique, également pour épauler la colonisation espagnole en Amérique (contre les implantations d'autres puissances étrangères).

### Population
La population passe de 105 075 à la fin du XVIIe siècle à 194 516 en 1802.
La répartition de la population reste inégale : plus des deux tiers se concentre sur les grandes îles de Tenerife et de Gran Canaria, tandis que la population d'El Hierro stagne. La population des îles orientales augmente fortement, car les îles occidentales souffrent d'une grave crise viticole qui pousse à l'émigration vers l'Amérique.
Au cours de la longue histoire des colonies espagnoles en Amérique, l'émigration des îles Canaries vers l'Amérique, interdite ou encouragée, se poursuit pendant plus de 500 ans jusqu'aux années 1950. Pour certaines régions d'Amérique latine, l'émigration canarienne a été cruciale pour leur établissement. Les destinations les plus importantes en Amérique latine sont encore en premier lieu le Venezuela, Cuba et Hispaniola, un peu moins l'Uruguay et le nord du Mexique.
Les raisons de l'émigration sont les attaques des corsaires et des pirates (sur les îles de l'archipel), l'effondrement des monocultures respectives (canne à sucre, vin, cochenille), la faim provoquée par de longues périodes de sécheresse et des éruptions volcaniques importantes, mais également la concentration croissante sur quelques familles de la propriété des terres cultivables.

### Les Canaries dans les guerres duXVIIIesiècle
- La bataille de Santa Cruz de Tenerife (1706) (es) pendant la guerre de Succession d'Espagne.
- Les attaques de corsaires britanniques à Fuerteventura en 1740 (es), durant la guerre de l'oreille de Jenkins.
- La bataille de Santa Cruz de Tenerife (1797) menée par l'amiral anglais Horatio Nelson.

L'amiral John Jennings (1664-1743) est vaincu lors d'une attaque contre Santa Cruz de Tenerife en 1706, tout comme le corsaire Woodes Rogers (1679-1732) deux ans plus tard. En 1744, le corsaire Charles Windon attaque Saint-Sébastien de la Gomera et La Palma.
L'amiral Horatio Nelson menace Santa Cruz de Tenerife avec sept grands navires de guerre en 1797, espérant initialement prendre d'assaut le fort central de la ville avec environ 700 hommes. Le plan, basé sur l'improbabilité d'attaquer la position centrale la plus forte du port, est retourné par les défenseurs l'avaient, et l'artillerie portuaire, ensuite repositionnée, coule de nombreuses péniches de débarquement. La troupe complètement trempée et presque sans munitions, qui a néanmoins réussi à débarquer, est piégée par les milices canariennes au milieu de Santa Cruz. Nelson, grièvement blessé au bras droit par des éclats de boulet de canon, doit abandonner, après avoir perdu 226 de ses hommes (noyés ou abattus). Avec beaucoup de chance, son bateau peut rejoindre l'escadre, et le bras blessé de Nelson est amputé à l'épaule par un médecin français, avec une simple scie, sur une table de cabine. Les survivants anglais capturés, avec noblesse, renvoient le général Antonio Gutierrez, qui avait deviné le plan d'attaque de Nelson. Aujourd'hui, le puissant canon de bronze "El Tigre" du musée militaire de Santa Cruz, qui aurait tiré le coup décisif qui a coûté le bras à Nelson, commémore l'unique échec de Nelson.

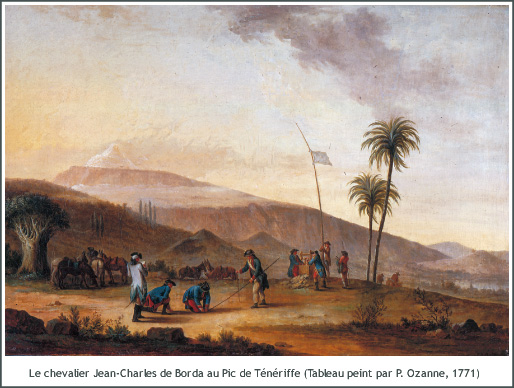
Pierre Ozanne, Jean-Charles de Borda mesurant le Pic de Ténériffe (1771)
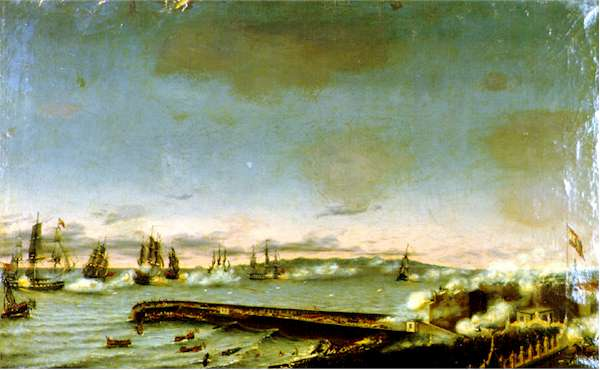
Attaque anglaise de Santa Cruz de Ténériffe en 1797 (1848)
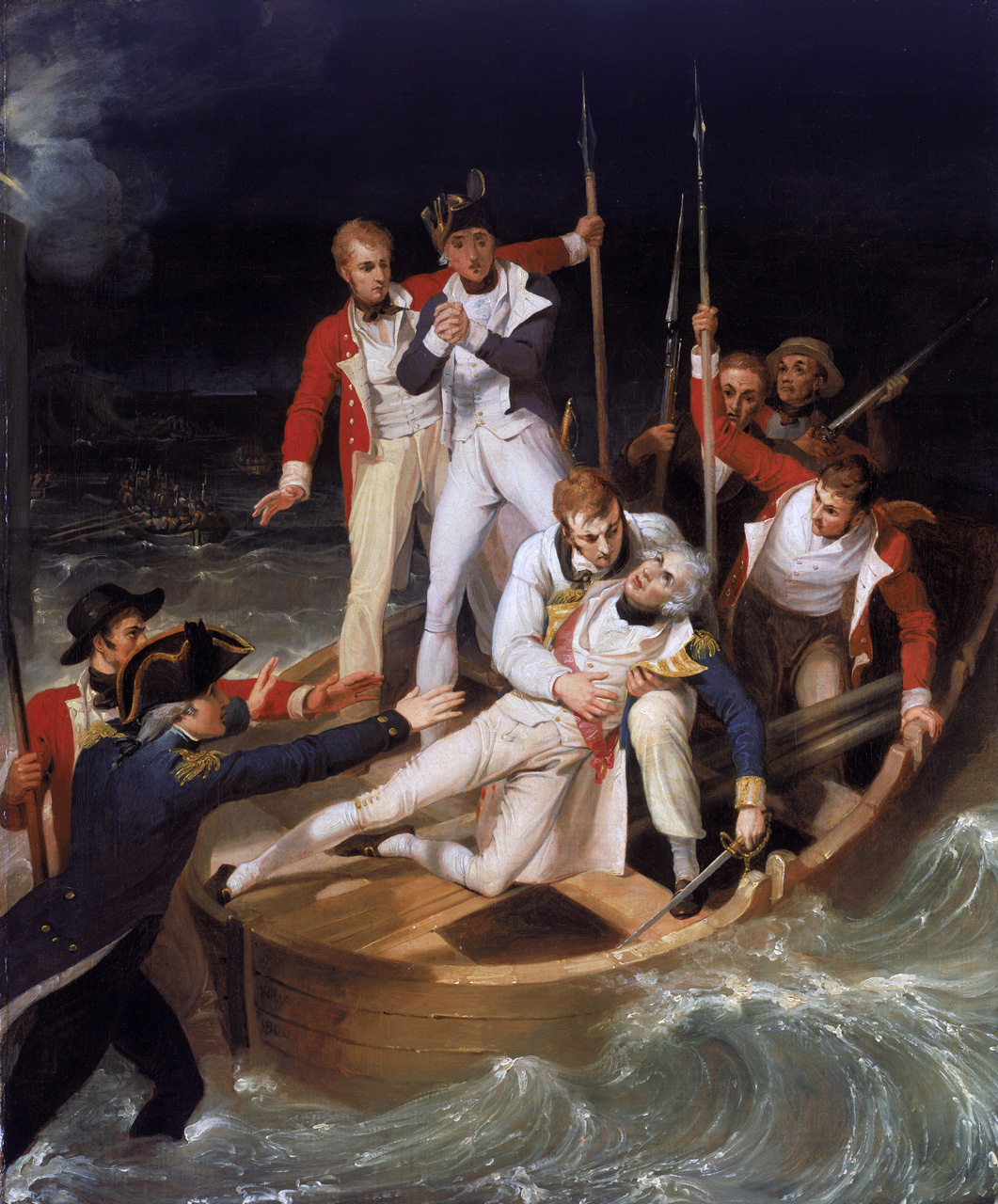
Richard Westall, L'amiral britannique Horatio Nelson blessé lors de l'attaque de Ténériffe
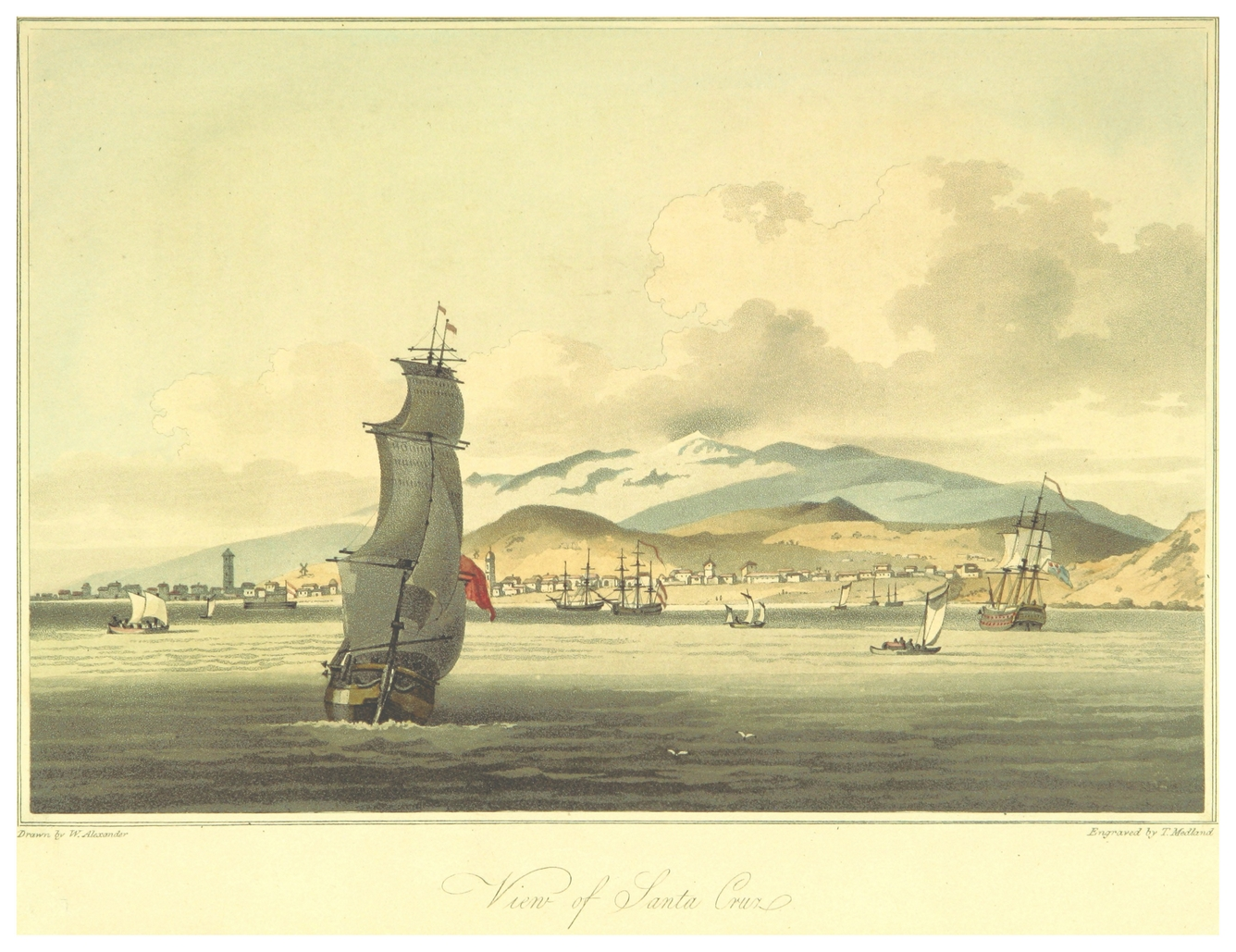
John Barrow (1764-1848), Vue de Santa Cruz (1806)

## Historiographie des Canaries à l'Époque moderne
Le constructeur de forteresse Leonardo Torriani (1559-1628) devient particulièrement connu sur l'archipel avec son rapport Description et histoire du royaume des îles Canaries (1588-1589) pour le roi Philippe II, écrit en italien vers 1590 (environ 100 ans après la conquête). et Antonio de Viana (1578-1650), qui a traité l'histoire de manière littéraire, mais avec un certain nombre d'éléments fictifs.
Vers 1590, Gonzalo Argote de Molina (es) (1548-1596) publie son Historia de las islas Canarias.
Alonso de Espinosa (1543-1616) publie en 1594 Del origen y milagros de la Santa Imagen de nuestra Señora de Candelaria, que apareció en la Isla de Tenerife con la descripción de esta Isla, Notre-Dame de Candelaria, qui serait apparue en 1390 à deux Guanches, à l'origine de la dévotion populaire à la désormais sainte patronne de l'archipel,
En 1632 paraît, rédigée vers 1590-1600 par le frère franciscain Juan de Abreu Galindo (es), une « Histoire de la conquête des sept îles Canaries ». L'auteur aurait apparemment eu accès à des documents de l'époque de la conquête.
À la fin du xviiie siècle, le clerc José de Viera y Clavijo (en) (1731-1813)) tente de résumer toutes les informations connues à l'époque, dans son livre, Noticias de la historia general de las Islas de Canaria (es) (1772-1783).
Dans tous les cas, il s'agit d'une vision européenne, européo-centrée, gommant le vandalisme culturel des conquérants, cherchant à faire disparaître, par destruction systématique, tout héritage de l'ancienne culture canarienne, païenne : bâtiments, grottes, lieux de culte, etc., jusqu'aux recherches archéologiques récentes.

## XIXesiècle
Catastrophes naturelles : les intempéries de 1826 aux Canaries (es).
La population de l'archipel passe de 194 516 habitants en 1802 à 364 408 en 1900.

### Institutions
En 1792 est créée l'unique université des îles Canaries, à San Cristóbal de La Laguna
En 1812, à Cadix, le parlement espagnol met en place un nouveau niveau administratif, à la suite duquel les premières administrations municipales (ayuntamientos) apparaissent aux îles Canaries.
En 1821, les îles Canaries sont déclarées province espagnole avec pour capitale Santa Cruz de Tenerife (jusqu'en 1927).
La rivalité pour la préséance avec Las Palmas de Grande Canarie entraîne de 1840 à 1873 une division de l'archipel entre une zone occidentale et une zone orientale.
Le chef du Parti libéral des Canaries (Partido Liberal Canario) basé à Grande Canarie, Fernando León y Castillo (1842-1918), fait campagne pour la suprématie de sa région, ce qui est perçu aujourd'hui comme le déclencheur de la division définitive de l'archipel.

### Économie
En 1852, la reine Isabelle II (1830-1904) déclare les îles Canaries zone de libre-échange par la Loi des ports francs des Canaries (es) de Juan Bravo Murillo (1803-1873). Les avantages tarifaires accordés conduisent à une relance de l'économie canarienne.
La crise de la cochenille (es) à partir de 1880 entraîne une émigration massive, un réajustement de l'agriculture (tabac, canne à sucre), une augmentation de la dépendance de l'archipel à l'extérieur, une hausse des prix des produits de subsistance, une soumission aux investissements anglais[pas clair].

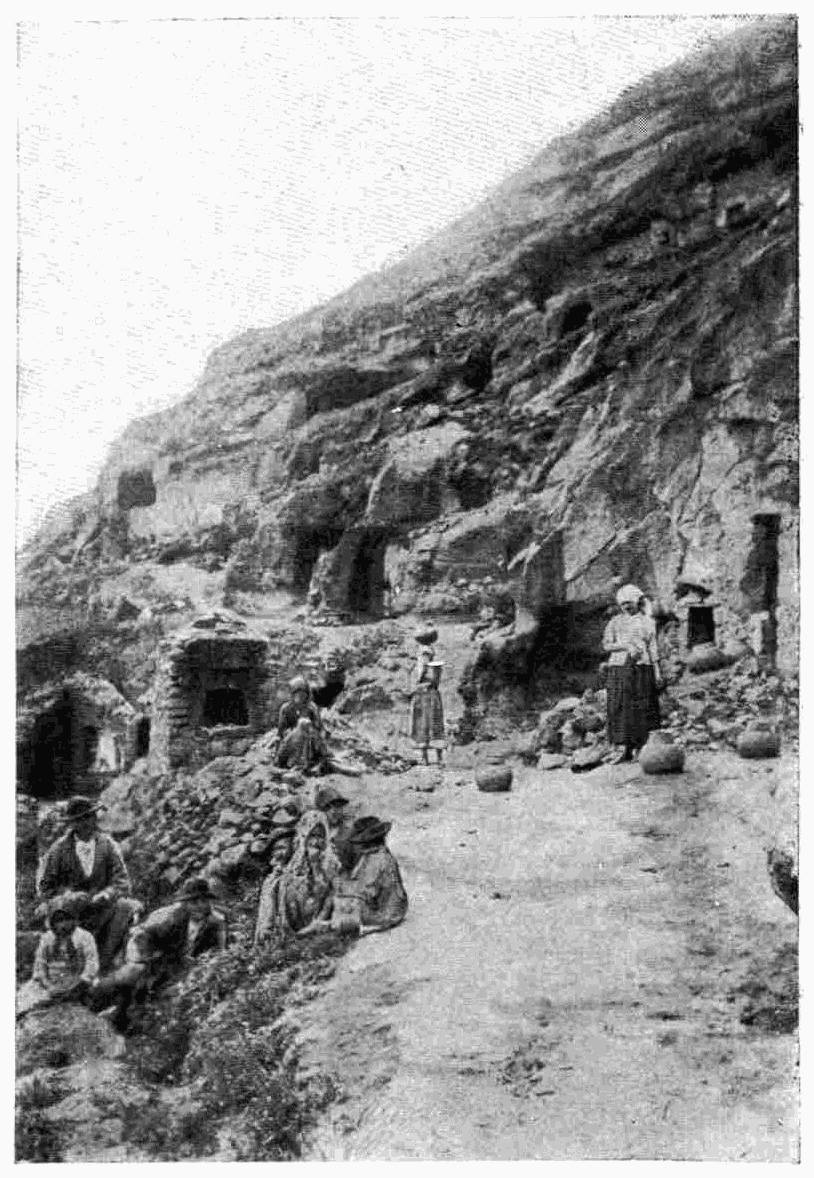
Habitat troglodyte, Grande Canarie, 1850 ?
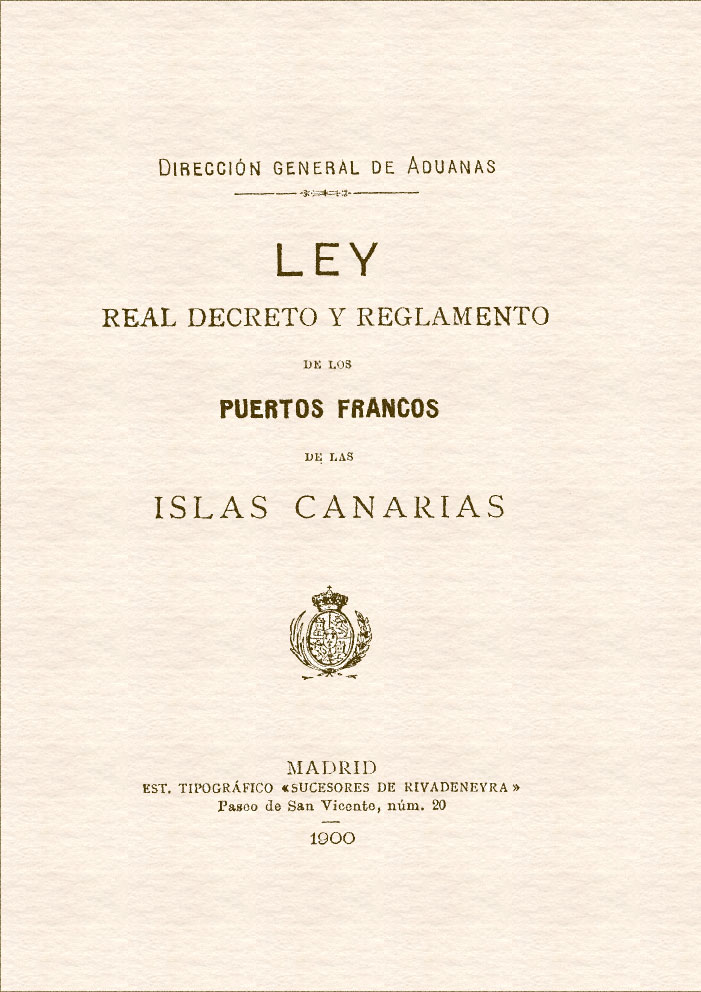
Réédition du texte de la loi des ports francs des Canaries (1852)
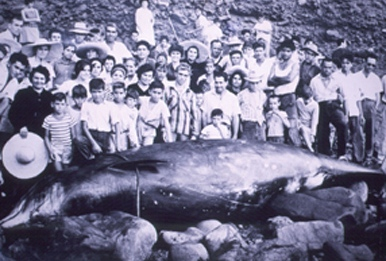
Baleine à bec échouée, 1860
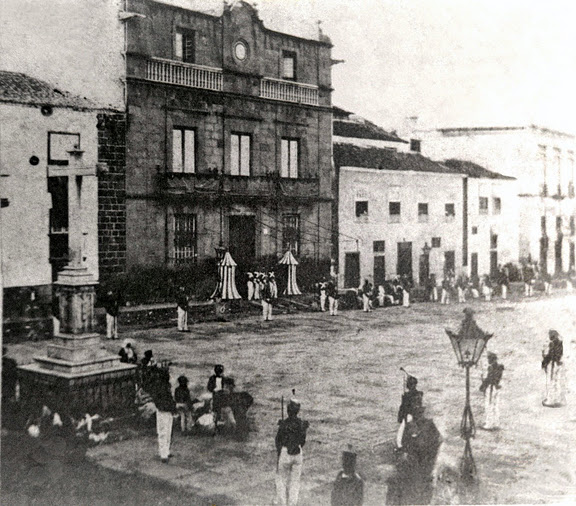
Plaza de La Candelaria (Palacio de Carta), 1864
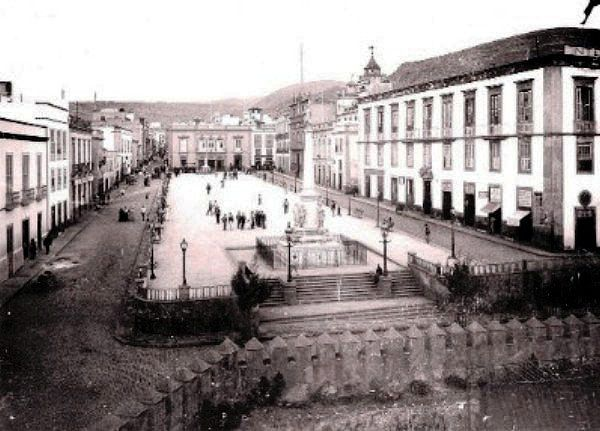
Plaza de La Candelaria, 1870
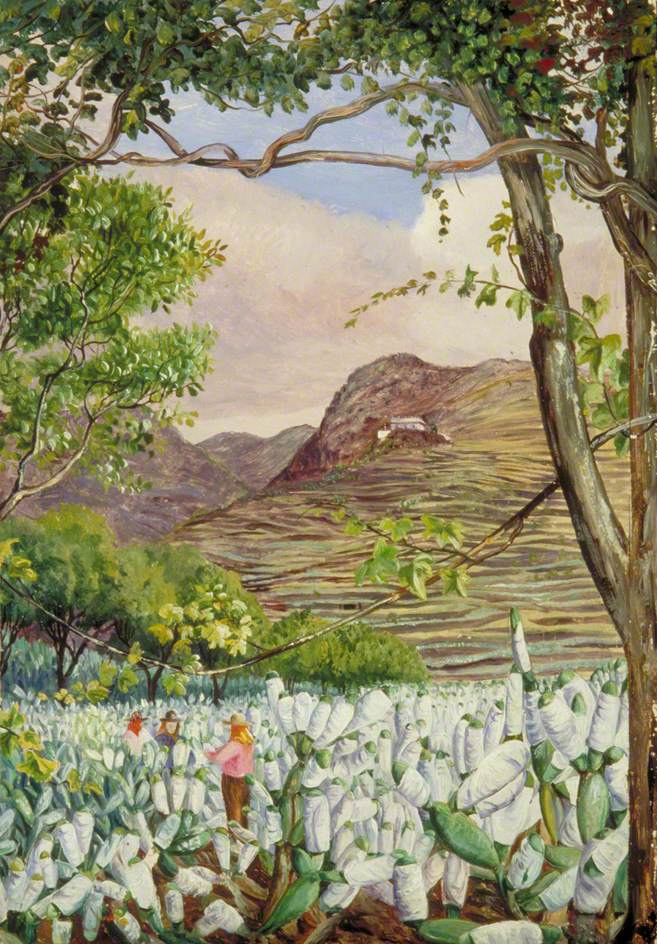
Jardin de cactées à Santa Cruz de Ténériffe, 1875
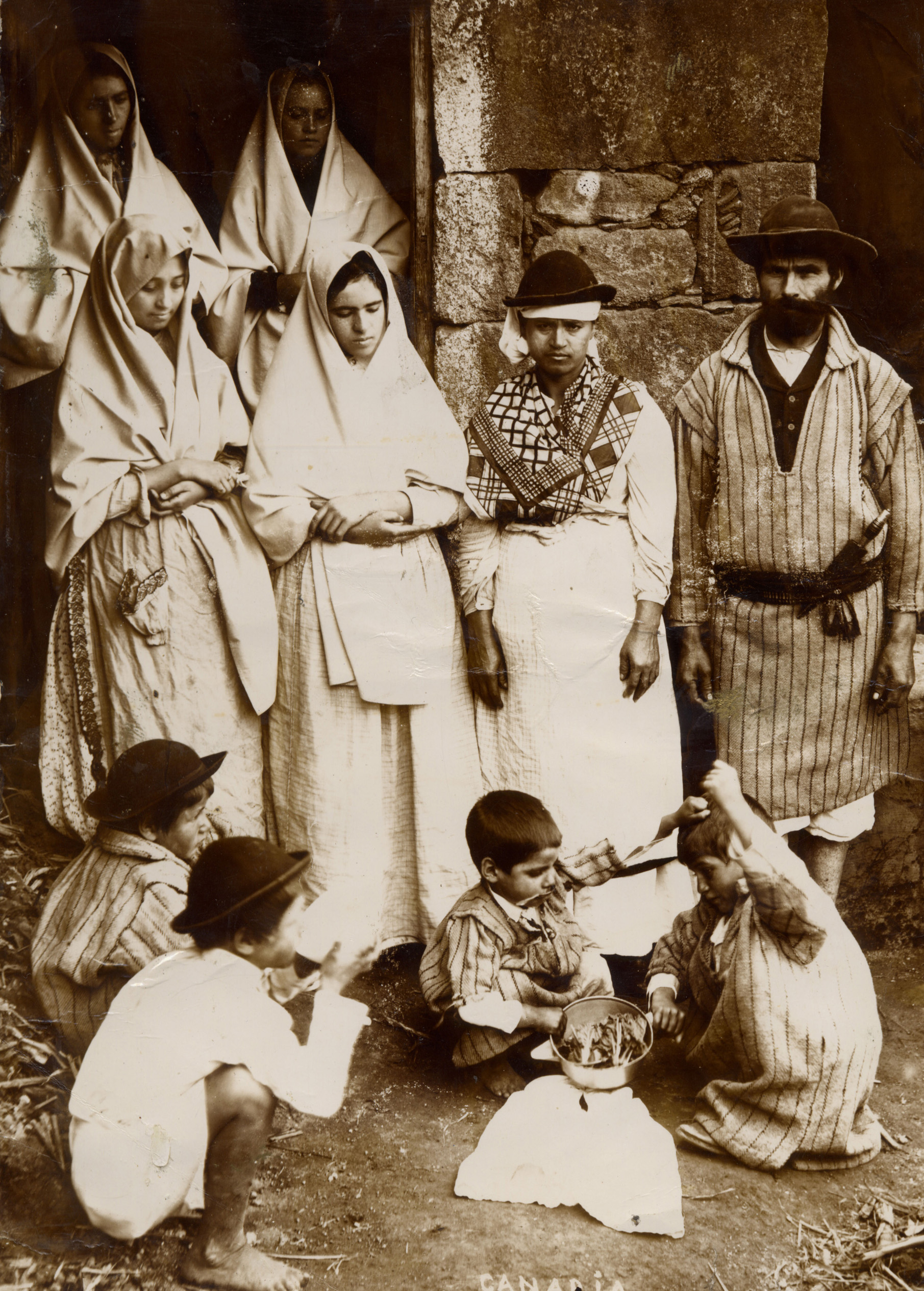
Cho Bartolo el de La Degollada et sa famille à Gáldar, 1880-1885
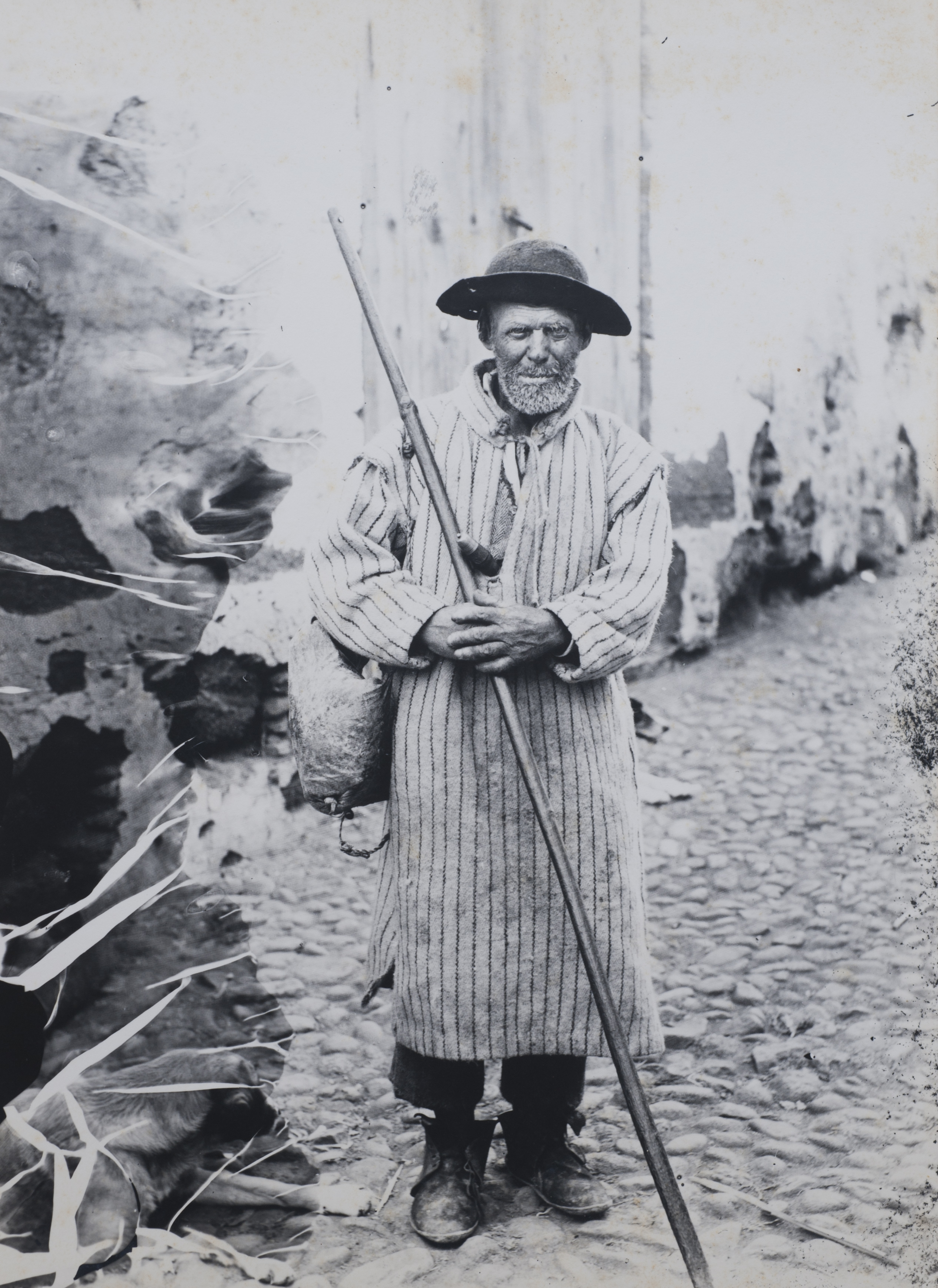
Paysan de la Grande Canarie, 1885-1890
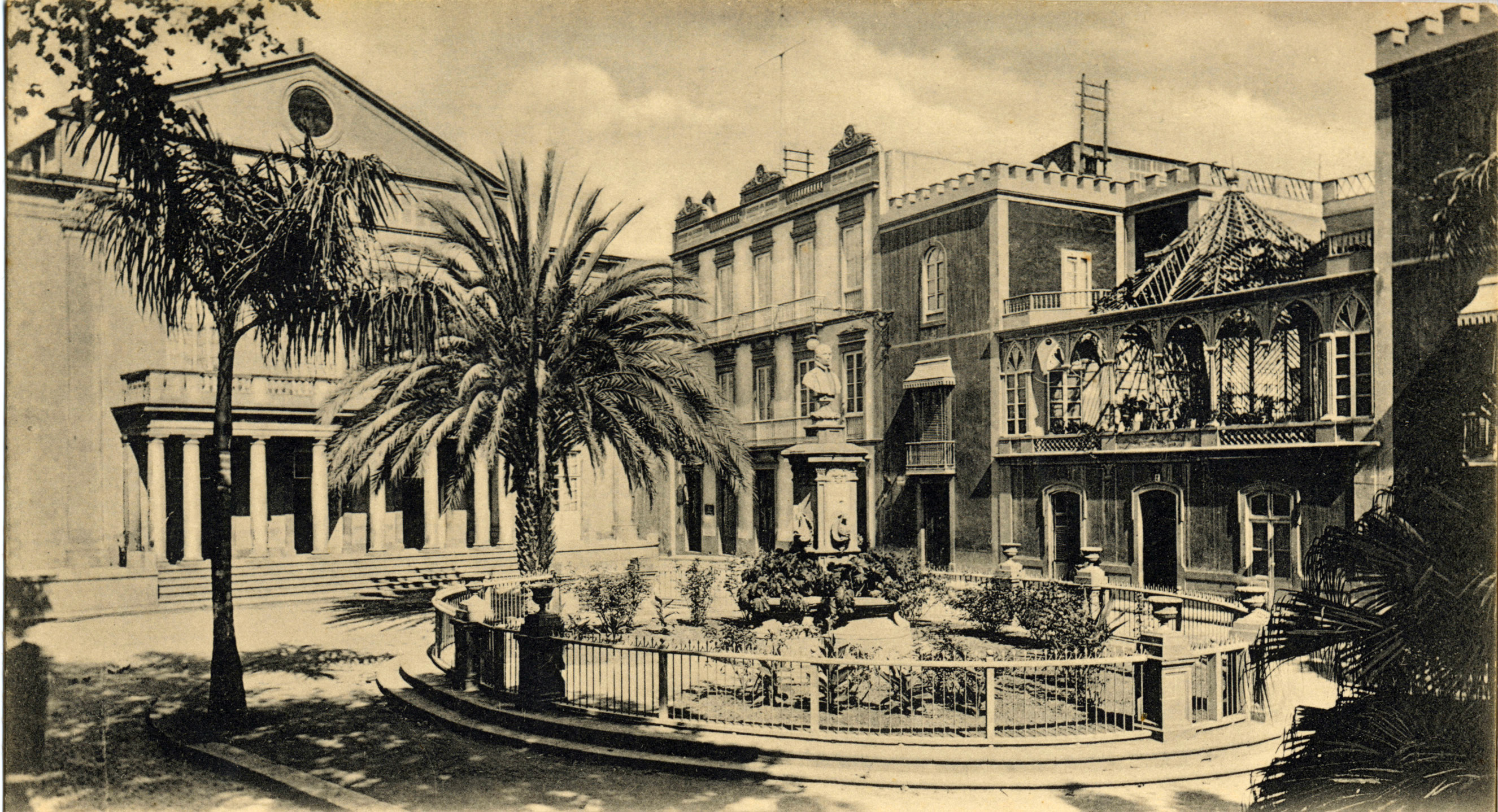
Las Palmas, théâtre et Place Cairasco, 1890
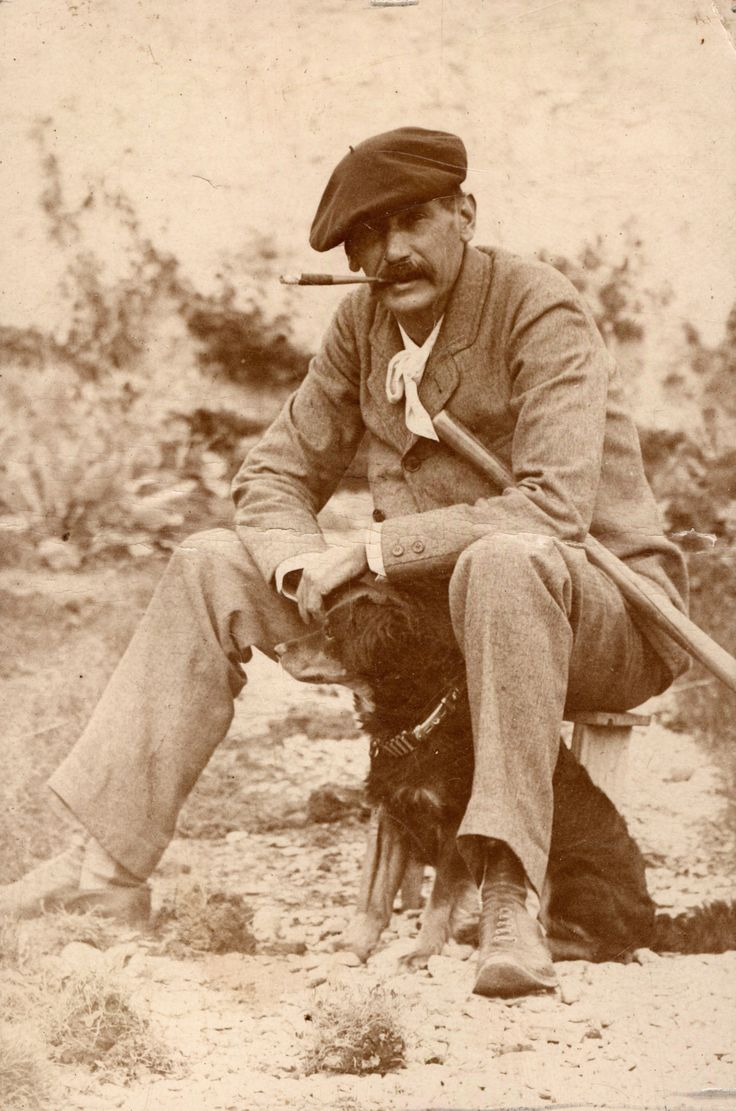
Benito Pérez Galdós avec son chien, Las Palmas, 1890
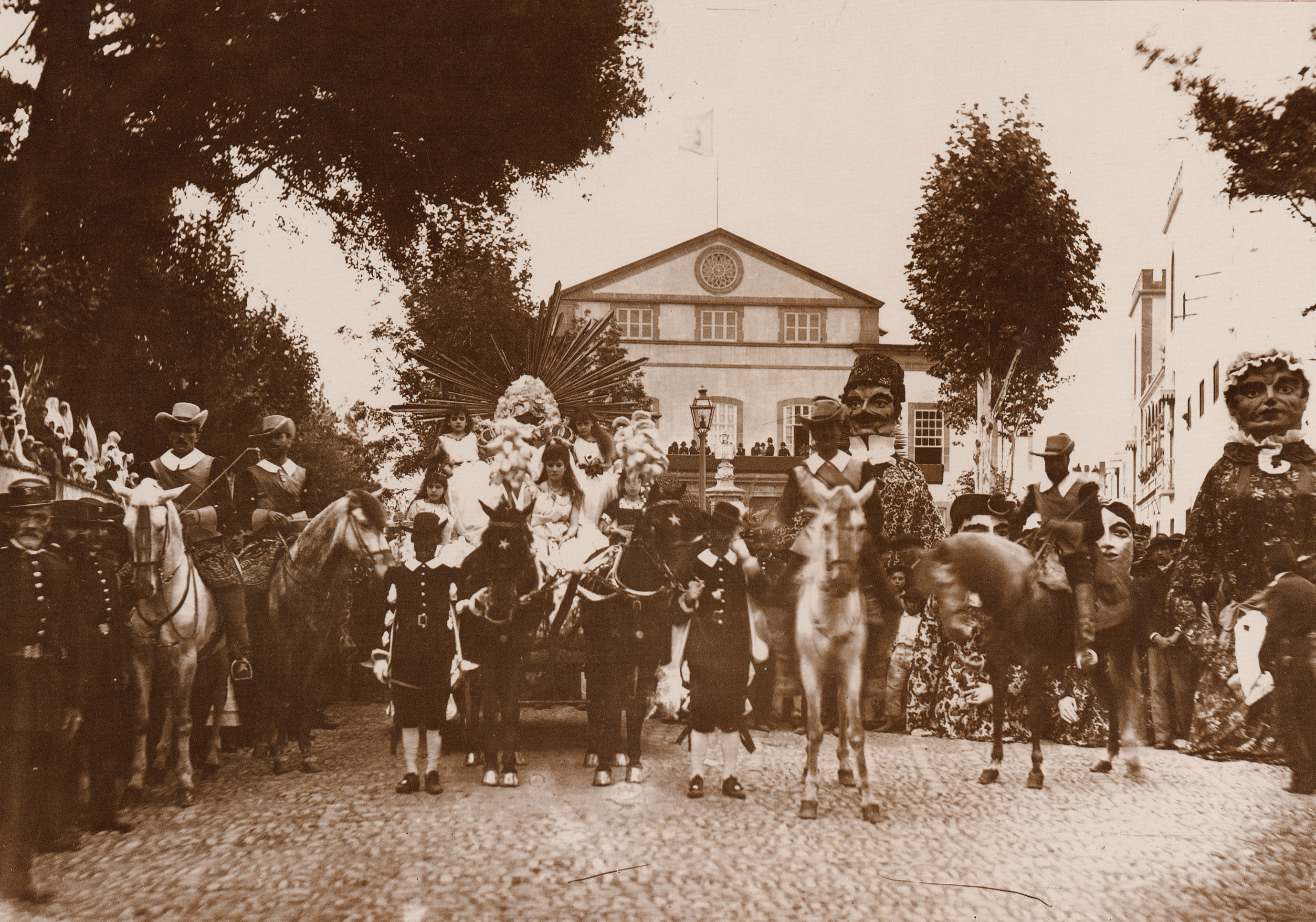
Luis Ojeda Pérez, Cavalcade du Círculo Mercantil, Las Palmas, 1891
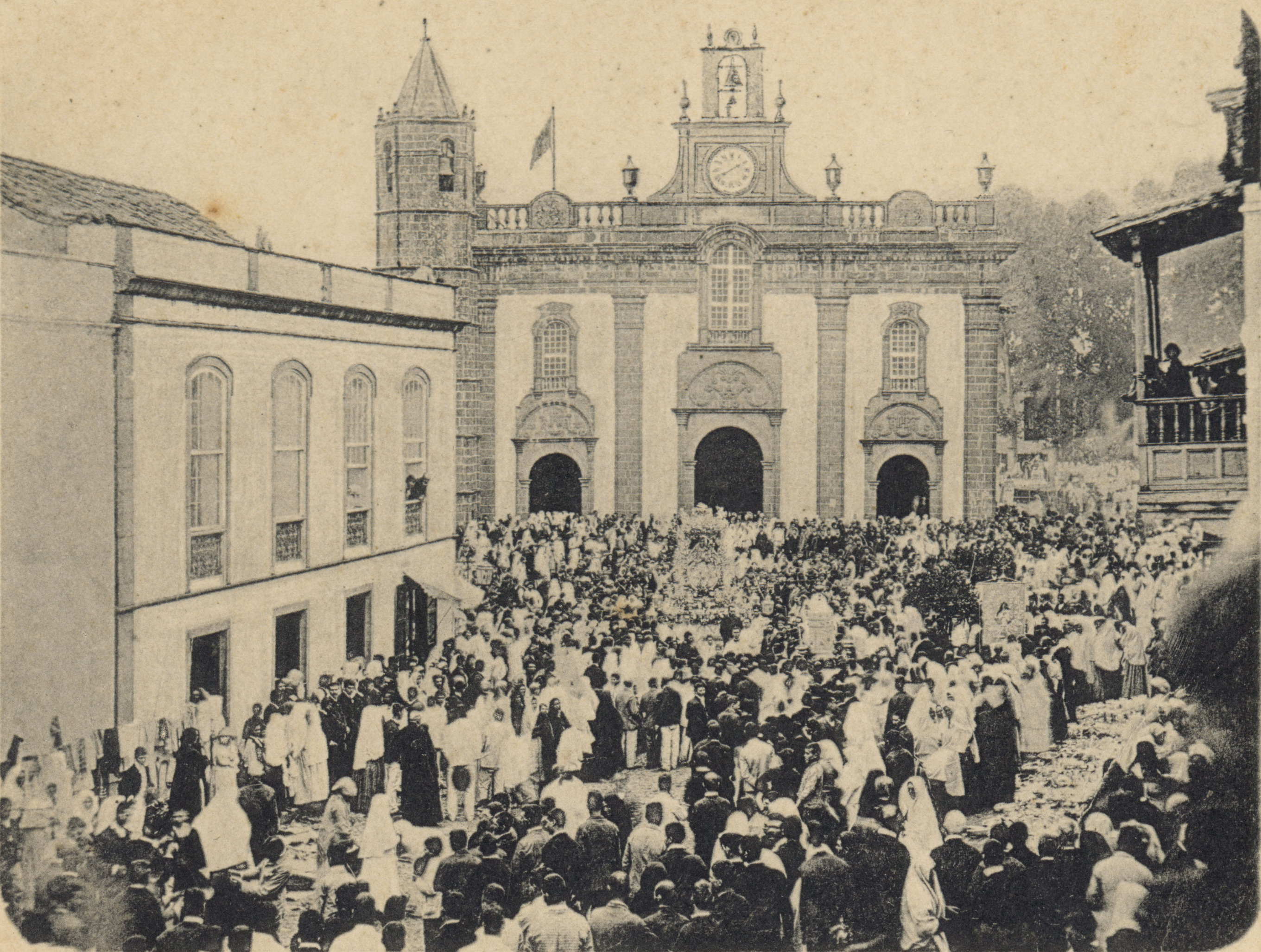
Fête de la Vierge del Pino, vers 1895

## XXesiècle

### Population
La population canarienne croît : 364 408 en 1900, 687 937 en 1940, 966 177 en 1960, 1 367 646 en 1981,1 589 403 en 1990, 1 716 276 en 2000.
Une dernière grande vague d'émigration illégale, principalement vers le Venezuela, a lieu entre 1936 et 1945, pendant et surtout après la guerre civile espagnole. Après la fin de la Seconde Guerre mondiale, l'émigration est légalisée, de sorte qu'en quelques années, environ 100 000 personnes (sur environ 700 000) quittent les îles pour le Venezuela, souvent désigné comme la huitième île des Canaries.
Beaucoup de ces émigrés, ou leurs enfants ou petits-enfants, sont entre-temps rentrés ou tentent de rentrer. L'échange séculaire entre les Canaries des deux côtés de l'Atlantique a participé à l'intégration de nombreux éléments de la culture et de la langue sud-américaines dans les îles de l'archipel, et l'espagnol des Canaries a laissé sa marque sur l'espagnol d'Amérique latine. Aujourd'hui, de nombreux éléments, notamment l'espagnol des Caraïbes, sont mêlés à l'espagnol des îles Canaries.
- Émigration espagnole (es) ou "diaspora espagnole", dont principalement (pour les Canaries)
  - Immigration canarienne en Argentine (es),
  - Immigration canarienne à Cuba (es) (1492-1959),
  - Immigration canarienne en Colombie (es),
  - Immigration canarienne en Uruguay (es),
  - Isleños, émigrants espagnols des îles Canaries en Louisiane (Nouvelle-France) : 2 373 pour la période 1778-1783 en Louisiane (Chalmette, Paroisse de Saint-Bernard) et au Texas (San Antonio).

### Années 1900-1931

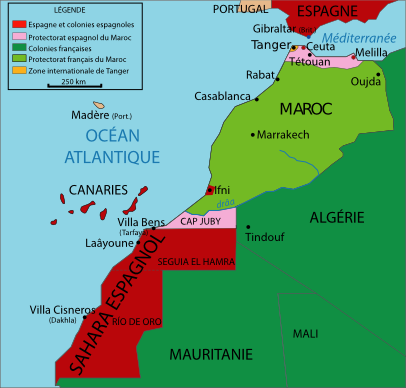
Protectorat espagnol en Afrique du Nord-Ouest (1956)

Catastrophes naturelles : éruption du volcan Chinyero (1909).

#### Vie institutionnelle
Le 11 juillet 1912, une « loi des conseils insulaires » (Ley de Cabildos) est adoptée : les îles doivent constitutionnellement être administrées par leurs propres conseil de gouvernement (Cabildos).
Le 21 septembre 1927, la province des îles Canaries est divisée entre la province de Las Palmas et la province de Santa Cruz de Tenerife.
En 1924, est créé à La Havane le Parti nationaliste canarien.

#### Les Canaries et la Première Guerre mondiale
La première bataille de l'Atlantique (1914-1918) concerne peu l'archipel, sauf dans certaines relations principalement avec les possessions espagnoles en Afrique de l'Ouest (et du Nord)[pas clair].

#### Début des liaisons aériennes
Le 22 janvier 1926, l'hydravion "Plus Ultra", de type Dornier Do J, piloté par le commandant Ramón Franco (1896-1936) et Julio Ruiz de Alda (1897-1936), décolle de Palos de la Frontera (Province de Huelva) et arrive à Buenos Aires le 26 janvier 1926, après des escales à la Grande Canarie, à Cap-Vert, à Pernambouc, à Rio de Janeiro et à Montevideo. Le voyage de 10 270 km, bouclé en 59 heures et 39 minutes, en fait des héros nationaux.
La Compagnie générale aéropostale (1927-1933), compagnie française, exploite les lignes Toulouse-Casablanca, Casablanca-Dakar par Agadir, Cap Juby (Sahara espagnol), Villa Cisneros, Port-Étienne, Saint-Louis) et Recife- Rio de Janeiro (Brésil).[pas clair]
En avril 1930 est décidée la construction d'un aéroport à Gando (Grande Canarie). Le premier vol a lieu en 1933, et la première ligne régulière Madrid-Canaries est ouverte en 1935.

### La période de la république et de la guerre civile (1931-1939)
En 1931, la deuxième république est établie en Espagne, mais se retrouve incapable de résoudre les conflits dans les différentes régions du pays. En 1936, les élections portent au pouvoir une coalition de gauche, le Front populaire.
Juan Negrín (1892-1956), licencié en médecine et chirurgie en Allemagne, créateur d'une école de physiologie de renommée internationale, membre du Parti socialiste ouvrier espagnol, est élu député de la province de Las Palmas (1931-1934, Canaries orientales). Ministre des Finances en 1936, il est désigné président du Conseil des ministres espagnol (1937-1939), puis président du gouvernement de la République espagnole en exil, depuis la France, puis le Mexique. Très contesté, il est enfin réhabilité par le PSOE en 2008.
Francisco Franco (1892-1975) est nommé commandant militaire (capitaine général) aux îles Canaries et au Maroc espagnol. Quand, après l'assassinat de José Calvo Sotelo, une grande partie de l'armée espagnole se soulève contre le gouvernement (18 juillet), Franco prend le commandement des troupes au Maroc espagnol le 19 juillet 1936, après avoir quitté la Grande Canarie.
L'armée espagnole prend le contrôle de plusieurs régions et villes : c'est le début d'une guerre civile qui va durer jusqu'en 1939, opposant les nationalistes aux républicains. Elle aboutit à la victoire des nationalistes qui établissent le régime de l'Espagne franquiste (1939-1975), dans lequel Franco est le caudillo, régent d'un royaume à venir.

### La période franquiste (1939-1975)

#### Les Canaries et la Seconde Guerre mondiale
Lors de la bataille de l'Atlantique (1939-1945), selon l'implication de l'Espagne pendant la Seconde Guerre mondiale, et d'abord la politique extérieure franquiste durant la Seconde Guerre Mondiale (es), l'archipel des Canaries semble avoir été peu touché par les combats. L'histoire militaire de Gibraltar durant la Seconde Guerre mondiale, dont l'opération Felix, concerne directement les mouvements des convois de bateaux, commerciaux ou non, en Atlantique, et particulièrement entre les Canaries et l'Espagne.
La zone semble avoir été relativement calme, à part la bataille de Dakar, le sous-marin italien Giuseppe Finzi.
Une escadrille de 24 avions de combat est installée à l'aéroport de Gando pour contrer d'éventuelles attaques anglaises ou françaises.

#### Le régime franquiste aux Canaries
Le régime franquiste se manifeste entre autres par la création d'un établissement pénitentiaire de relégation, la colonie pénitentiaire agricole de Tefía (es) (1954-1966, Puerto del Rosario, Fuerteventura), à destination des prisonniers, politiques ou de droit commun, qui est aussi un centre de rééducation pour les homosexuels. Le livre La répression franquiste aux Canaries (2002, José Francisco López Felipe) témoigne de l'ampleur de la répression franquiste.
Le nationalisme canarien se manifeste par la création en 1964 d'un mouvement indépendantiste, le
Movimiento por la Autodeterminación e Independencia del Archipiélago Canario (MPAIAC, « Mouvement pour l'autodétermination et l'indépendance des îles Canaries »), basé à Alger, avec comme secrétaire général Antonio Cubillo (1930-2012, Antonio de León Cubillo Ferreira), revendiquant une « république des Guanches ». Le groupe « Forces Armées Guanches (es) » (FAG, 1976-1978) en est le bras armé. Le mouvement prend fin en 1979.
Les Détachements Armés Canariens (es) sont un autre groupe indépendantiste.
Le système de libre-échange des ports francs évolue avec le régime économique et fiscal des Canaries (es) de 1972.

### Le retour à la démocratie et l'entrée dans l'Union européenne
Après la mort du général Franco, sous lequel la culture indépendante des îles Canaries a été supprimée et négligée[pas clair], l'Espagne devient une démocratie à partir de 1975.

### Le statut d'autonomie (1982)
Dans ce contexte, des partis régionalistes se forment, revendiquant l'indépendance ou l'autonomie, voire un virage politique vers les États d'Afrique du Nord[réf. nécessaire].
Le 16 août 1982, les îles Canaries deviennent une des dix-sept communautés autonomes d'Espagne (comunidades autónomas), avec Santa Cruz de Tenerife et Las Palmas de Gran Canaria comme capitales communes. Le siège du Premier ministre (Presidente del Gobierno) change à chaque législature.
Le Parlement des Canaries a pour siège permanent à Santa Cruz de Tenerife.
Pour la première fois dans l'histoire des îles, le 30 mai 1983, désormais jour férié aux Canaries, les Canariens sont libres de choisir leurs propres institutions politiques.

### Les Canaries et l'Union européenne
Lorsque l'Espagne rejoint l'Union européenne en 1986, les Canaries s'y refusent, par crainte de conséquences économiques négatives. Elles finissent par accepter de devenir membres à part entière en 1991, et rejoignent l'UE en 1992.
Depuis lors, le droit communautaire européen est en vigueur sur les îles, avec des réglementations spéciales dans certaines zones qui tiennent compte de la grande distance par rapport au reste du territoire de l'UE et visent à compenser les inconvénients de la situation insulaire.
L'archipel fait également partie de l'espace douanier européen, bénéficiant de conditions particulières dans certaines zones et bénéficiant de nombreux programmes d'aides et de subventions, en tant que région ultrapériphérique de l'UE. Le 1er janvier 2002, l'euro remplace la peseta comme monnaie.
Catastrophes : tremblement de terre de Tenerife en 1989 (es) ; collision de l'aéroport de Tenerife, le 27 mars 1997, de deux Boeing 747 (248 morts).

## XXIesiècle
Catastrophes naturelles : inondations de Ténérife de 2002 (es), tempête tropicale Delta (2005), incendies de forêt de 2007 (es), inondations à Ténérife en 2010 (es), éruption volcanique d'El Hierro en 2011 (éruption sous-marine du 10 octobre 2011 au 5 mars 2012).
Le 29 septembre 2019, l'île de Tenerife (environ 900 000 habitants) subit une panne générale d'électricité de presque une journée, due à une panne encore inexpliquée de générateur de centrale thermique. Le 15 juillet 2020, une panne plusieurs heures se produit de nouveau à Tenerife.
Vers 2010, les îles Canaries ont une population d'environ 2 000 000 habitants.
En 2002, les commandements militaires (Mando de Canarias (MCANA), Mando Naval de Canarias (ALCANAR) et Mando Aéreo de Canarias (MACAN)) sont réunis en un unique Commandement conjoint des îles Canaries (es) (MACOCAN).
Après des débats intenses et des blocus partisans, un nouveau statut d'autonomie est établi en 2018 pour les îles Canaries.
Depuis 2010, l'archipel est un des lieux de la crise migratoire en Europe, se trouvant au croisement de la route méditerranéenne occidentale et de la route de l'Afrique de l'Ouest.

#### En français
- Empire espagnol,
- Afrique espagnole
- Espagne extrapéninsulaire
- Histoire par île :
  - Histoire de Fuerteventura
  - Histoire de Grande Canarie
  - Histoire d'El Hierro
  - Histoire de La Gomera
  - Histoire de Lanzarote
  - Histoire de La Palma
  - Histoire de Tenerife, Rois Guanches de Tenerife, Place de la Patronne des Canaries
- Histoire de Madère, Histoire des Açores, Histoire du Cap-Vert

#### Autres
- Fontes Rerum Canariarum (de), Fontes rerum Canariarum: collección de textos y documentos para la historia de Canarias, série de publications historiques, depuis 1933, à La Laguna, par l’Instituto de Estudios Canario (Conseil supérieur de la recherche scientifique espagnole, CSIC, 1907)
- Flore et faune des îles Canaries (de)
- Géographie des Canaries (es)
- Histoire naturelle des îles Canaries (es) (1836-1850)
- Gomero (es)
- Liste de fortifications aux Canaries (es)
- Liste des capitaines généraux des Canaries (es)
- Titres de noblesse aux Canaries (es)
- Culture des Canaries (es)
- El Museo Canario (es) (1879)
- Costumes traditionnels des Canaries (es)
- Musique traditionnelle des Canaries (es)
- Sports et jeux traditionnels des Canaries (es)
- Personnalités de la conquête des Canaries (es)
- Historiens des îles Canaries (es)
- Géologie des Canaries (en)
- Liste des saints des îles Canaries (en)

- (es) Cet article est partiellement ou en totalité issu de l’article de Wikipédia en espagnol intitulé « Historia de Canarias » (voir la liste des auteurs).

- (de) Cet article est partiellement ou en totalité issu de l’article de Wikipédia en allemand intitulé « Geschichte der Kanarischen Inseln » (voir la liste des auteurs).